# Église Notre-Dame-de-l'Annonciation d'Allonne
Pour les articles homonymes, voir Église Notre-Dame-de-l'Annonciation.
L'église Notre-Dame-de-l'Annonciation est une église catholique paroissiale située à Allonne, dans l'Oise, en France. C'est une église à double vaisseau. Sur les six travées que compte chacun, les quatre premières sont gothiques flamboyantes, mais celles du sud, qui constituent le collatéral, environ un quart moins élevées et moins larges que leurs homologues du nord, ont des murs extérieurs partiellement romans. Cependant, les seuls éléments romans bien caractérisés de cette partie de l'église sont l'archivolte et le tympan de l'ancien portail et un contrefort plat au sud. Ce que les parties flamboyantes offrent de remarquable est surtout le grand portail occidental avec son tympan ajouré. Les réseaux des fenêtres évoquent le déambulatoire de l'église Saint-Étienne de Beauvais. À l'intérieur, l'on note les piliers ondulés et les arcs-doubleaux de fort diamètre, et une modénature assez complexe et soignée. Le chœur liturgique actuel est établi dans l'axe du vaisseau du nord. Son style gothique renvoie aux dernières années avant l'éclosion du style rayonnant, et il ne devrait guère être antérieur à 1220. À côté, le chœur roman est également conservé. Il se compose de deux petites travées carrées, et se singularise par ses voûtes d'arêtes, qui sont délimitées par trois doubleaux supportés par des colonnettes aux chapiteaux assez archaïques. La première travée sert de base au clocher, qui mesure seulement 18 m de hauteur sans le toit, et comporte un haut étage intermédiaire aveugle, et un unique étage de beffroi ajouré de deux baies géminées par face, qui sont agrémentées de colonnettes à chapiteaux. La corniche beauvaisine du clocher et la corniche au sud du chœur roman retiennent également l'attention. C'est le clocher qui est classé au titre des monuments historiques en premier lieu, par liste de 1862. Plus récemment, l'église est classée aux monuments historiques en totalité par arrêté du 26 juin 2006. Elle est aujourd'hui affiliée à la paroisse « Sainte Madeleine en Beauvaisis » dans le pôle Frédéric Ozanam de Beauvais-Sud. Pour connaitre les jours et horaires de messe voir https://www.messes.info/.

## Localisation
L'église Notre-Dame-de-l'Annonciation est située en France, en région Hauts-de-France, dans l'agglomération de Beauvais, sur la commune d'Allonne, au sud de la place principale du village, rue de la Mairie / rue de l'Église. L'élévation septentrionale donne sur la place ; la façade occidentale donne sur la rue de l'Église. Une ruelle passe devant l'élévation méridionale et derrière le chevet. L'on peut ainsi faire le tour de l'édifice, qui est dégagé de constructions mitoyennes de tous les côtés.

## Historique

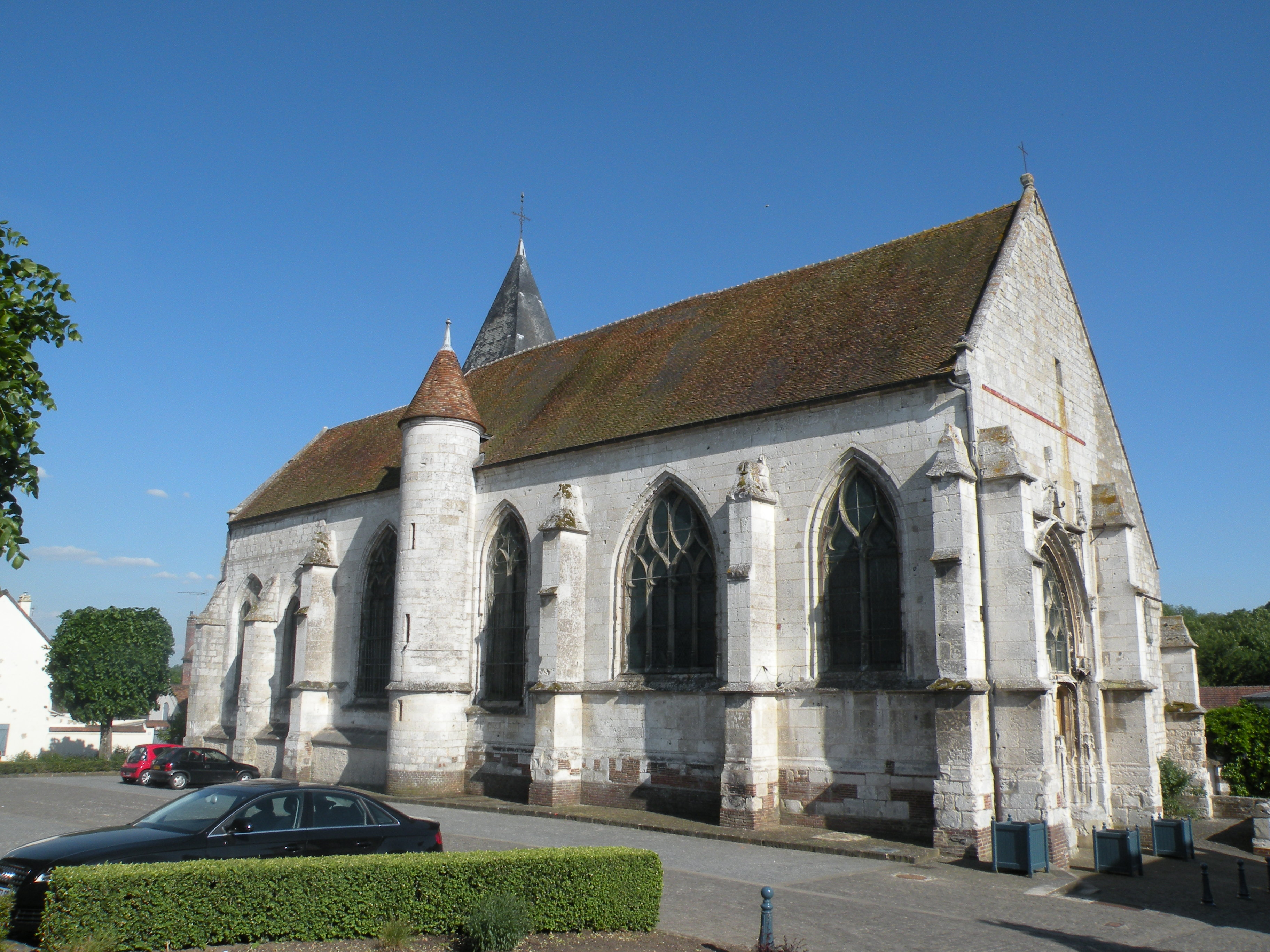
Vue depuis le nord-ouest.

L'on ignore la date de fondation de la paroisse, mais Allonne passe pour être l'un des villages primitifs du Beauvaisis et ses origines sont anciennes. Son église est dédiée à Notre-Dame, sous le vocable particulier de l'Annonciation, et à saint Symphorien d'Autun comme second patron. Sous l'Ancien Régime, la paroisse relève du doyenné de Mouchy-le-Châtel, de l'archidiaconé de Clermont, et du diocèse de Beauvais. Le collateur de la cure est le chapitre de la cathédrale Saint-Pierre de Beauvais. Le chapitre est par ailleurs également le seigneur du village, grâce à un don effectué par le chanoine Heilo au XIe siècle. Selon une charte de 1182, l'abbaye Saint-Symphorien de Beauvais possède des hôtes d'Allonne, c'est-à-dire qu'elle touche les taxes et impôts que versent ces habitants. Ce lien avec l'abbaye Saint-Symphorien explique facilement le deuxième vocable de l'église. Allonne est une paroisse importante par le nombre d'habitants ; ainsi, en 1740, l'on recense mille communiants, et le curé dispose d'un revenu de 400 livres.
Les deux premières campagnes de construction de l'église ne sont pas documentées. Leur date approximative peut être déduite de l'analyse archéologique, mais les différents auteurs qui ont étudié le monument ont malheureusement négligé la question de la datation. La troisième campagne de construction est en partie documentée par des actes notariés, en l'occurrence des marchés passés par le conseil de fabrique avec des artisans, mais ils ne mentionnent pas quelles parties de l'église sont exactement concernées. — Les parties les plus anciennes remontent en tout cas à la période romane, au XIIe siècle, et plus précisément au premier quart, ou tout au plus au premier tiers du siècle, et non à l'extrême fin de la période romane, comme le suggèrent les voûtes d'arêtes, les chapiteaux archaïques, et l'absence de mouluration des archivoltes des baies du clocher. Ces parties romanes sont les deux travées du collatéral sud du chœur, qui ne sont autres que le chœur primitif, et dont la première travée supporte le clocher ; le mur méridional du collatéral sans les contreforts et les fenêtres ; et la partie de la façade occidentale correspondante au collatéral, qui n'est autre que l'ancienne nef. Au XIIIe siècle, et plus particulièrement au premier quart du siècle à en juger d'après les fenêtres sans remplage et le style gothique primitif des deux voûtes d'ogives et leurs quelques supports encore en place, un nouveau chœur de deux travées est adjoint au chœur roman du côté nord. En toute logique, les travaux doivent également porter sur une seconde nef, mais rien n'en subsiste : toutes les autres parties de l'église datent de la première moitié et du milieu du XVIe siècle, exception faite de la sacristie, qui est plus récente,.
Selon Louis Graves, « il est probable que l'édifice fut ruiné, avec beaucoup d'autres, pendant le siège de Beauvais en 1472, et qu'on rétablit les parties détruites lorsqu'on éleva les transepts de la cathédrale ». Le 18 mai 1550, les marguilliers passent un marché avec Louis Poullain, maître charpentier à Beauvais, pour faire des cintres et les déplacer au fur et à mesure de l'avancement du chantier, qui porte sur la réfection de quatre voûtes ; des trois arcs-doubleaux intermédiaires ; et de cinq verrières de dimensions similaires. Le document mentionne par ailleurs la présence de quatre poutres qui empêchent la construction des voûtes. Il devrait s'agir des entraits de la charpente, et le vaisseau concerné par ces travaux n'est donc pas voûté à l'époque. Rien ne permet malheureusement de savoir s'il s'agit de la vieille nef romane ou de la nef actuelle, dans l'axe du chœur. L'on peut seulement constater le style purement gothique flamboyant de l'ensemble des voûtes et fenêtres de la nef et du collatéral, hormis les deux fenêtres au-dessus du portail roman, et l'influence de la Renaissance est totalement absente à Allonne, alors qu'elle règne déjà sur de nombreux édifices élevés au milieu du XVIe siècle. Il est donc probable que l'autre vaisseau ait été reconstruit avant, plutôt qu'après 1550. Chacun des deux vaisseaux possède quatre fenêtres latérales, et la fenêtre occidentale flamboyante de la nef est en fait un tympan ajouré. Seulement les fenêtres du collatéral sont de dimensions à peu près analogues, ce qui semble confirmer l'hypothèse. Reste la question de la cinquième fenêtre : peut-être une grande baie unique devait-elle remplacer les deux baies romanes de la partie droite de la façade. L'on peut encore ajouté que les maçonneries sont confiées à Antoine Chéniau dit Daguien et Jean Larsillon, maçons et tailleurs de pierre à Beauvais, et que le délai d'exécution est fixé à deux ans.
L'église ne connaît pratiquement pas de modifications depuis 1552, date supposée de son achèvement. En 1605, à la demande des chanoines Le Roi et Dodu, une muraille est blanchie pour effacer une danse macabre. À compter du XIXe siècle, tous les travaux sont relatés dans le registre de la fabrique. En 1844, la partie supérieure du mur de chevet de l'ancien chœur, au-dessus de la porte de la sacristie, est démolie pour faire une niche afin d'accueillir la Pietà dite Notre-Dame des Sept-Douleurs. L'ancienne fenêtre romane signalée encore en 1839 disparaît. Les cloches, dont l'une date de 1731, sont refondues. En 1864, la partie principale du banc d'œuvre est détruite par un incendie. L'année suivante, le pavement de la nef et du chœur est refait avec des carreaux d'Auneuil, dont les dessins évoquent ceux conçus par Jean-Baptiste-Antoine Lassus pour la Sainte-Chapelle. Deux pierres tombales d'anciens curés d'Allonne sont réemployées pour faire les marches de l'autel. Le clocher est classé au titre des monuments historiques par liste de 1862. L'église est classée aux monuments historiques en totalité par arrêté du 26 juin 2006. Elle est aujourd'hui affiliée à la paroisse « Sainte Madeleine en Beauvaisis » dans le pôle Frédéric Ozanam de Beauvais-Sud. Pour connaitre les jours et horaires de messe voir https://www.messes.info/.

## Description

### Aperçu général

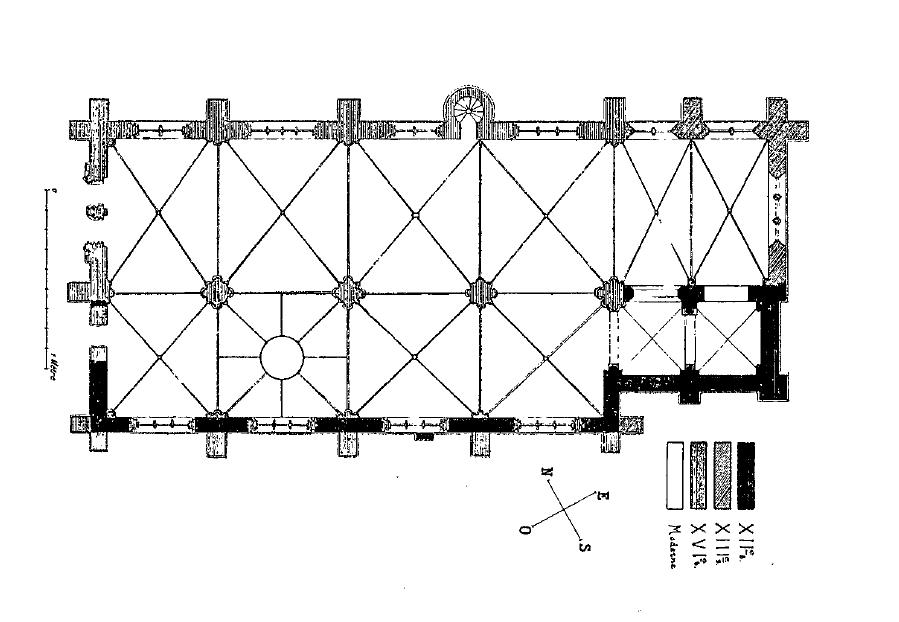
Plan de l'église.

Orientée à peu près régulièrement, avec une déviation de l'axe de 17° vers le nord-est du côté du chevet, l'église répond à un plan dissymétrique à deux vaisseaux, qui comptent chacun six travées. La sacristie se situe devant le chevet du vaisseau de droite ; au nord, une tourelle d'escalier cylindrique flanque la troisième travée. Le vaisseau de gauche (du nord) correspond au vaisseau principal, et est de largeur identique sur toute sa largeur. Les deux dernières travées sont formées par le chœur du XIIIe siècle. Le vaisseau de droite (sud) est le collatéral, et correspond à la partie romane de l'édifice. Les deux dernières travées sont formées par le sanctuaire du XIIe siècle. Si les quatre premières travées sont presque aussi larges que dans le vaisseau principal, les deux dernières travées sont nettement plus étroites, mais les grandes arcades sont néanmoins situées dans une même ligne. Supposant que le chœur roman devait être établi dans l'axe de sa nef, la nef romane a dû être amputée d'une partie de sa superficie au profit du vaisseau principal. Eugène Woillez n'indique les dimensions que pour le collatéral. Sa longueur totale dans l'œuvre est de 33,10 m, dont 23 m incombent à l'ancienne nef et 8,10 m à l'ancien sanctuaire. La largeur entre les piliers, ou plutôt l'ouverture des doubleaux, est de 7,20 m dans les quatre premières travées, et de 3,00 m seulement dans l'ancien sanctuaire. La hauteur sous les voûtes est de 5,80 m ; il est sans doute ici des deux voûtes d'arêtes du chœur roman. Toutes les autres travées sont voûtées d'ogives, avec des voûtes quadripartites ordinaires, sauf pour la deuxième travée du collatéral, qui possède en outre quatre liernes, et le centre de la voûte, épargnée par les ogives et liernes, est entouré d'un cercle, comme s'il s'agissait d'une base de clocher. Les voûtes sont plus élevées dans les quatre premières travées du collatéral et dans le chœur actuel, où elles atteignent à peu près la même hauteur, et encore plus élevées dans la nef actuelle. L'église possède deux portails, soit le portail du vaisseau principal avec deux portes sous un grand tympan ajouré, et le petit portail roman, qui était bouchée à la fin du XIXe siècle. Les deux vaisseaux sont recouverts d'une toiture commune à deux rampants, avec un pignon en façade et un pignon au chevet. Le clocher émerge de cette vaste toiture. La hauteur de ses maçonneries est de 18 m.

### Intérieur

#### Nef

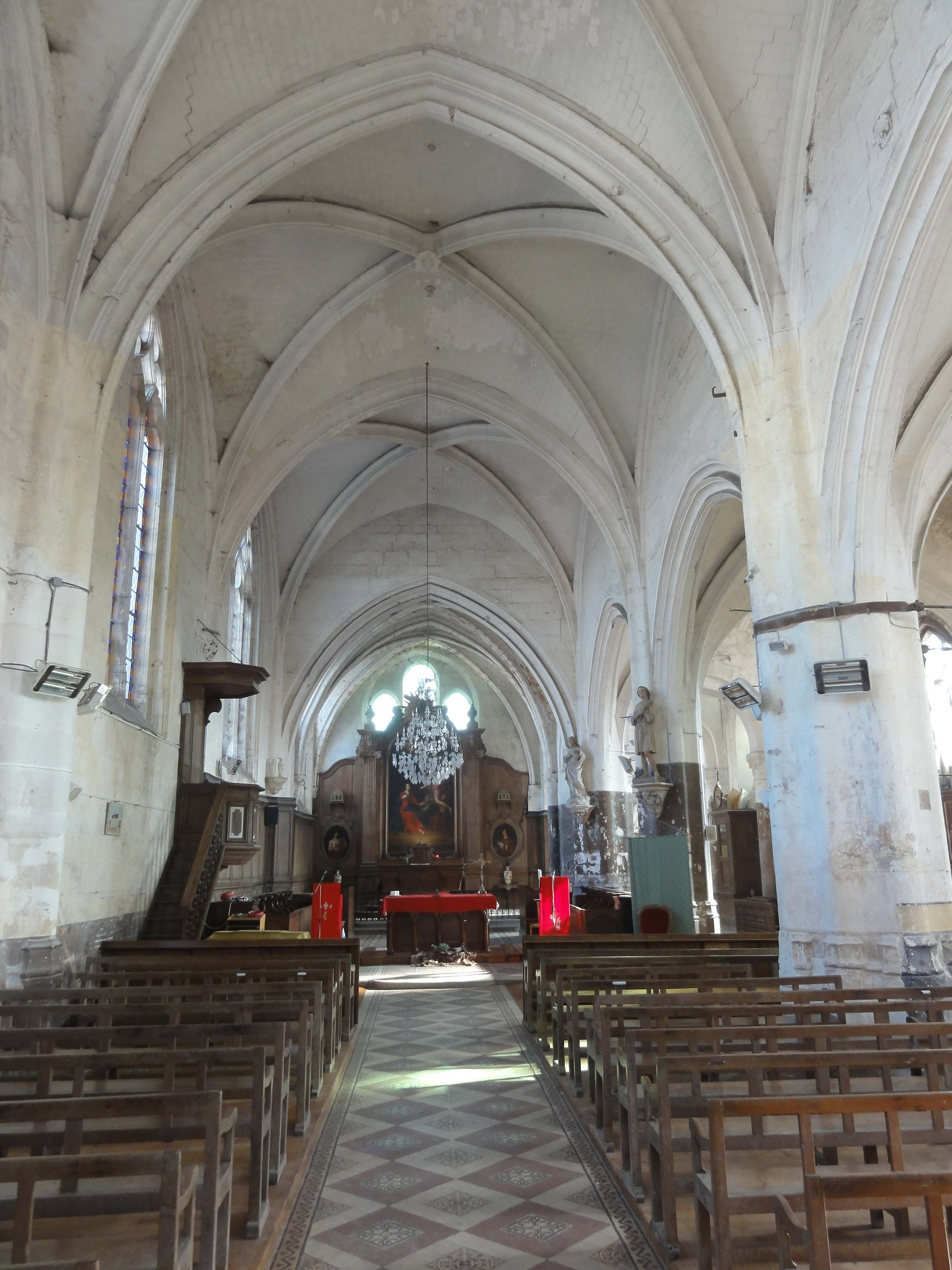
Nef, vue vers l'est.

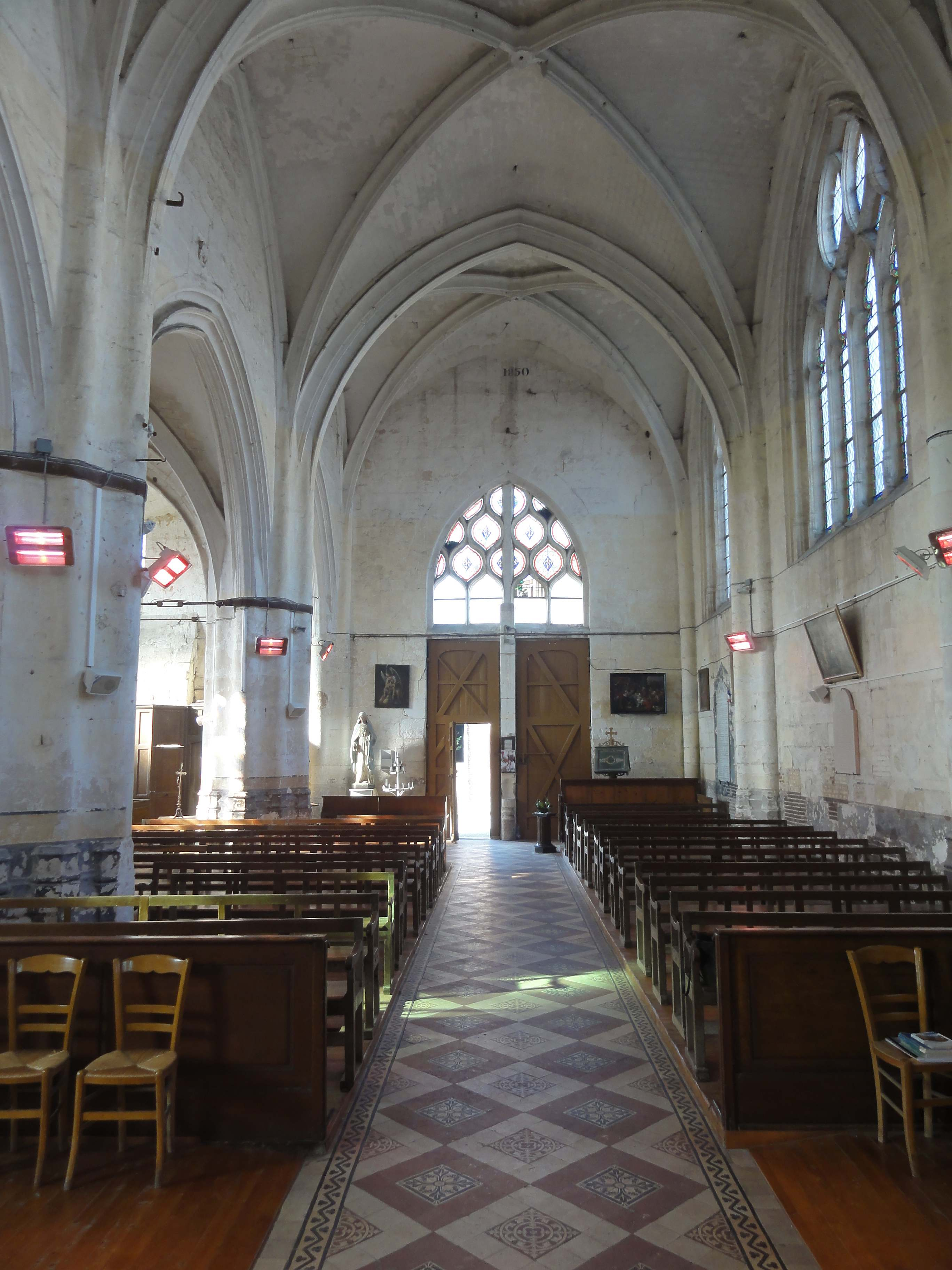
Nef, vue vers l'ouest.

L'église d'Allonne fait partie d'un groupe d'églises partiellement romanes, où l'actuel vaisseau central a été bâti à côté de l'ancien, qui a été maintenu : Bailleval, Cauvigny, Courcelles-sur-Viosne, Fontenay-en-Parisis, Limay (dans un premier temps, démoli au XVIIe siècle), Monchy-Saint-Éloi, Villers-Saint-Frambourg, etc. Sauf à Allonne et Cauvigny, l'ancien vaisseau central prend le caractère d'un bas-côté. La nef communique avec son collatéral par quatre doubleaux en arc brisé peu aigus, qui reposent sur des piliers ondulés réguliers à huit renflements, comme dans le transept de la cathédrale et dans le chœur de Saint-Étienne de Beauvais, ainsi qu'à Armancourt, Chevrières, Clermont (à certains endroits seulement), de Marissel, Raray, Rivecourt, Roberval, Venette et Verneuil-en-Halatte, pour ne citer que quelques exemples. Chacun des huit renflements possède sa propre base polygonale, sous la forme d'une plinthe moulurée, et son propre socle également octogonal. Ce n'est que proche du sol que les huit socles se réunissent pour ne former qu'un unique socle toujours octogonal. Les intervalles des bases et socles sont pourvues de discrètes moulures horizontales. Les grandes arcades se fondent directement dans le pilier. Leur intrados est profilé d'une double doucine, comme l'un des renflements des piliers, mais moins large. Cette ondulation est accompagnée de deux fines moulures concaves de chaque côté, et deux moulures analogues séparent les deux larges gorges que les arcades affichent latéralement. Un listel les sépare des surfaces murales. Un profil semblable se trouve dans l'église voisine de Marissel,.
Le fort diamètre des piliers est à souligner, et dans le même sens, les doubleaux perpendiculaires sont analogues aux arcades longitudinales, ce qui est assez rare,. Habituellement, les doubleaux des églises flamboyantes affectent le même profil que les ogives. Plus simple que le profil complexe des doubleaux, mais tout aussi représentatif de l'architecture flamboyante, est celui des ogives. Elles affichent une large gorge peu profonde de chaque côté, qui est séparée du voûtain par un filet saillant, et un filet entre deux étroites moulures concaves au milieu. Comme à l'accoutumée, les formerets sont analogues aux ogives. Ils manquent au revers de la façade et à l'est. Les clés de voûte des deux premières travées ne sont plus décorées, mais des trous indiquent sans doute les points de fixation de clés pendantes disparues. Dans les deux travées suivantes, les clés de voûte sont fort simple. Ce sont des écussons, dont le premier est un écu de fantaisie selon le Dr Parmentier, et le deuxième entouré d'un rang de feuillages, mais cassé. Les ogives se fondent dans les ondulations des piliers qui leur sont réservées. Le long du mur septentrional et au début des grandes arcades, les piliers sont engagés dans le mur, et laissent seulement apercevoir trois ondulations. À titre d'exception, le dernier doubleau est toutefois reçu sur un cul-de-lampe sculpté de feuilles entrelacées du côté nord, sans doute afin de permettre l'installation de la chaire à prêcher, qui n'est aujourd'hui plus celui du XVIe siècle, mais occupe toujours le même emplacement. Le doubleau vers le chœur ne donne au contraire lieu à aucune irrégularité : il est analogue aux doubleaux longitudinaux, y compris pour les supports. L'angle nord-ouest de la nef n'accueille qu'une unique ondulation,.
Grâce au tympan ajouré du portail occidental et aux quatre fenêtres en tiers-point, la nef est généreusement éclairée. Les deux premières fenêtres latérales s'ouvrent au-dessus d'un haut soubassement, qui représente la moitié de la hauteur sous le sommet des voûtes. Les deux suivantes se rapprochent davantage du sol. Toutes les fenêtres sont de largeur différente : la première et la troisième sont à deux lancettes ; la deuxième est à quatre lancettes ; et la quatrième à trois lancettes. La troisième fenêtre est la plus étroite, car une tourelle d'escalier cylindrique est accolée au mur extérieur, près de l'intersection avec la travée suivante. Il n'est pas évident pourquoi la première fenêtre compte seulement lancettes. Elles se terminent en têtes trilobées avec un lobe central très dilaté, et sont surmontées d'un soufflet et de deux mouchettes simplifiés, qui indiquent souvent la période flamboyante tardive, mais apparaissent déjà sur le déambulatoire de l'église Saint-Étienne de Beauvais, terminé en 1522. Les remplages de la deuxième et de la quatrième fenêtre sont conçus selon le même schéma. Des écoinçons losangés s'intercalent entre les têtes des lancettes. Sur la quatrième fenêtre seulement, le soufflet central est subdivisé en deux compartiments. La troisième fenêtre montre des têtes trilobées plus traditionnelles. Elles sont surmontées d'un losange et de deux mouchettes, subdivisées chacun en deux compartiments. Partout, le pourtour est mouluré à l'instar des faces latérales des grandes arcades. Les arêtes saillantes et les meneaux sont en plus munies de bases polygonales. Pour venir au tympan ajouré, il présente un réseau plus complexe avec quatre courtes lancettes terminées en accolade, qui sont surmontées de trois rangs de soufflets, dont le troisième est tronqué. Il y a trois soufflets au premier rang, et deux au deuxième rang. Les mouchettes ne sont ici que des soufflets incomplets. Au milieu, un large meneau vertical partage le réseau en deux parties. Ce réseau paraît nettement inspiré du déambulatoire de Saint-Étienne,.

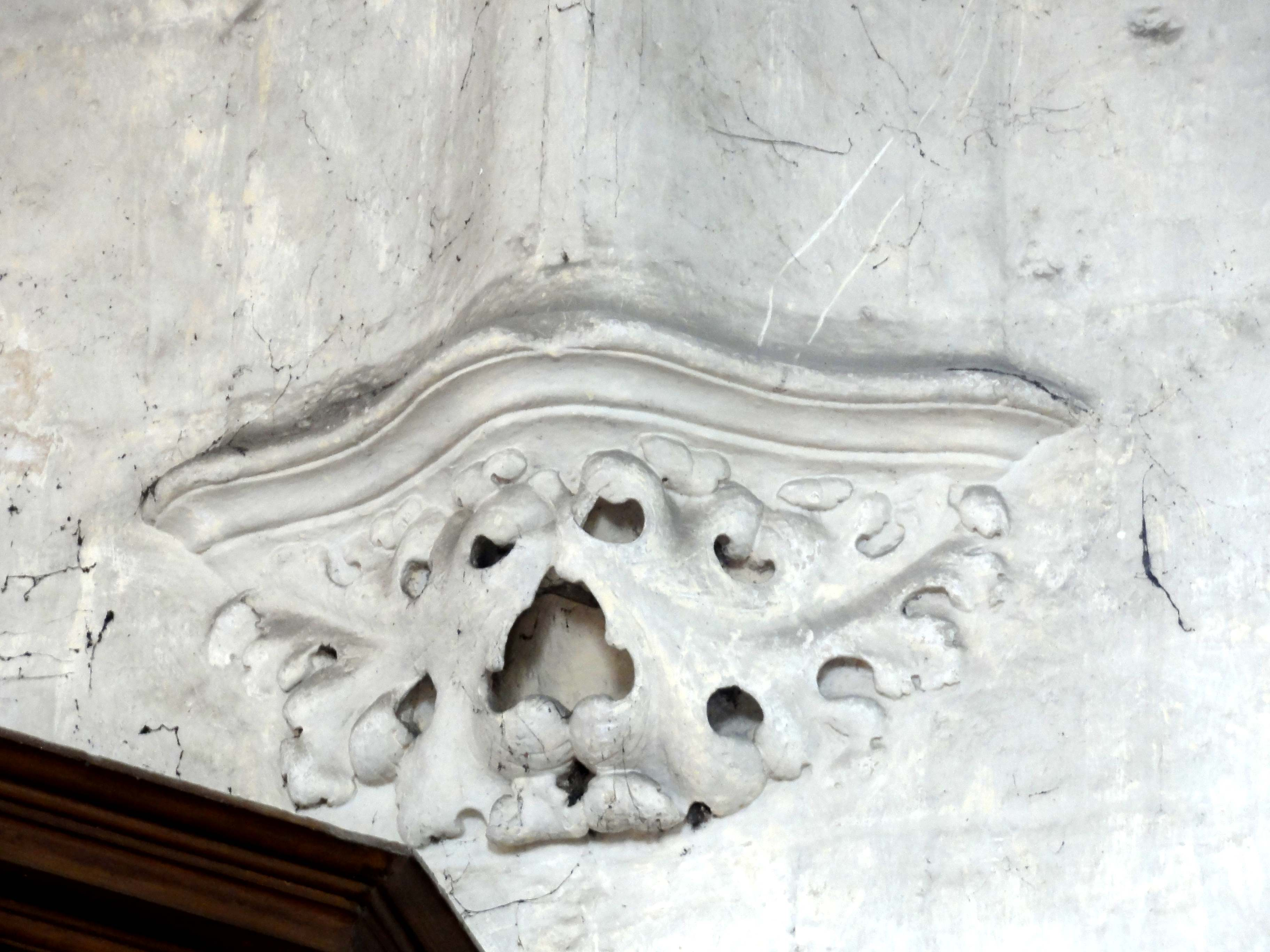
Cul-de-lampe au nord du 3e doubleau.
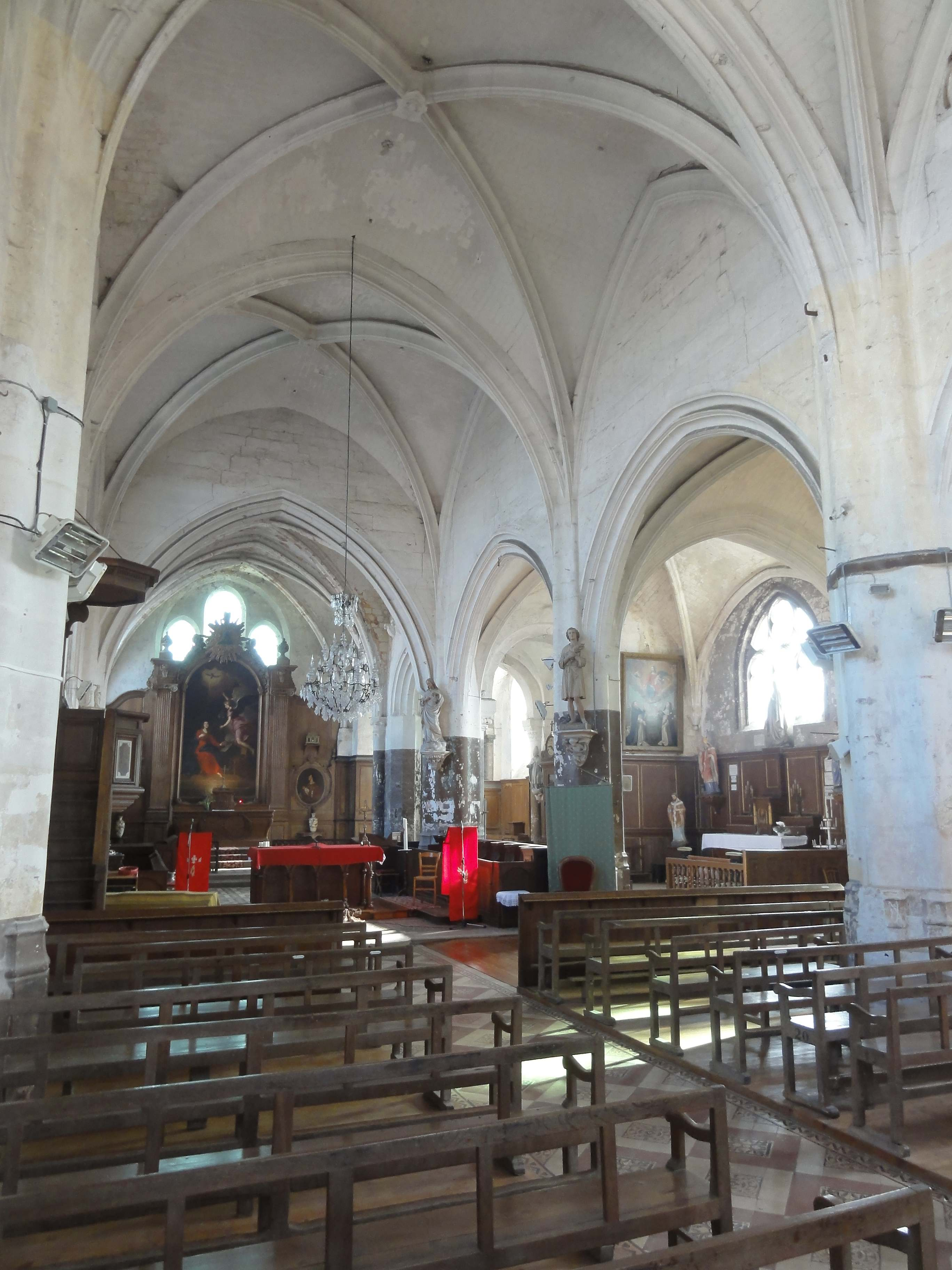
Vue vers le sud-est dans le collatéral.
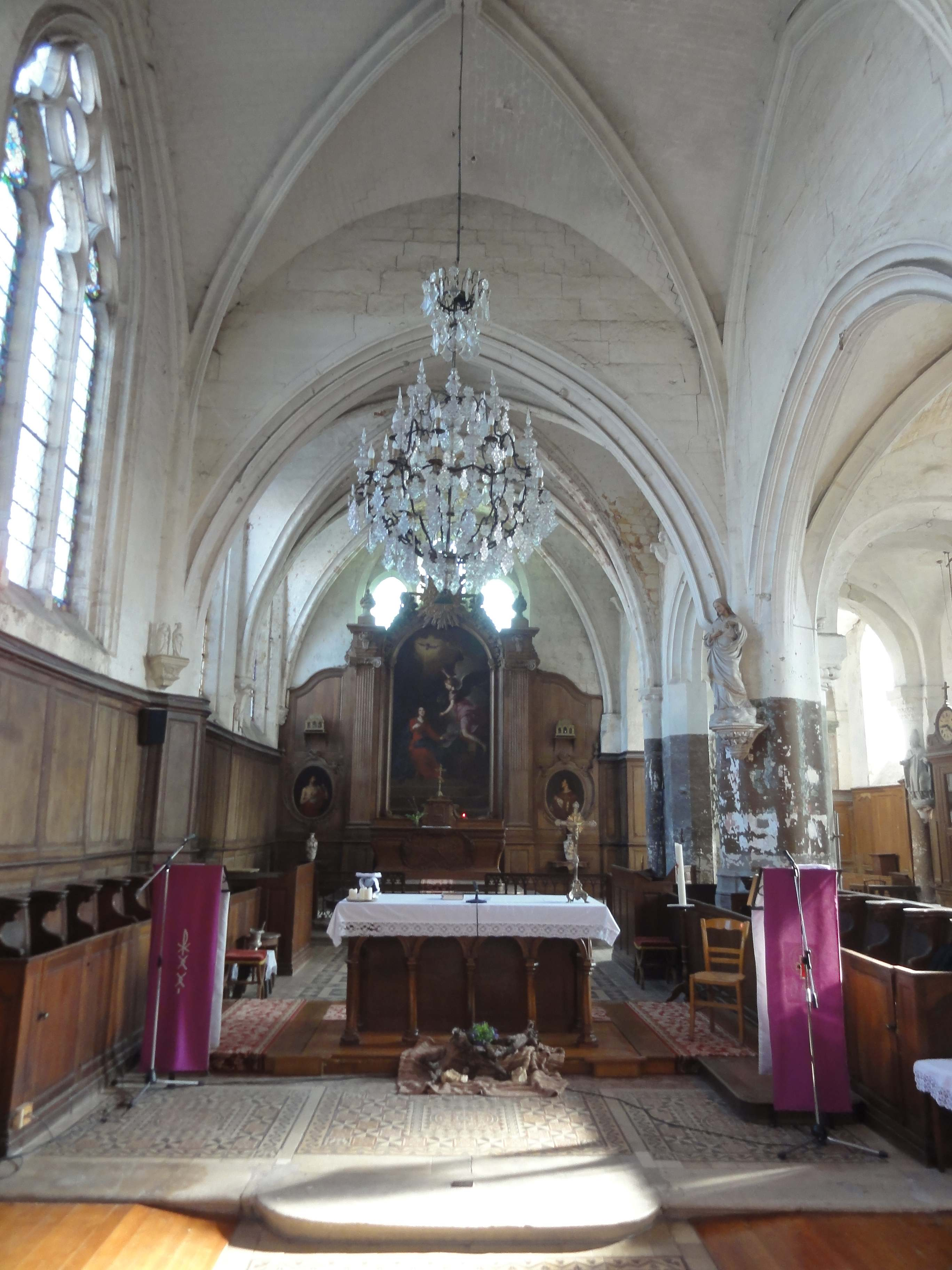
Vue vers l'est dans le chœur du XIIIe siècle.
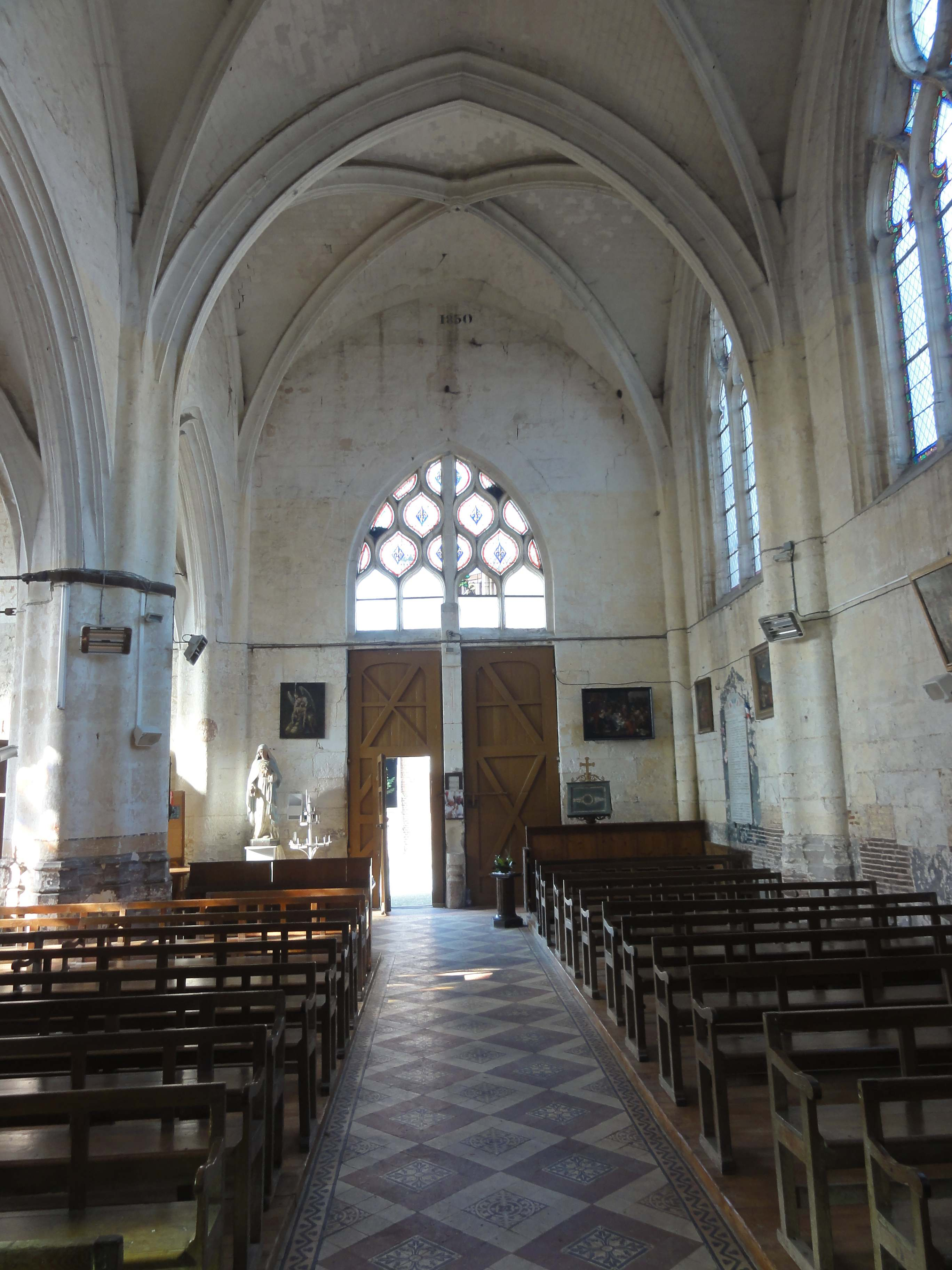
Vue vers l'ouest sur le portail.
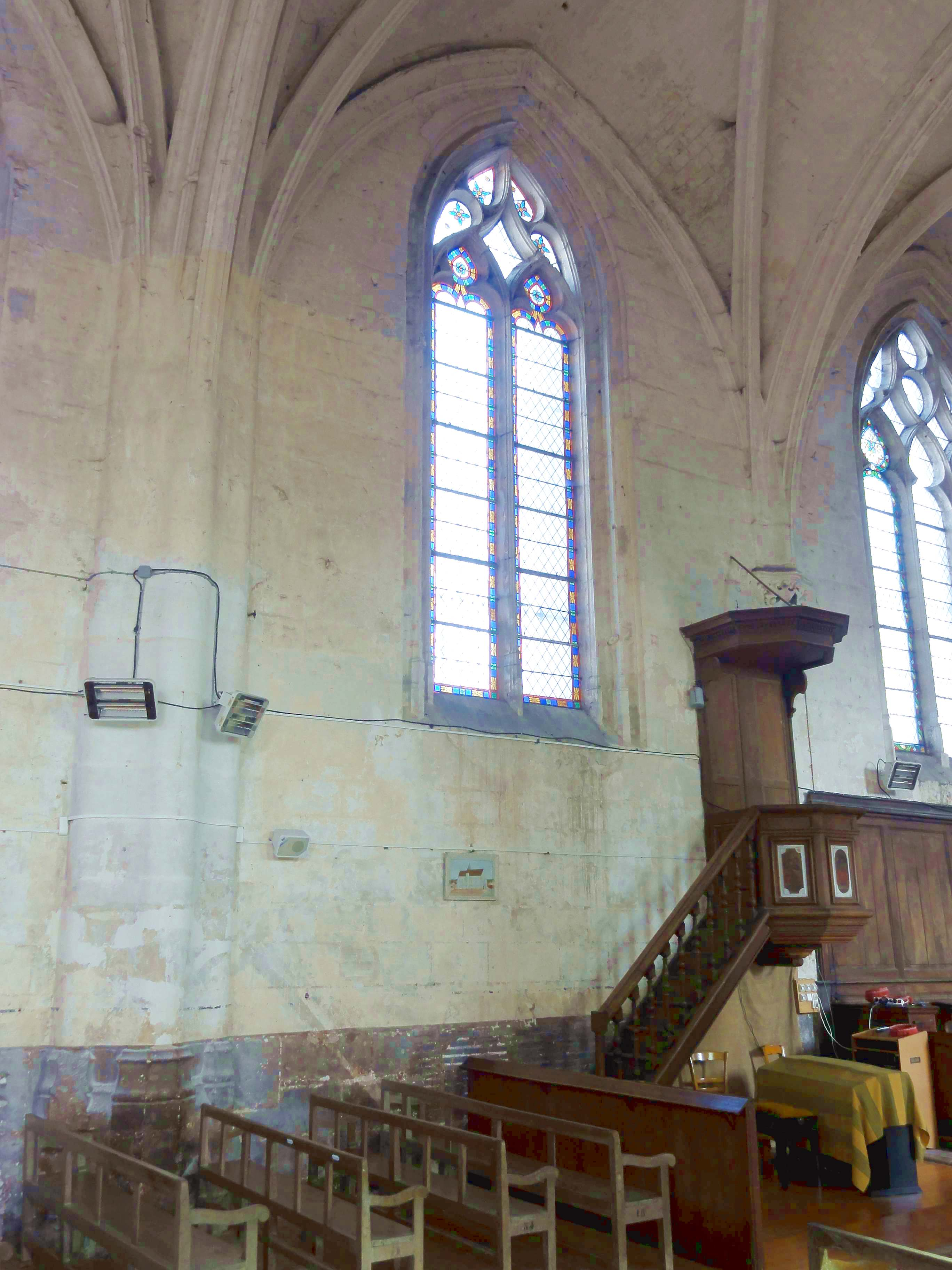
3e travée, élévation nord.
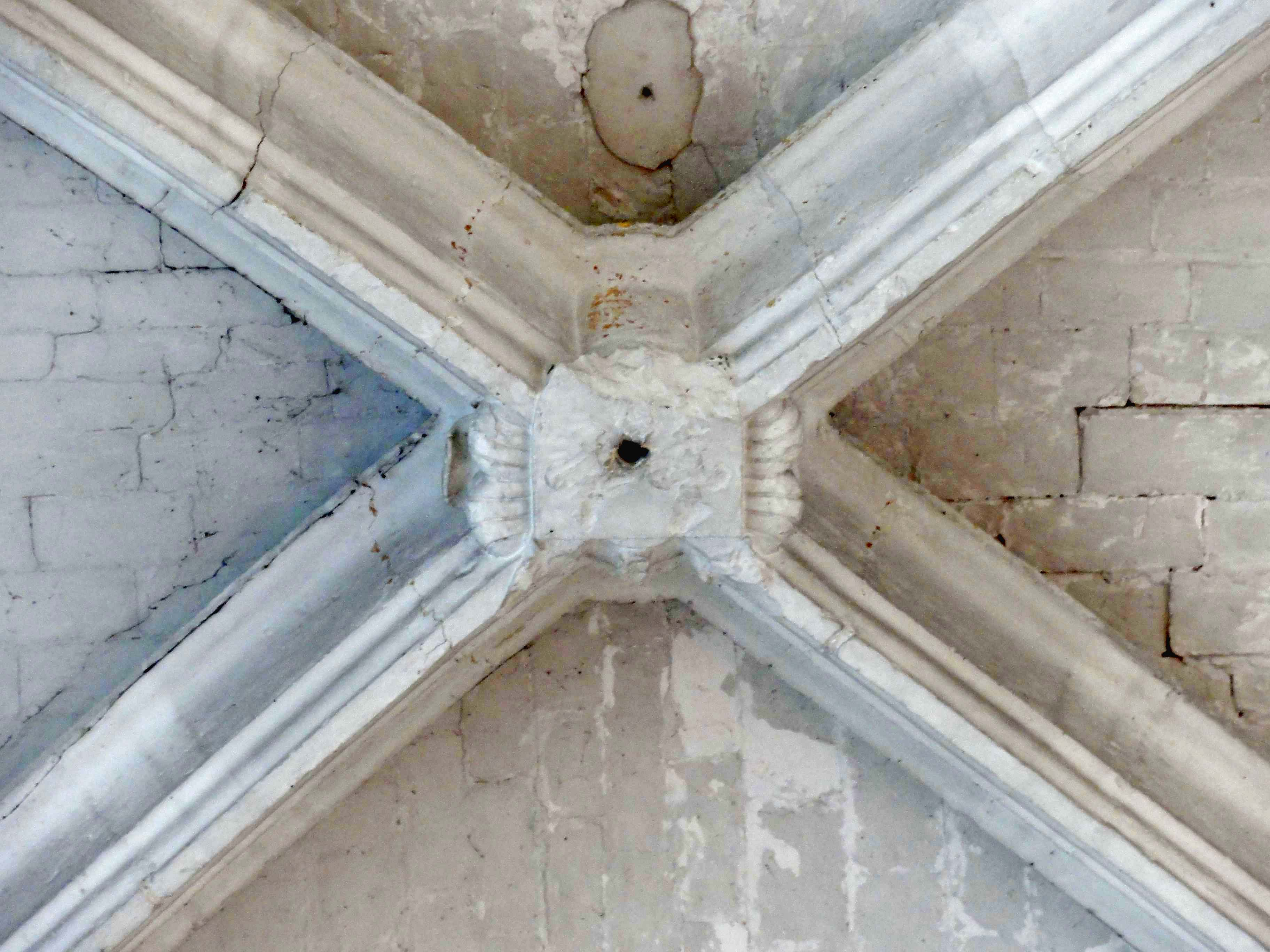
Clé de voûte de la 4e travée.

#### Collatéral de la nef

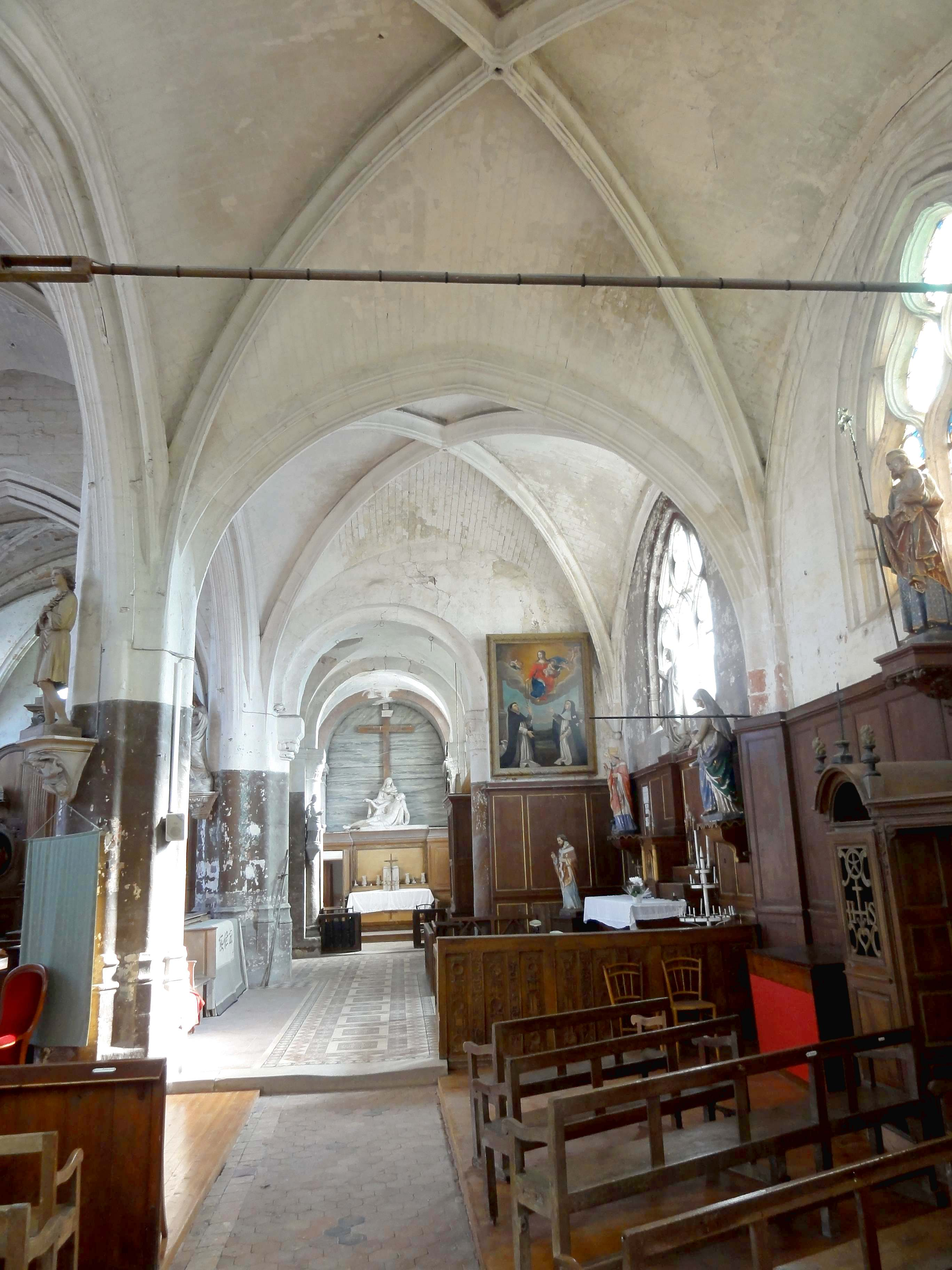
Vue vers l'est depuis la 2e travée.

Avec une largeur de 7,20 m, le collatéral de la nef n'a rien d'un modeste bas-côté, et est tout aussi spacieux que la nef d'une petite église villageoise. Par rapport à la nef, la hauteur se réduit d'un tiers environ, soit un peu plus que la largeur. Hauteur et largeur sont à peu près équivalentes, et les proportions ne sont donc pas propices à créer une impression d'élancement. À plus forte raison que dans la nef, les piliers paraissent surdimensionnés. Si la fluidité des lignes et l'absence de chapiteaux ou frises évite un effet de lourdeur, le collatéral paraît néanmoins un peu trapu. La modénature ne diffère pas de la nef, et l'homogénéité est telle que les deux vaisseaux semblent résulter d'une même campagne de travaux. Contrairement à ce que prétend René Parmentier, l'ogive et le formeret ne sont pas reçus sur un cul-de-lampe dans l'angle sud-ouest, mais le fût est noyé dans un massif de maçonnerie qui renforce la façade, presque jusqu'à son sommet. Les clés de voûtes présentent de petits orifices et ne sont pas décorées. Les allèges ont la même hauteur que dans la nef, ce qui donne des fenêtres aux piédroits très courts. Ici, toutes les fenêtres sont à trois lancettes. La première et la troisième ont des réseaux de la même facture que sur le tympan ajouré du portail principal, et leurs lancettes terminées en accolade sont donc dépourvues de têtes trilobées. La deuxième et la quatrième se caractérisent par des lancettes à têtes trilobées avec un lobe central très dilaté, comme sur trois des quatre fenêtres du nord. Le soufflet central est pourvu de redents. Rien n'évoque plus l'architecture romane, même si les murs remontent bien au milieu du XIIe siècle tout au moins. Le portail occupe toujours l'emplacement d'origine, et est donc toujours axé sur le sanctuaire roman, ce qui implique qu'il soit désaxé vers le nord par rapport à l'axe du collatéral. Une petite porte en anse de panier, qui semble remonter à la même époque que les voûtes, remplace le portail primitif. Deux baies du XIIe siècle, en plein cintre et à double ébrasement, éclairent le collatéral depuis l'ouest. L'une est située exactement au-dessus du portail ; l'autre plus au sud. Ce positionnement équilibré des fenêtres est quelque peu surprenant si l'on considère que la nef romane qui a précédé au collatéral actuel était plus large. La façade romane devait compter une troisième fenêtre, alors que la règle sont deux fenêtres hautes, ou bien les fenêtres ont été déplacées depuis la construction d'une nouvelle nef au XIIIe siècle,.

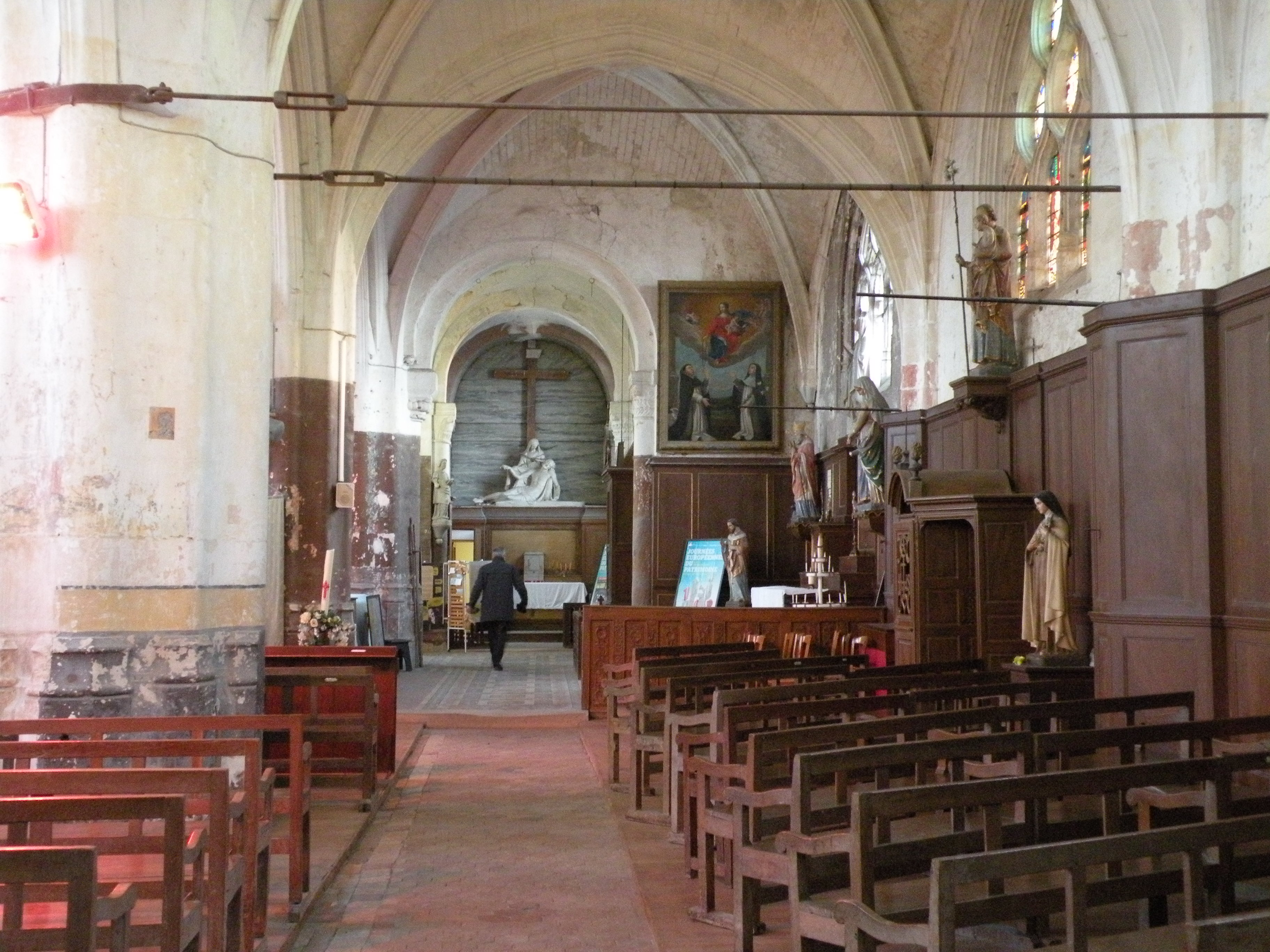
Vue vers l'est au niveau du 2e doubleau.
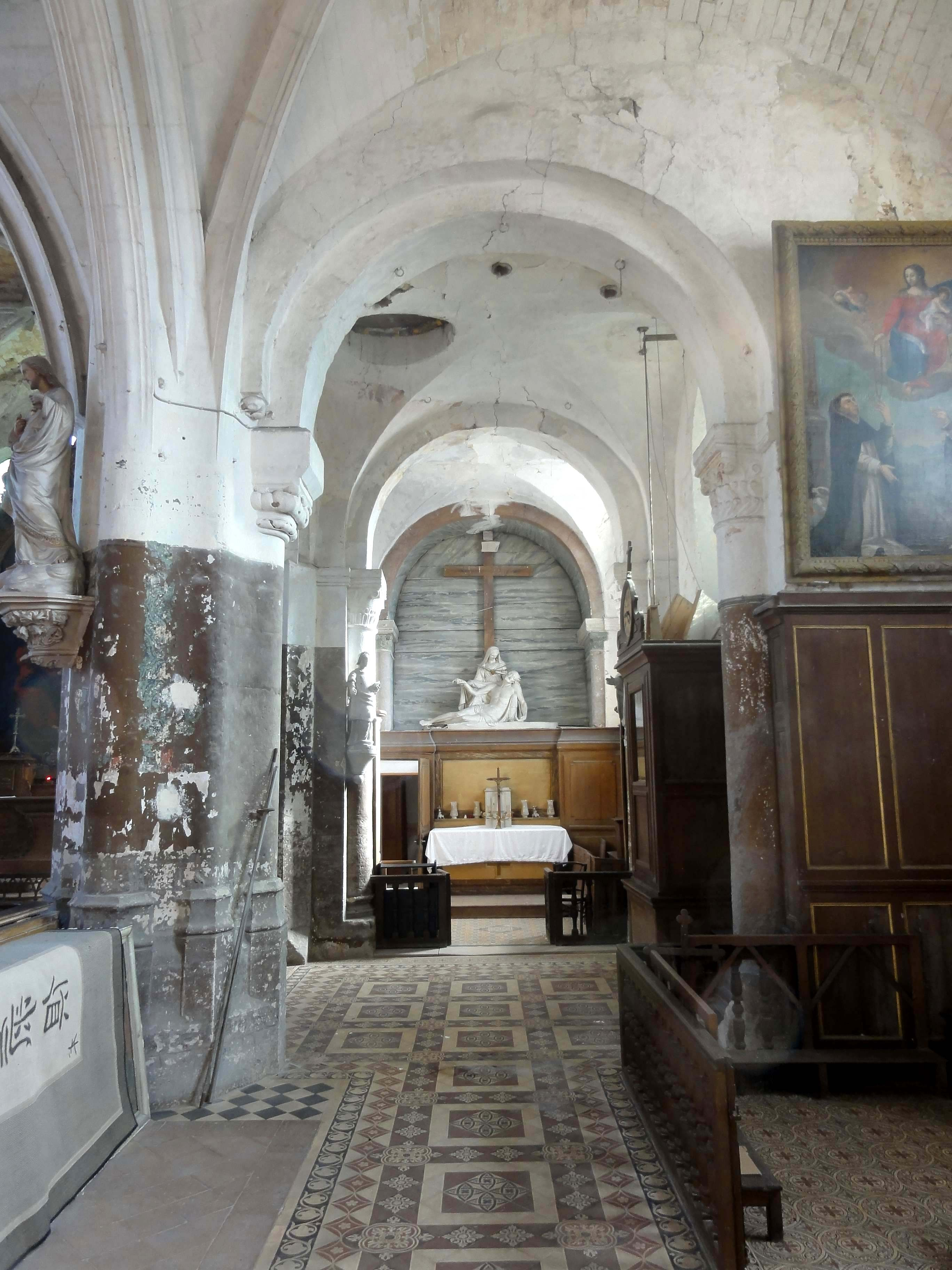
Vue vers l'est dans la base du clocher.
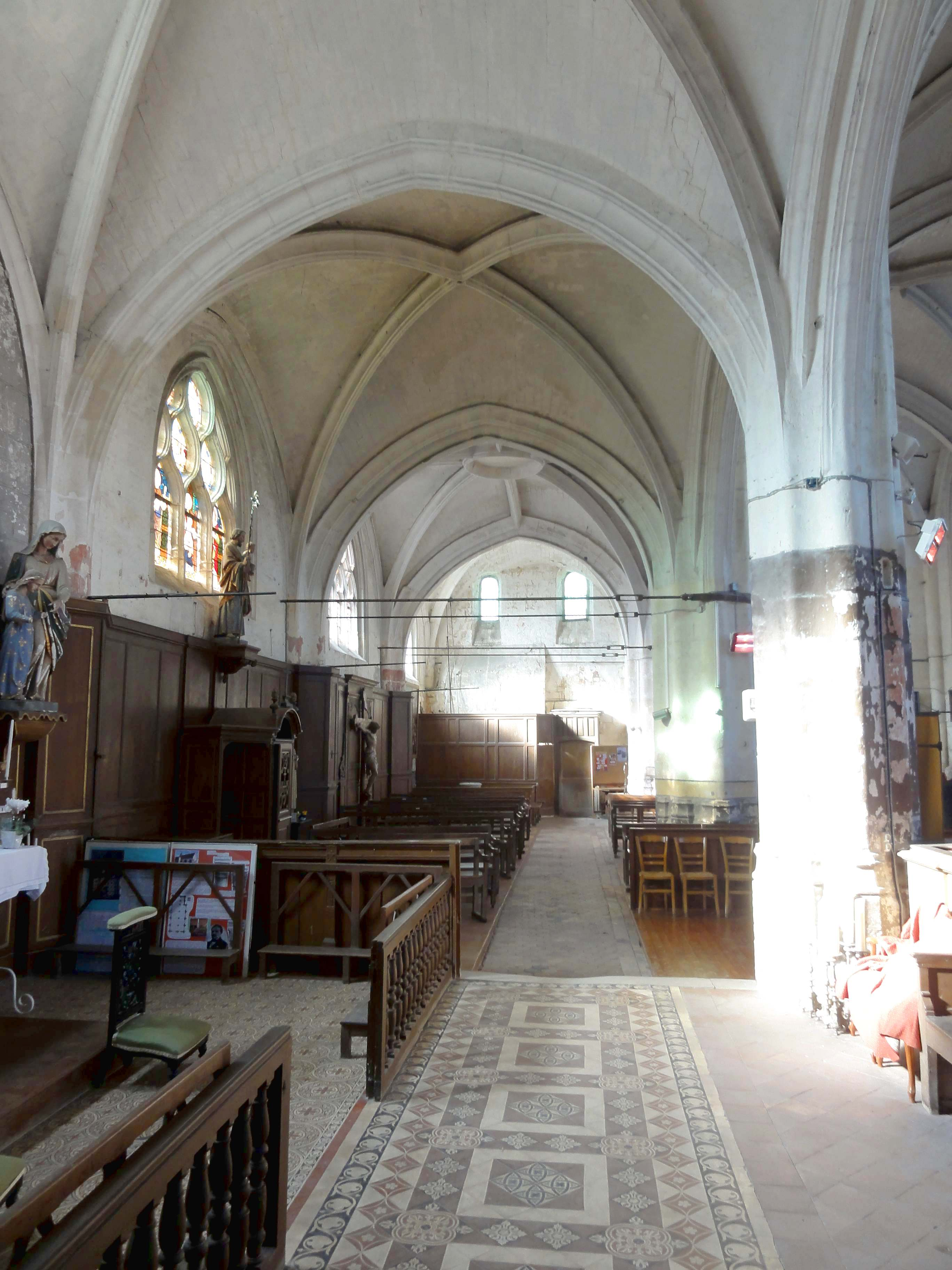
Vue vers l'ouest depuis la 4e travée.
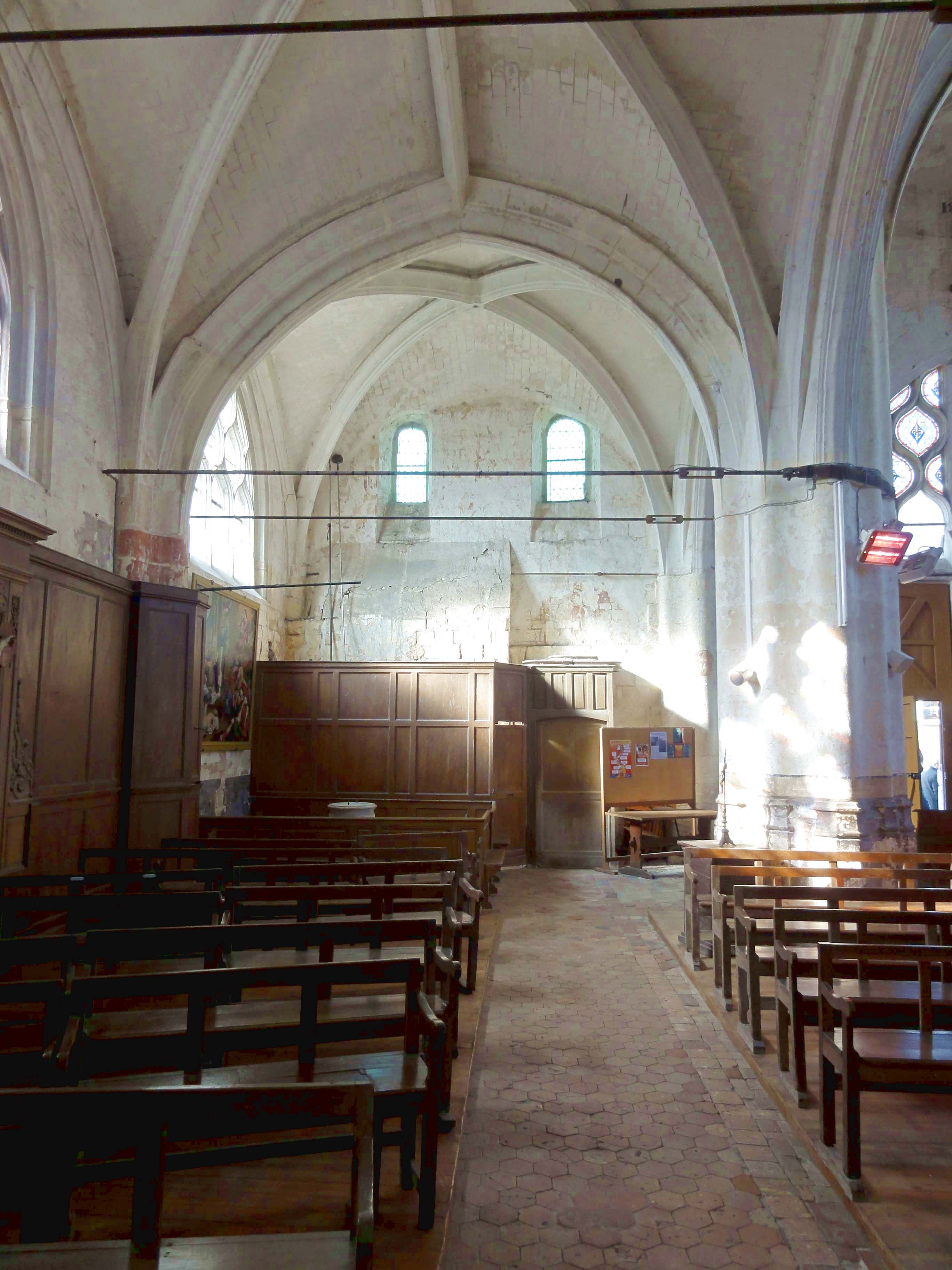
Vue vers l'ouest depuis la 2e travée.
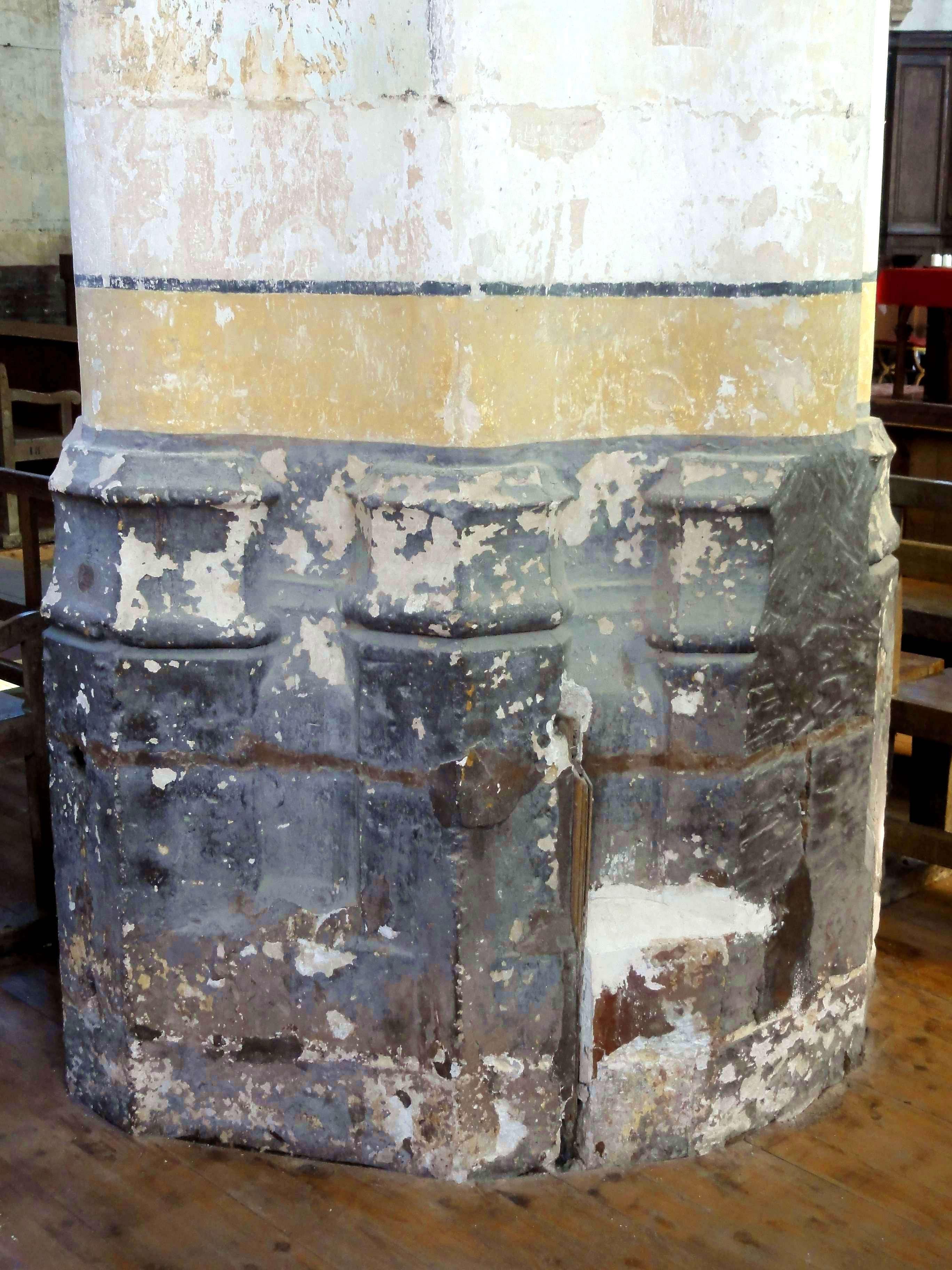
Base du 2e pilier des grandes arcades.
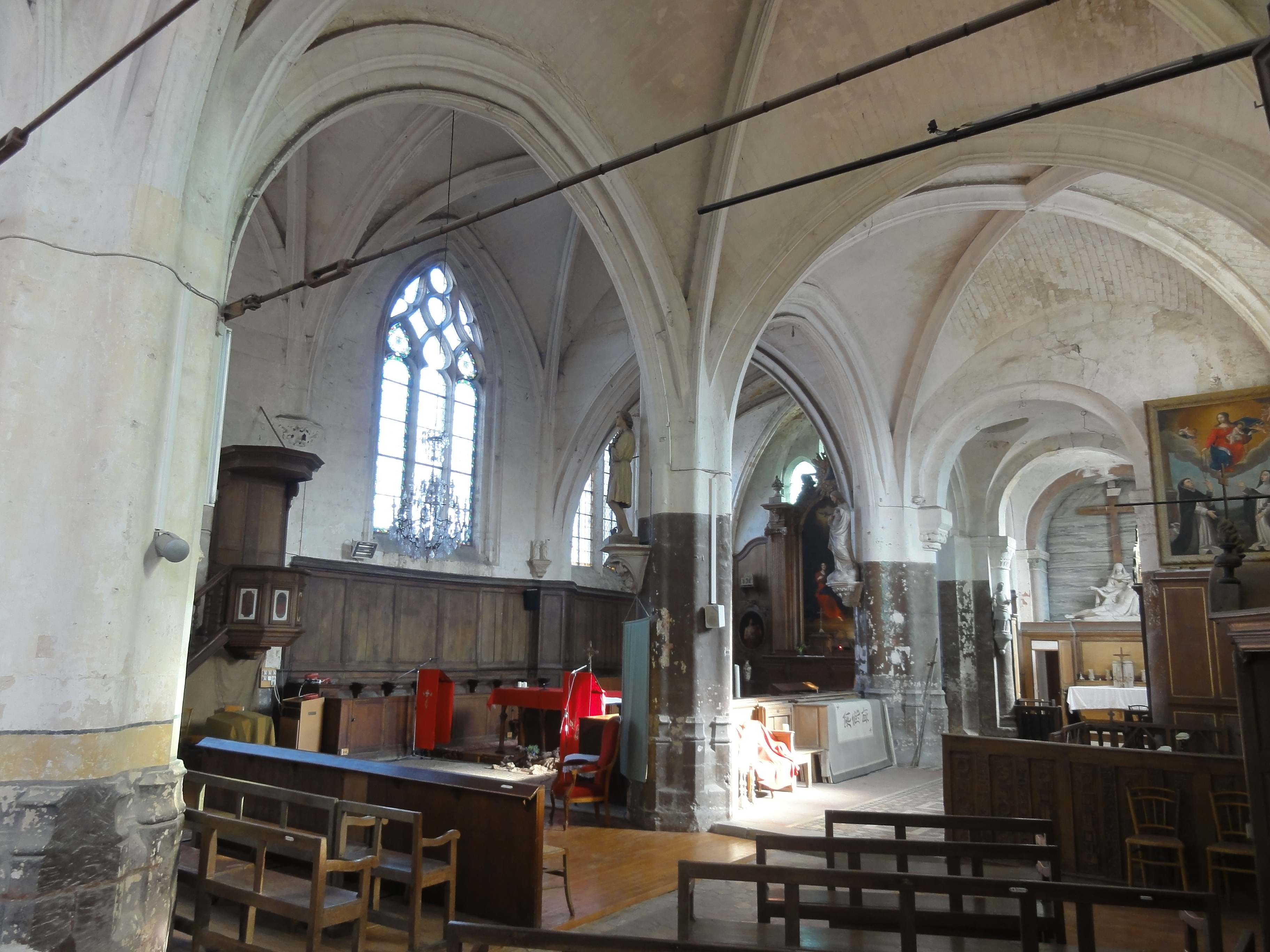
Vue vers le nord-est au niveau du 2e doubleau.

#### Chœur

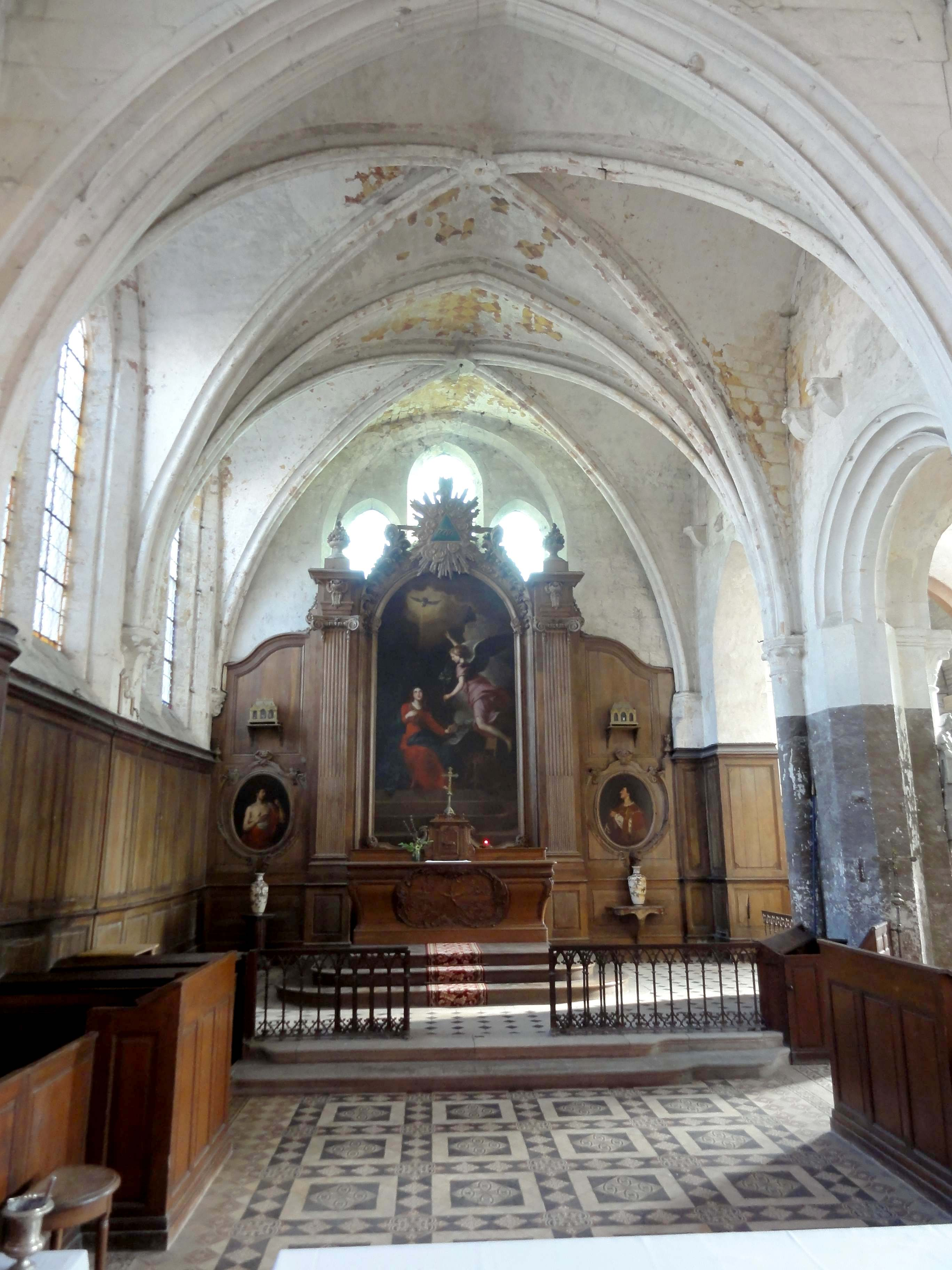
Vue vers l'est.

Le chœur des premières décennies du XIIIe siècle est assez représentatif des églises moyennes de cette époque. Les ogives, moulurées d'une arête entre deux tores, adoptent un profil répandu dès la fin de la période romane, mais sont déjà très minces. Malheureusement, les clés de voûte ont perdu leur décor. Des formerets n'existent que latéralement, et ils ne sont pas moulurés. Les fenêtres sont encore dépourvues de remplage, mais ce ne sont plus des lancettes uniques. Selon une convention assez répandue, deux lancettes en arc brisé séparées seulement d'un étroit trumeau éclairent latéralement chacune des deux travées. D'autres exemples sont les fenêtres hautes des nefs de Clermont et Saint-Leu-d'Esserent ; le croisillon nord de Belloy-en-France ; le transept de Mello (fenêtres hautes) ; les chevets d'Ableiges, Courcelles-sur-Viosne, Livilliers et Méry-sur-Oise ; ou le chœur-halle de Villers-Saint-Paul. Parfois, ces lancettes sont surmontées d'un petit oculus ou regroupées sous un arc de décharge commun, ce qui n'est pas le cas à Allonne. En revanche, les trois lancettes du triplet du chevet sont regroupées sous un arc de décharge, qui est encore proche du plein cintre. Les triplets sont connus dès la période romane, et se rencontrent encore fréquemment au premier quart du XIIIe siècle, comme à Belle-Église, Borest, Ermenonville Mareuil-sur-Ourcq, ou Précy-sur-Oise. En dessous du triplet, dissimulé par l'autel, une niche est ménagée dans l'épaisseur du mur. Elle se situe au ras du sol, et ne constitue donc pas une piscine liturgique. La hauteur est de 2 m, la largeur est de 1,45 m, et la profondeur est de 0,50 m.
Il reste à revenir sur les autres caractéristiques des voûtes. Comme déjà évoqué, l'arc triomphal à l'entrée du chœur est identique aux grandes arcades de la nef, et date seulement du XVIe siècle. Le doubleau intermédiaire est analogue aux ogives. Au nord, il retombe sur un cul-de-lampe partagé avec les ogives. Il est décoré de deux rangs de petites feuilles appliquées, et deux rangs de crochets dont les extrémités s'enroulent en boules. Des culs-de-lampe de la même facture, mais fortement dégradés, existent dans les angles du chevet. Au sud, l'architecte a tout au contraire opté pour une colonnette à chapiteau. Dans les angles près de l'arc triomphal, les supports du XIIIe siècle ont été supprimés par l'architecte du XVIe siècle. Désormais, l'ogive se fond dans l'angle au nord-ouest, et retombe sur un cul-de-lampe sculpté d'une chimère dans l'angle sud-ouest. Moins soigné que le raccordement avec les parties postérieures et le raccordement avec les travées antérieures, en l'occurrence le chœur roman. L'intercommunication est assurée par deux arcades. La première est en plein cintre, et moulurée à l'instar des pourtours des fenêtres, ce qui indique qu'elle a été retaillée au XVIe siècle. Elle accuse trois moulures concaves, dont la première est la plus étroite, et la deuxième la plus large. Les deux gorges inférieures sont séparées par une arête saillante. L'intrados est méplat. Cette arcade ne concorde donc pas avec le pilier ondulé dans laquelle elle se fond à l'ouest, ni avec le profil en double doucine que l'on a donné au piédroit oriental. L'on peut aussi s'interroger sur le choix de l'arc en plein cintre, alors que l'arc brisé règne sur toute la nef et son collatéral. La deuxième arcade vers le chœur roman est en tiers-point, mais non moulurée et dépourvue de supports. Immédiatement au-dessus des arcades, sept corbeaux de l'ancienne corniche sont engagés dans le mur, dont deux sont cassés. Le mur a donc été exhaussé au XIIIe siècle, sans que l'on ait jugé opportun de supprimer ou araser ces corbeaux devenus inutiles.

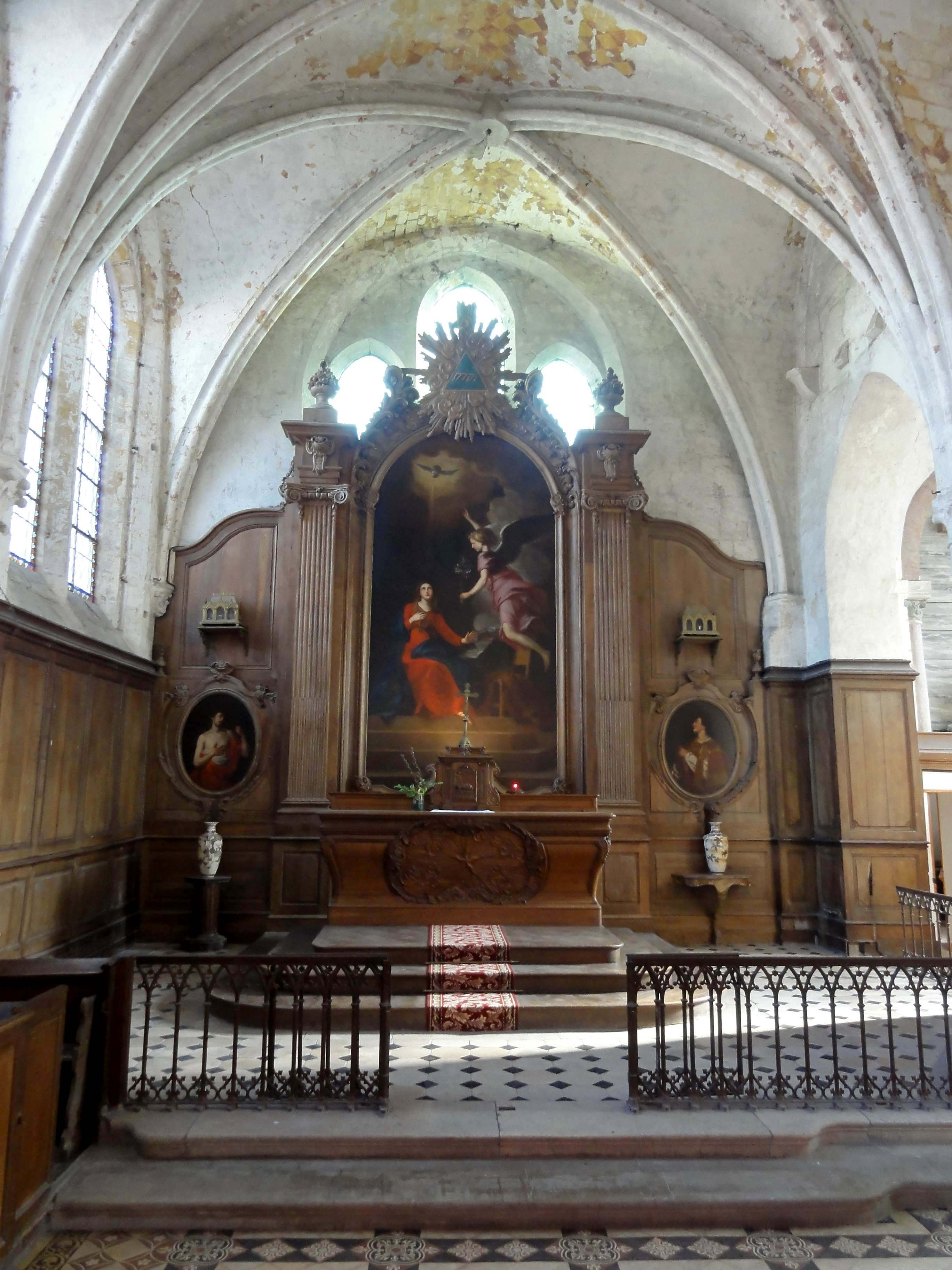
Vue vers l'est.
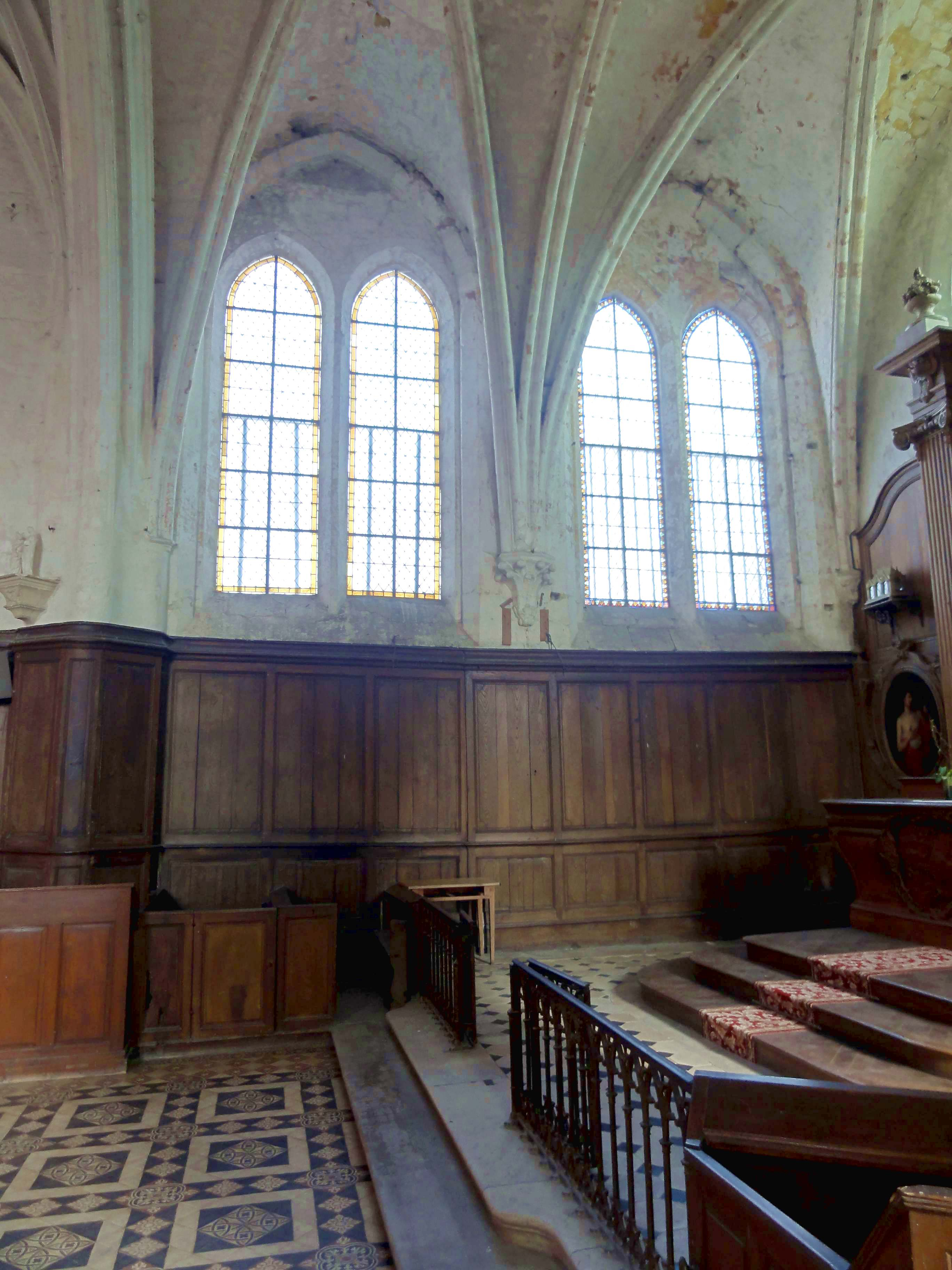
Élévation nord.
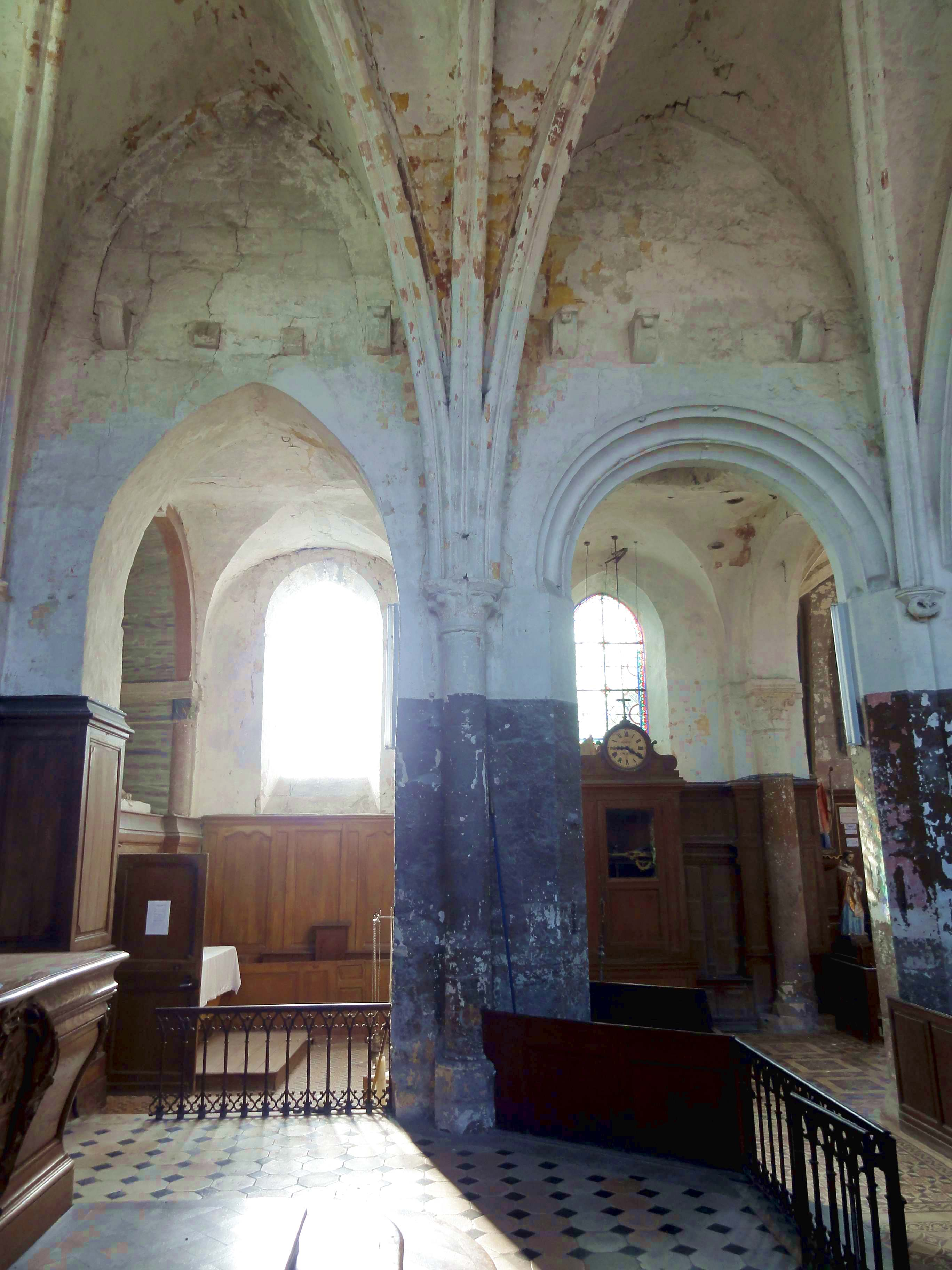
Élévation sud.
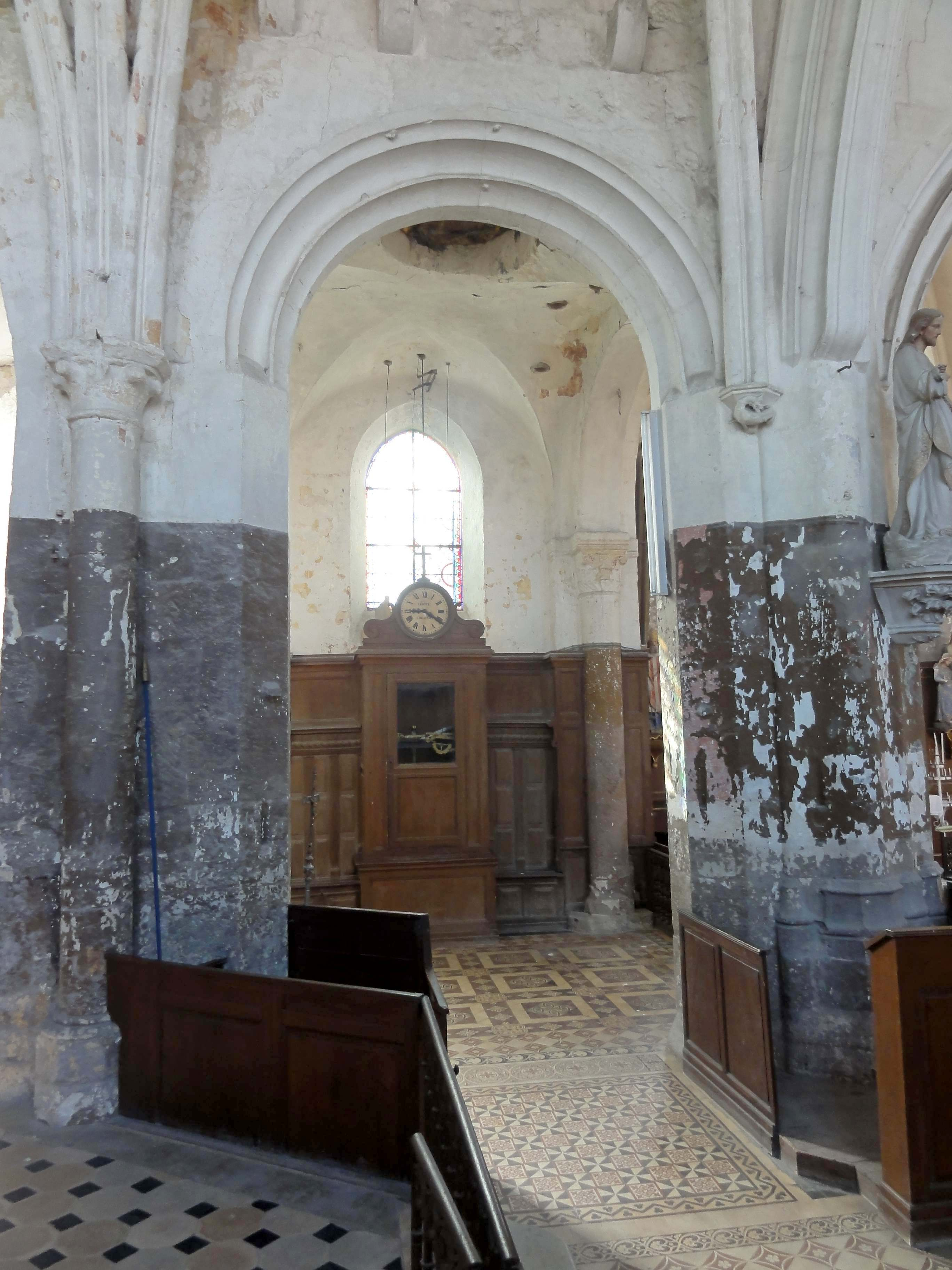
1re arcade du sud.
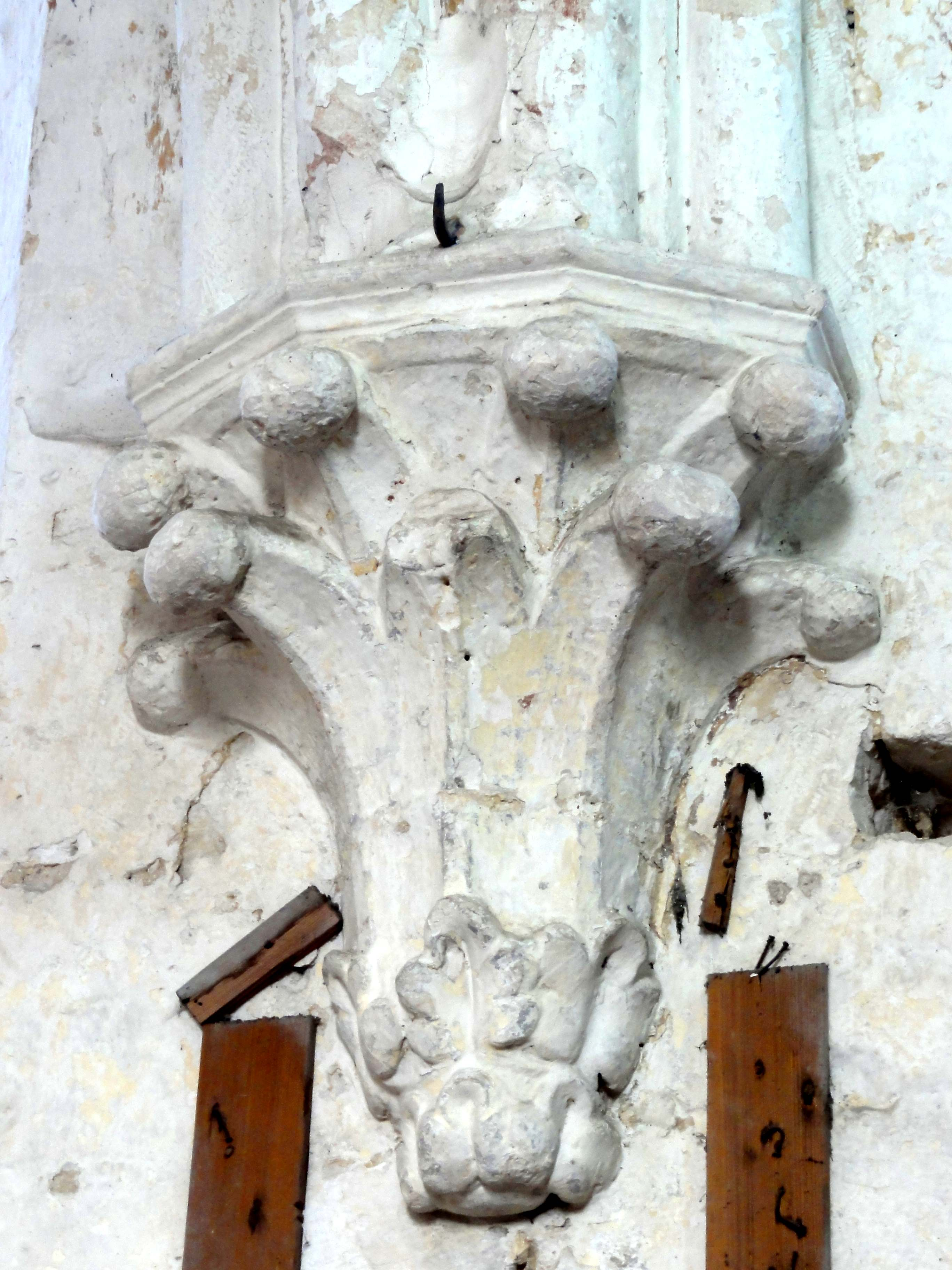
Cul-de-lampe côté nord.
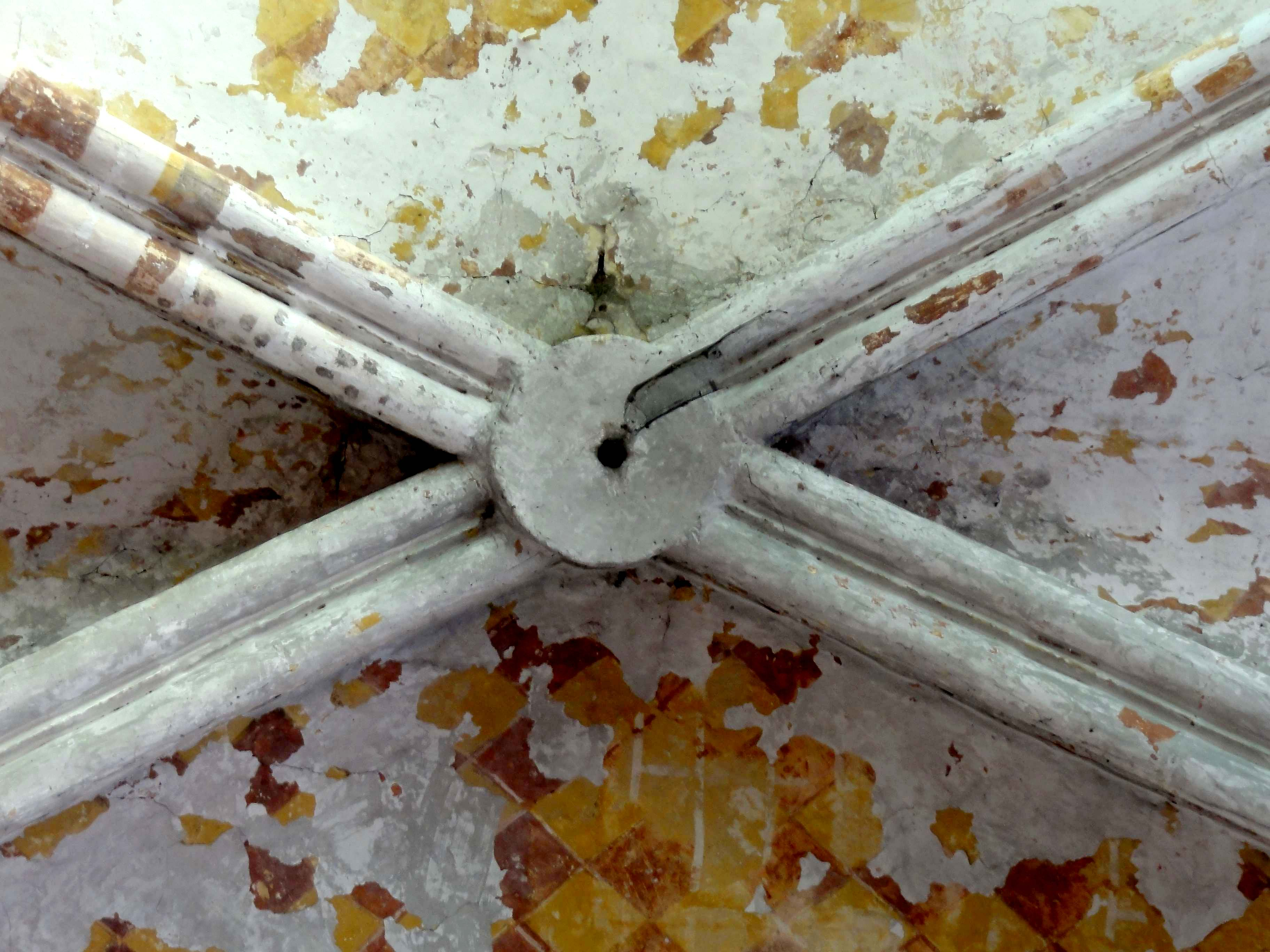
Clé de voûte.

#### Ancien chœur

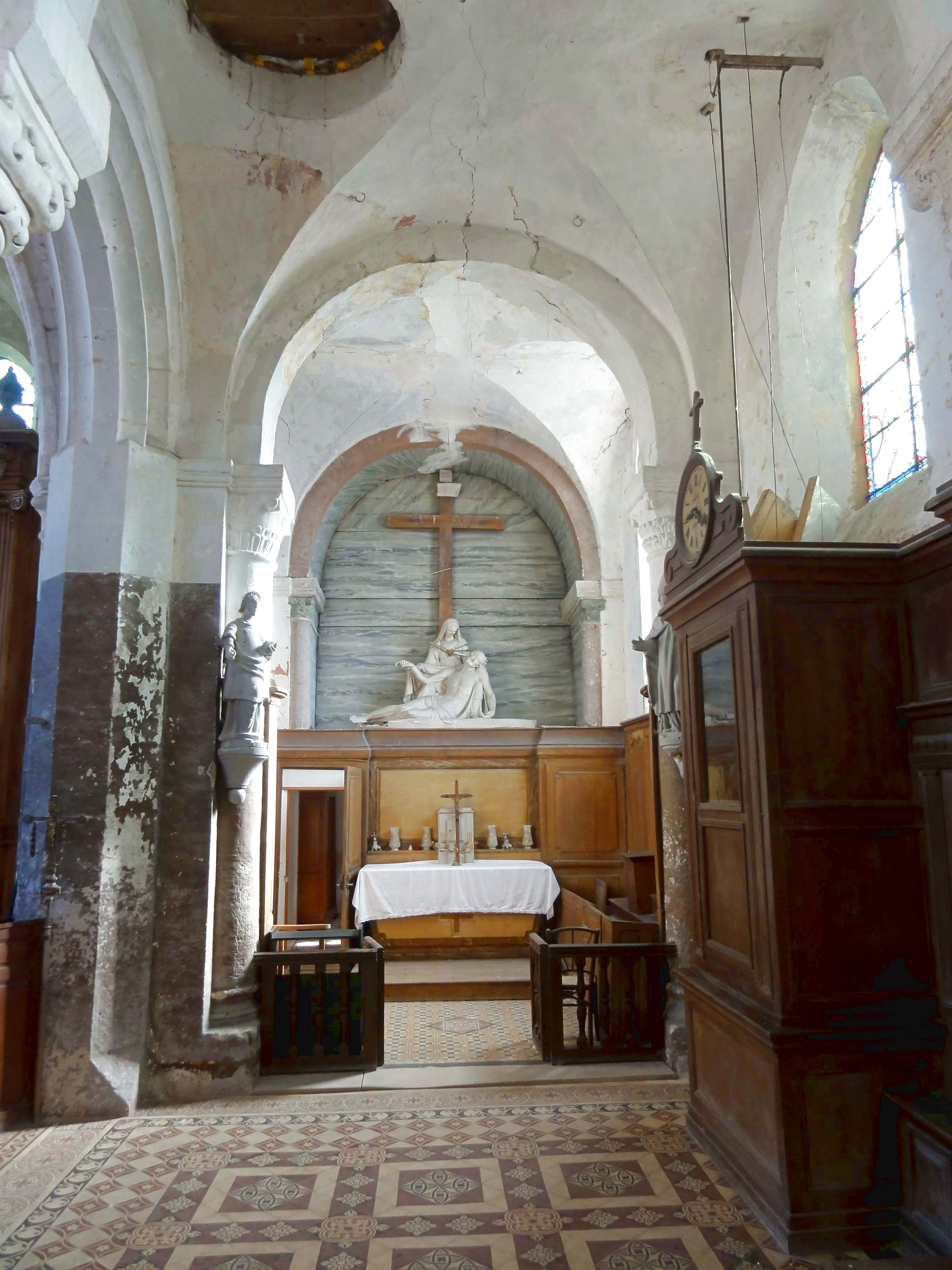
Base du clocher, vue vers l'est.

L'ancien chœur ou sanctuaire roman du premier tiers du XIIIe siècle se compose de deux petites travées carrées, dont la première est la base du clocher. Depuis le collatéral de la nef, l'on y entre par une arcade en plein cintre non moulurée, à double rouleau. Contrairement à l'arc triomphal du chœur du XIIIe siècle, cette arcade n'a donc pas été entièrement reprise. Mais puisqu'elle retombe sur un pilier ondulé flamboyant du côté nord, l'on a bien dû remplacer ses supports de ce côté. Le rouleau inférieur retombe sur un haut tailloir un peu difforme, qui n'est pas mouluré, et aux antipodes de l'architecture flamboyante. Il est néanmoins sculpté de deux rangs de feuilles grasses enroulées. Des tailloirs analogues, mais plus petits, sont réservés au rouleau supérieur. Ici, les frises se résument à un seul rang de feuillages. Au sud, la disposition primitive s'est conservée. Le rouleau inférieur est reçu sur le tailloir d'une colonne à chapiteau pour moitié engagé dans le mur. Le tailloir se présente sous la forme d'une tablette continue et reçoit également le rouleau supérieur de part et d'autre de la colonne. Il est profilé d'une plate-bande, d'une étroite gorge entre deux baguettes, et d'un mince tore. Le chapiteau est placé à seulement 3,42 m du sol. Il est sculpté de volutes d'angle et de deux rangs de crossettes. Des crossettes occupent également une partie de l'intervalle entre les volutes, et de la partie haute des faces latérales. La base, assez atypique, est moulurée d'une large scotie entre un gros tore supérieur et un petit tore inférieur,.
Les supports du doubleau à l'intersection entre les deux travées répondent aux mêmes dispositions. Les motifs des chapiteaux sont différents, mais font appel aux mêmes volutes d'angle. Au nord, la partie inférieure de la corbeille affiche deux rangs de feuilles simples évoquant des godrons, et une cordelière ou couronne d'épines occupe l'intervalle entre les volutes. Au sud, une petite feuille se superpose à une feuille sur deux des feuilles simples du premier rang, et les feuilles doubles du deuxième rang sont surmontées d'un rang de billettes. Pour le Dr Parmentier, la sculpture des chapiteaux romans évoque l'église de Chivy-lès-Étouvelles (Aisne). Comme particularité, une sorte de doubleau est plaquée devant le chevet. Ses chapiteaux sont plus petits. L'on pourrait croire que ce doubleau ouvrait jadis sur une absidiole, mais ce n'est pas le cas. La niche murale actuelle ne date que de 1844, et remplace la partie haute d'une baie romane de 0,90 m de largeur, qu'Eugène Woillez pouvait encore observer en 1839. Selon ce même auteur, les deux fenêtres méridionales, bien qu'en plein cintre, sont modernes : elles ne figurent pas sur ses relevés. Une autre particularité sont les voûtes d'arêtes de la période romane, assez rares dans le Beauvaisis et le nord de l'Île-de-France. Les voûtains ne seraient pas appareillés, et auraient donc été réalisés en coffrage. Les voûtes d'arêtes sont surtout employées pour les bases des clochers (Arthies, Boubiers, Chamant, Condécourt, Cormeilles-en-Vexin, Feucherolles, Follainville, Limetz, Moussy, Orgeval, Reilly, Saint-Gervais. Seraincourt, Tessancourt...). Les chœurs sont rarement voûtés d'arêtes à la période romane, et peu d'exemples se sont conservés dans la région, où l'essor de l'architecture gothique est allé de pair avec la reconstruction de la plupart des chœurs romans. Des voûtes d'arêtes romanes ne concernant pas les bases des clochers sont encore conservées à Catenoy (2e travée du chœur), Gournay-en-Bray, Le Fay-Saint-Quentin (nef), Ménévillers, Montmille (crypte), Pierrefonds (crypte), Saint-Jean-du-Vivier près de Bury (collatéral nord), etc. C'est à la période moderne que le voûtain septentrional de la base du clocher fut percé d'un trou de cloches,.

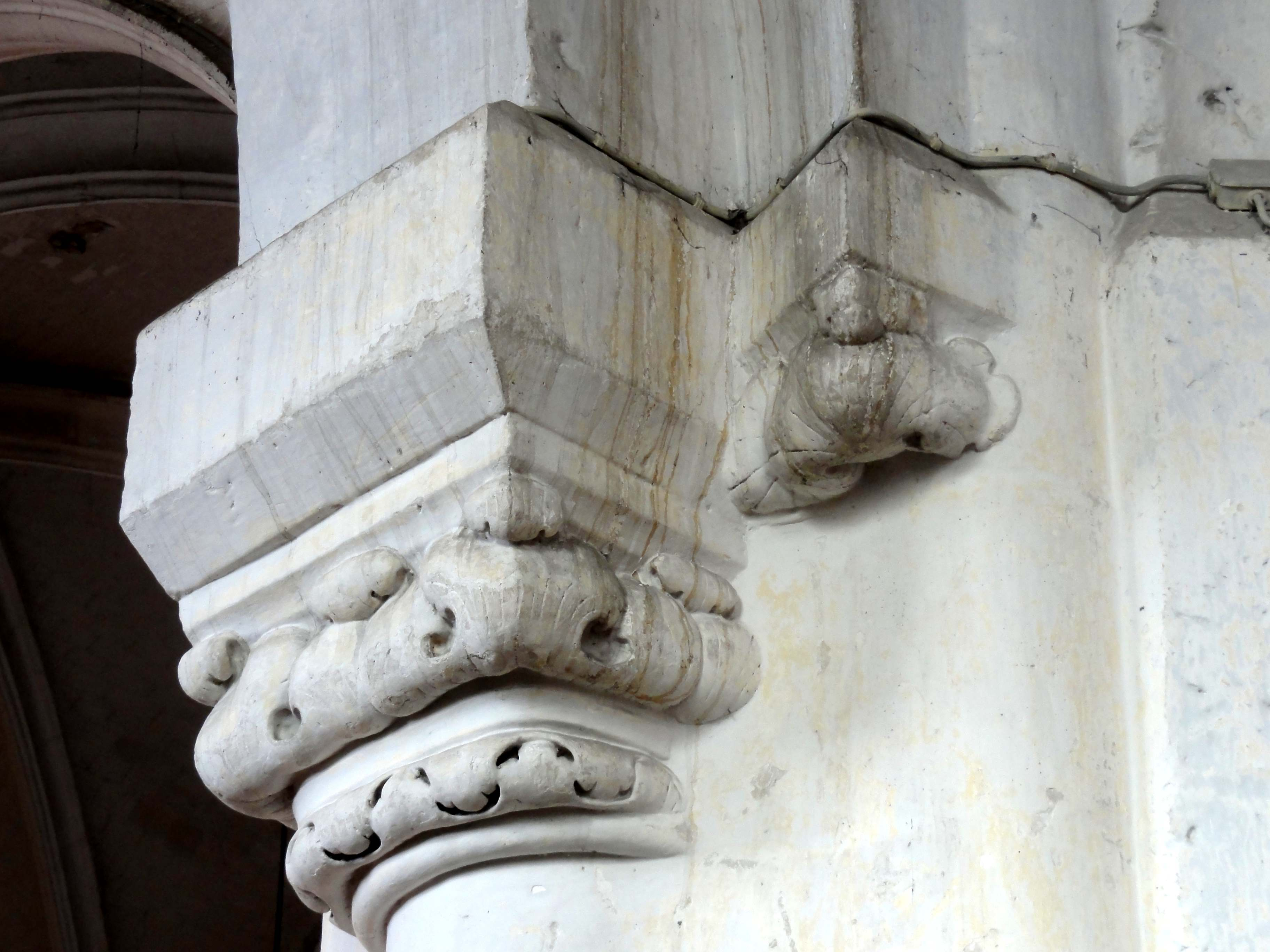
Ancien arc triomphal, chapiteaux côté nord.
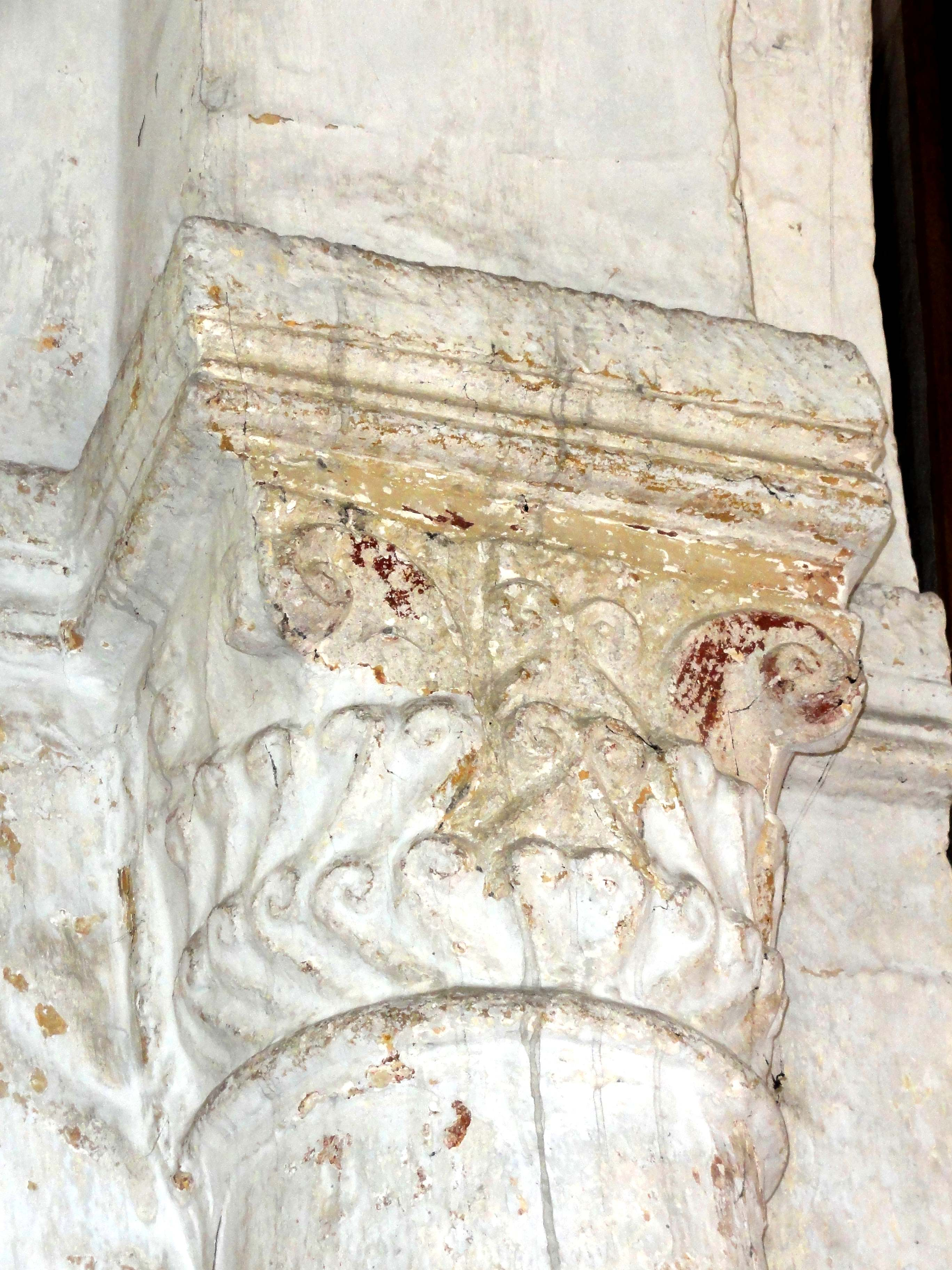
Ancien arc triomphal, chapiteaux côté sud.
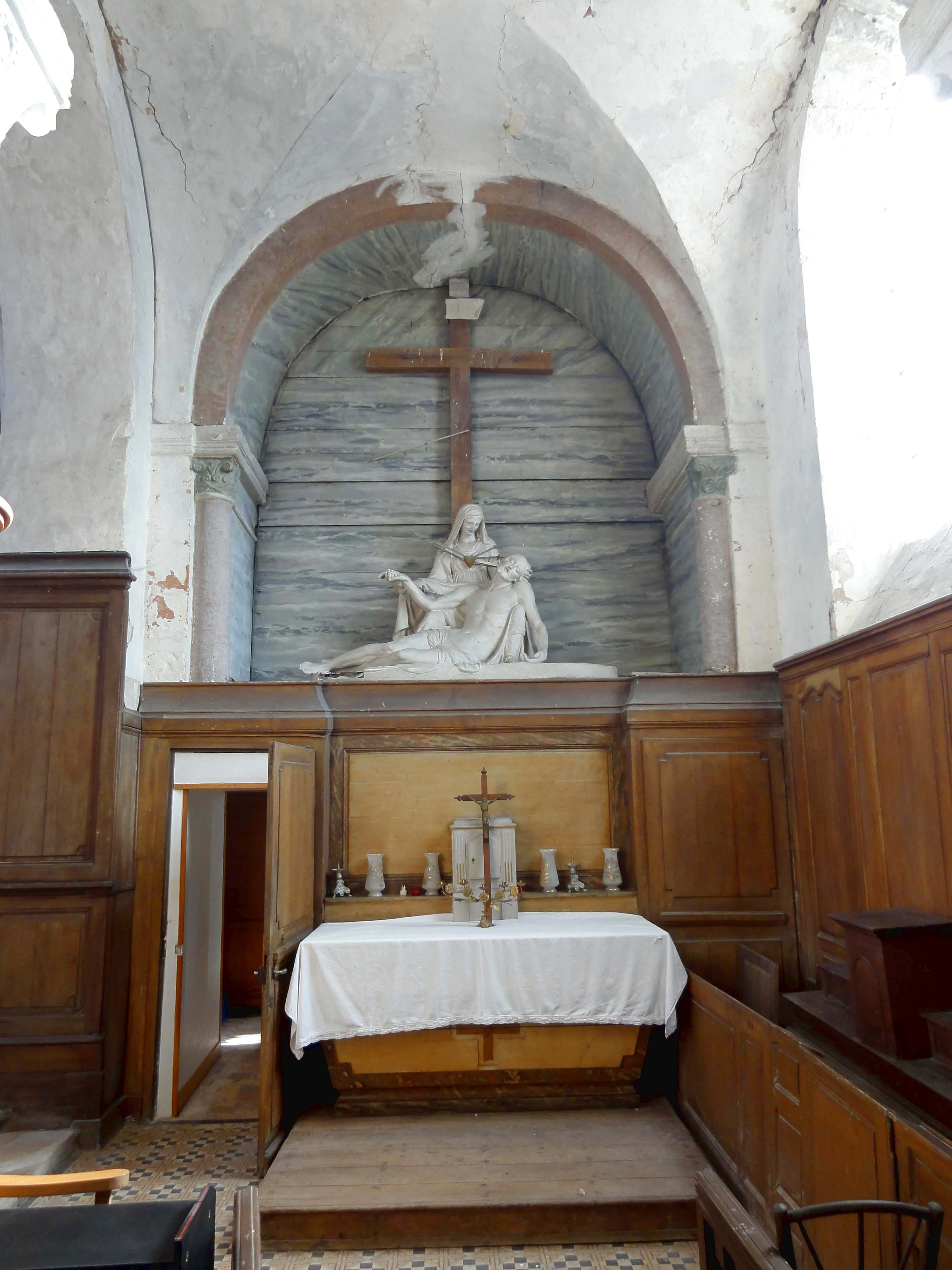
2e travée, vue vers l'est.
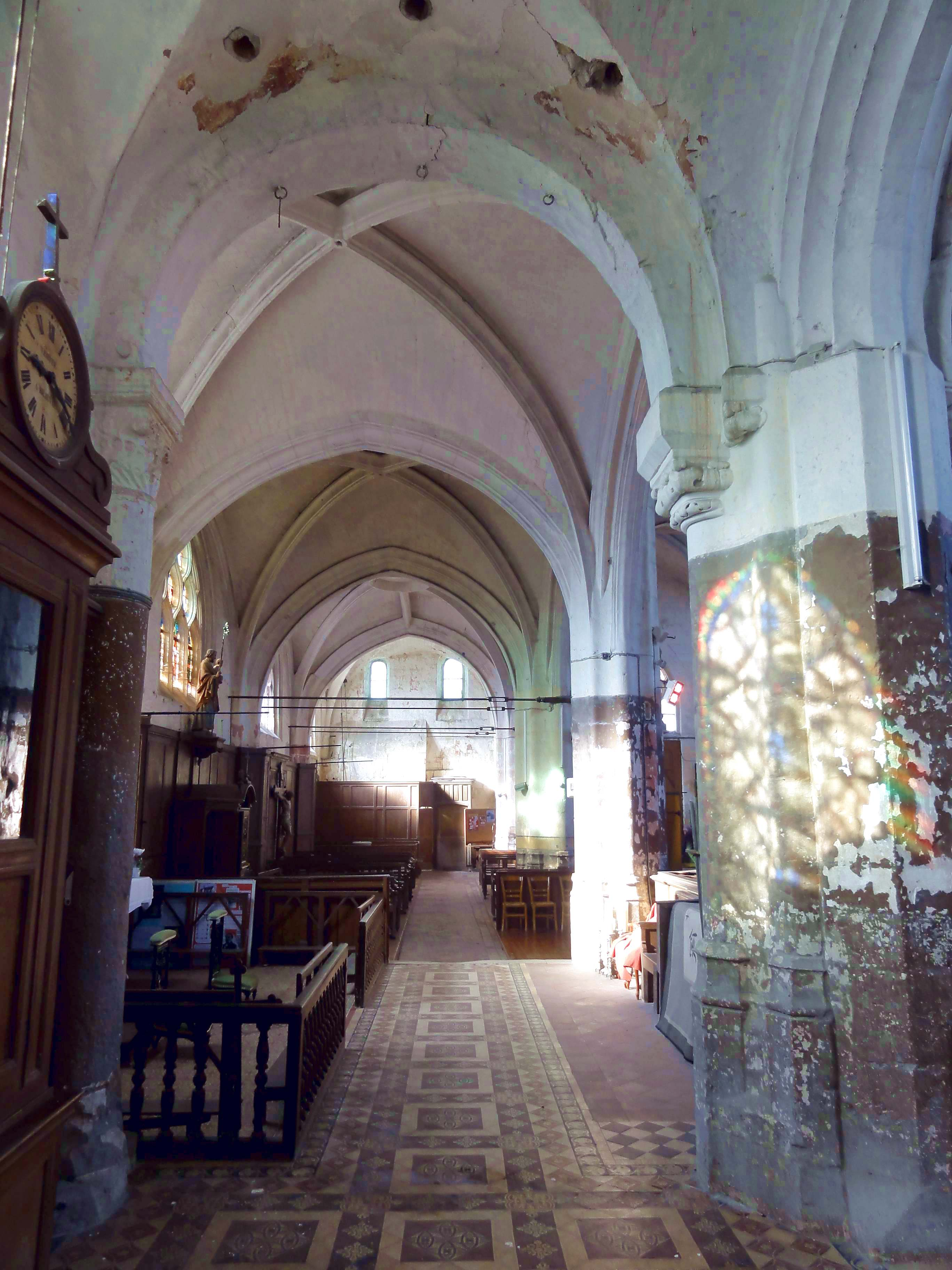
Base du clocher, vue vers l'ouest.
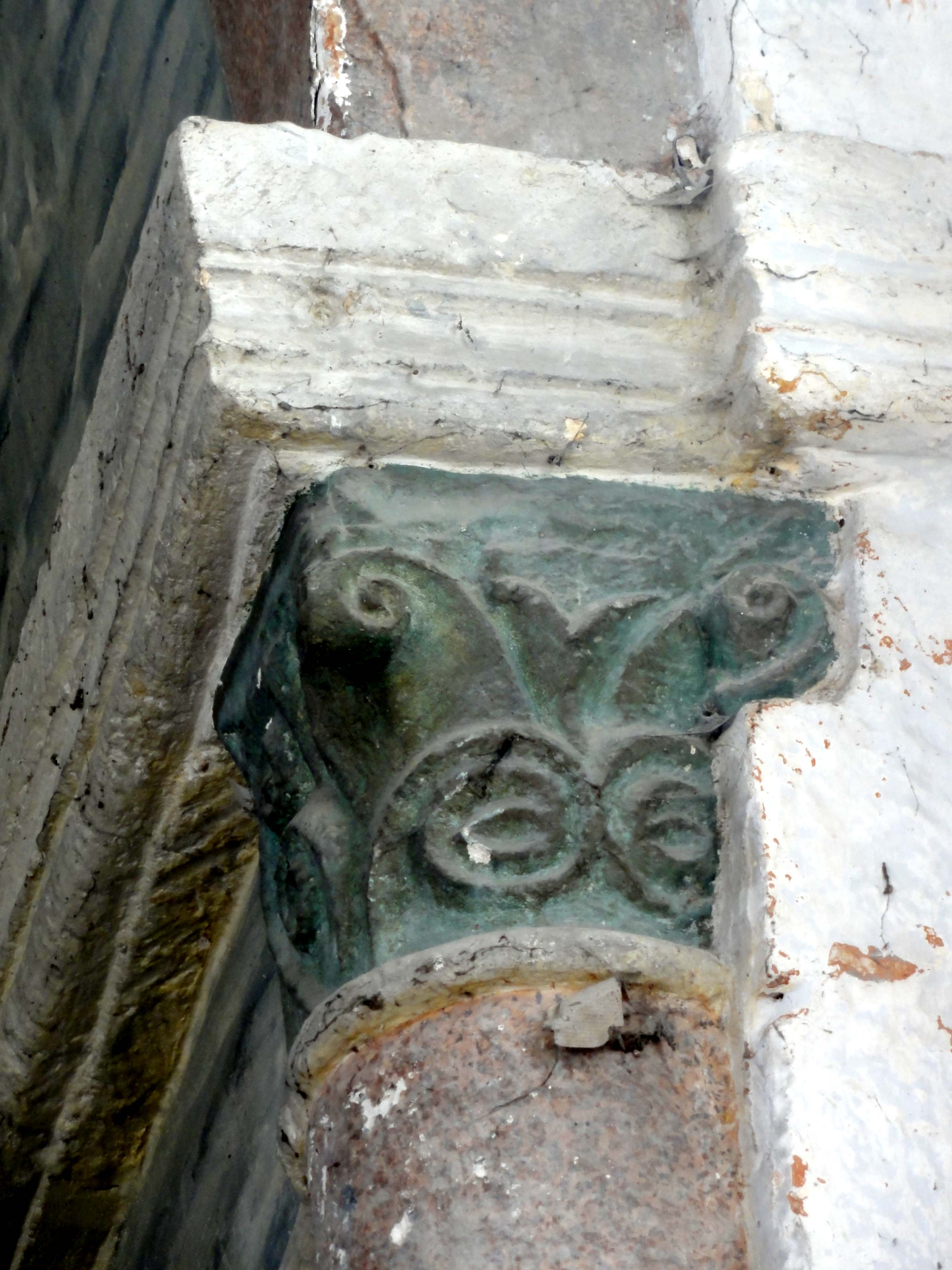
Chapiteau roman à droite du chevet.
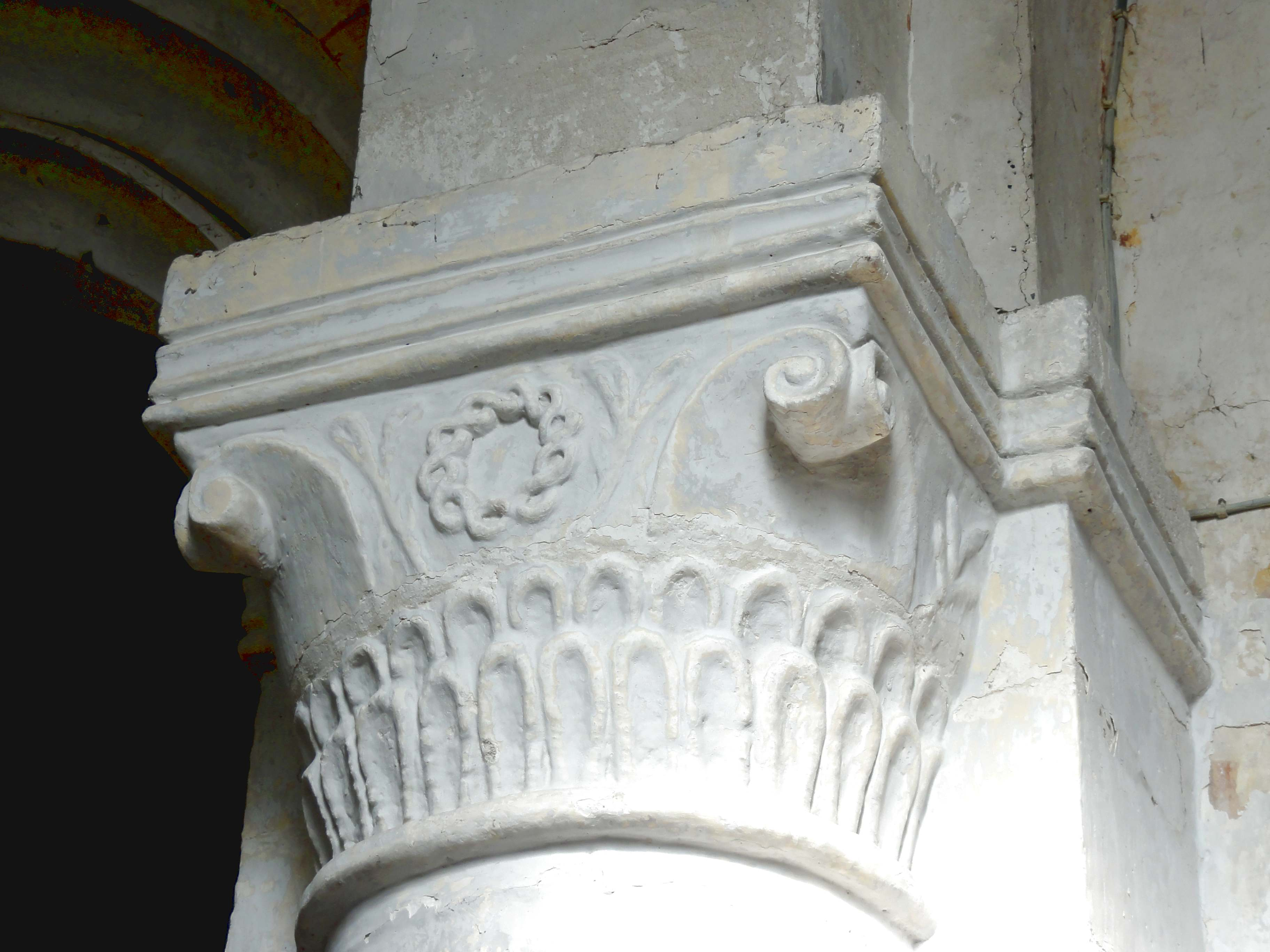
Doubleau intermédiaire, chapiteau côté nord.

### Extérieur

#### Façade occidentale

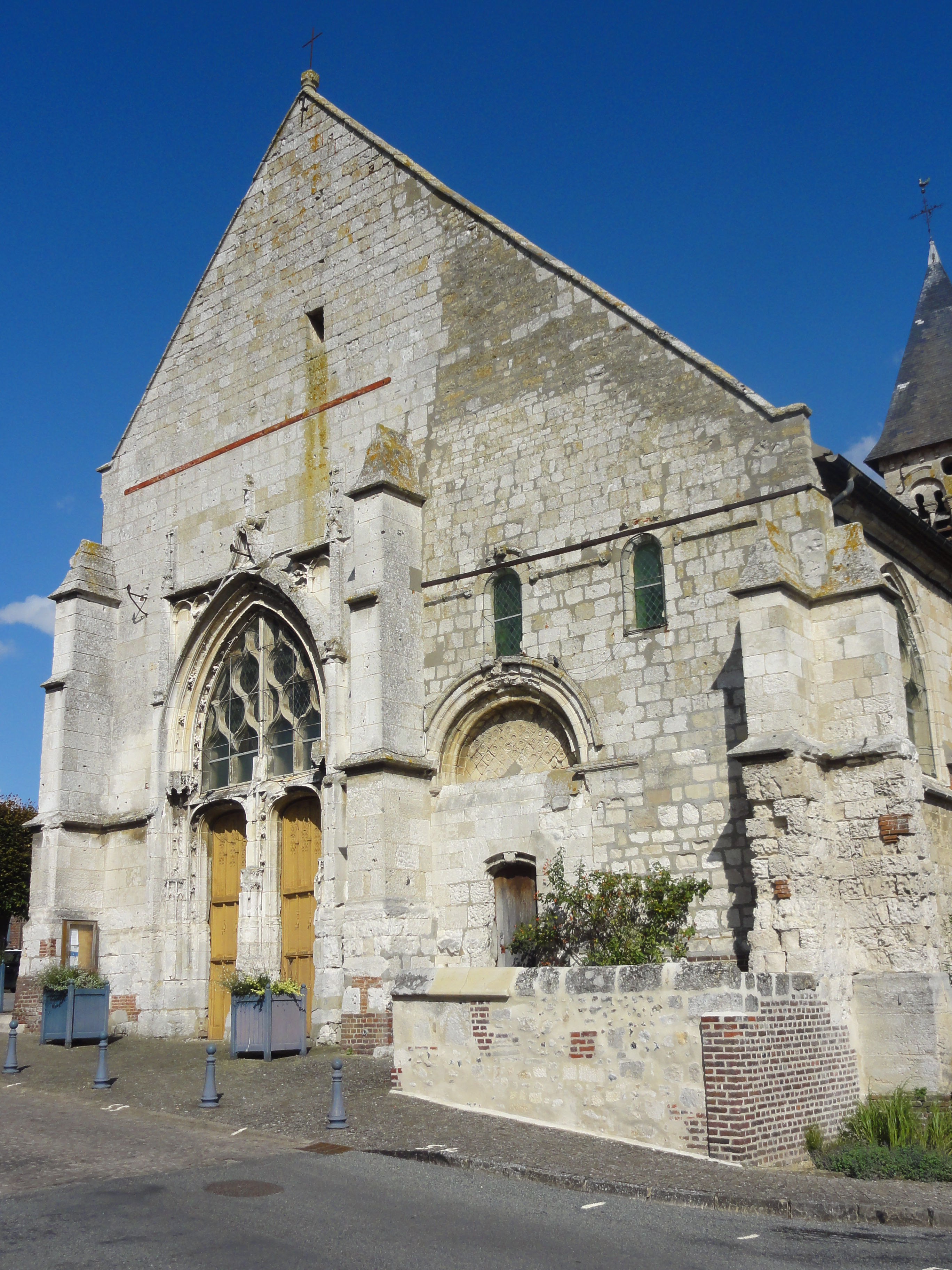
Façade occidentale.

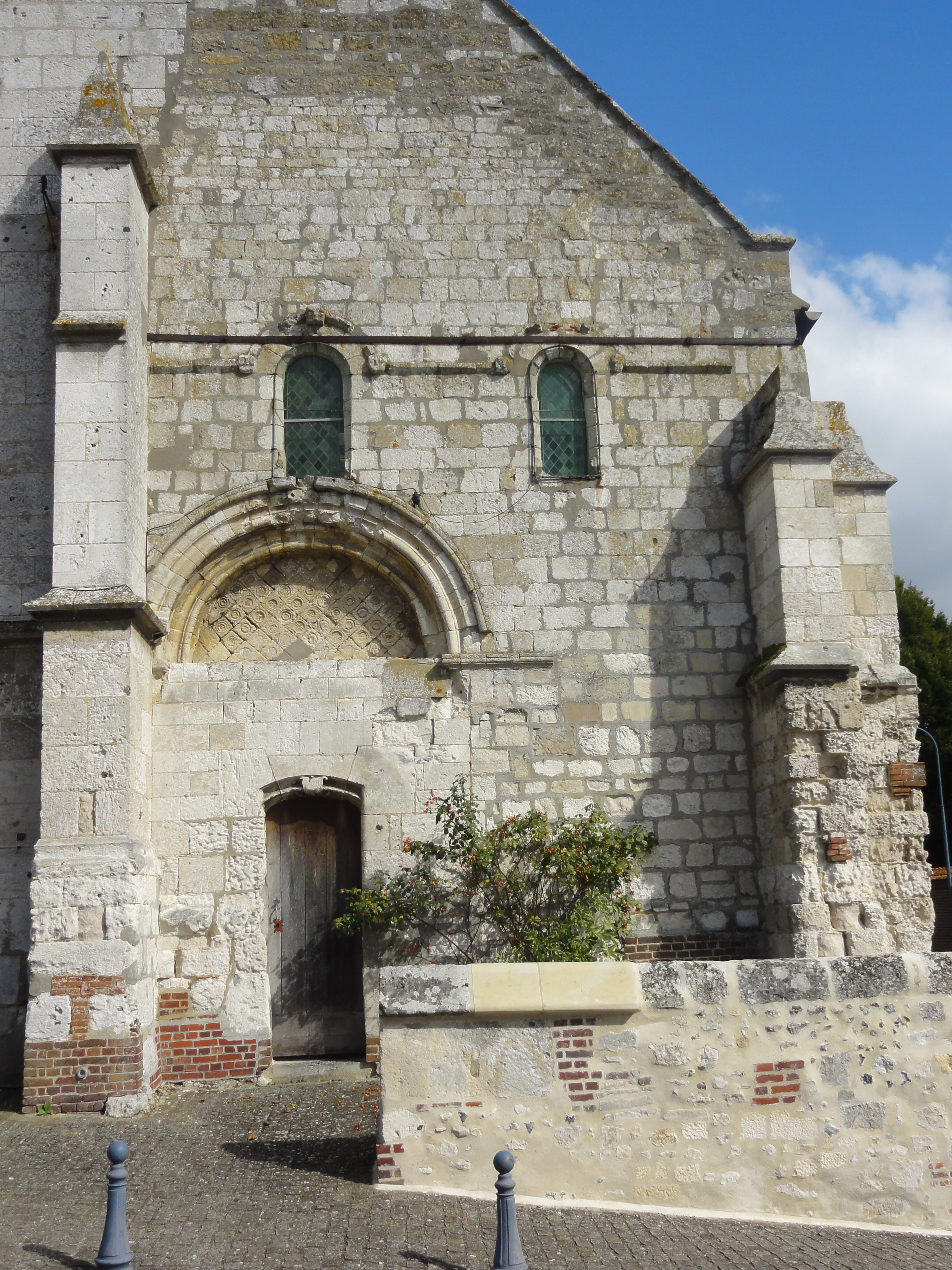
Partie droite de la façade.

La façade occidentale est partagée en deux parties inégales. Celle de gauche, bâtie en pierre de taille, date du second quart ou du milieu du XVIe siècle et correspond à la nef ; et celle de droite, bâti en pierres de moyen appareil assez régulières, date du second quart du XIIe siècle, et correspond au collatéral, ou autrement dit, à l'ancienne nef. L'on ne voit pas les contours du pignon primitif, car la façade romane était plus large que l'actuelle partie gauche de la façade. Les parties hautes de la partie droite du pignon sont toutefois construites avec des pierres de nature différente, et il est évident que le pignon roman était moins élevé. Le contrefort médian et les deux contreforts orthogonaux qui flanquent les angles sont tous du XVIe siècle. Ceux à l'angle sud-ouest sont moins élevés. Au niveau de la limite des allèges des fenêtres latérales, ils sont scandés par un larmier qui va tout autour, et ils sont amortis par un chaperon galbé. Les trois autres contreforts sont plus élevés, mais s'arrêtent néanmoins plusieurs assises en dessous du niveau de la corniche du mur gouttereau nord. Au niveau des impostes des fenêtres hautes de la partie romane de la façade, ils sont scandés par un larmier simple ; les autres caractéristiques sont identiques.
Le portail occidental de la nef flamboyante n'occupe pas tout l'espace disponible entre les contreforts. Il est donc délimité, à gauche et à droite, par de minces contreforts de section carrée, dans lesquels se fond le bandeau qui délimite supérieurement l'archivolte, et qui sont couronnés de pinacles plaqués. Horizontalement, le portail est subdivisé en deux parties de hauteur égale par un larmier, qui va d'un contrefort à l'autre. La partie inférieure accueille deux petites portes en anse de panier, et la partie supérieure, le tympan ajouré dont le remplage a déjà été décrit dans le contexte de l'intérieur de la nef. Ce tympan est entouré de quatre voussures délimitées par des arêtes saillantes. La première et la troisième voussure accueillent des frises de pampres. Les flancs du bandeau supérieur déjà signalé sont garnis de feuilles frisées à mi-hauteur, et une petite accolade surmonte le sommet, qui est relié aux petits contreforts par un second larmier. Les deux grands écoinçons ainsi définis à gauche et à droite de l'archivolte sont ornés de seulement deux larges arcatures plaquées en plein cintre. Les voussures de l'archivolte ne se continuent pas sur les piédroits, car à l'instar du trumeau, ceux-ci comportent des niches à statues depuis longtemps vides. Leurs dais architecturés sont cassés ; au-dessus du trumeau, le dais manque même totalement. Mieux conservés sont les socles polygonaux agrémentés de très fins réseaux plaqués, qui, assez curieusement, descendent jusqu'au sol comme s'il s'agissait de piliers. Le décor est complété par une seule voussure au-dessus des deux portes, qui, quant à elle, se prolonge sur les piédroits, et contient une frise de feuillages très abîmée. Sur l'église voisine de Marissel (à Beauvais), l'on peut admirer une version plus aboutie de ce même portail.
Dès la construction du portail flamboyant, le portail roman est substitué à une petite porte en anse de panier, dont seule l'archivolte est moulurée, et ornée d'une clé d'arc sculpté d'un cuir découpé, où l'on devine encore un blason. Au-dessus, l'archivolte romane a été laissée en place. C'est surtout son tympan qui est remarquable. Situé à 3,50 m, il est appareillé en opus reticulatum, avec des pierres carrés de 17 cm de côté, dans le plein desquelles sont sculptés de petits tores circulaires, entaillés diagonales et disposées en croix. Ce tympan n'a certainement aucune originalité à l'époque de construction, mais la plupart de ses homologues ont été affublés d'un enduit ou mutilés, comme par exemple au Fay-Saint-Quentin, à Nointel, La Rue-Saint-Pierre et Trumilly. Un autre tympan en opus reticulatum bien conservé existe à Brignancourt, Saint-Lazare, Saint-Rémy-l'Abbaye. Au-dessus, la double archivolte est moulurée de tores accompagnés de gorges. Elle est surmontée d'un bandeau torique accompagné d'un rang de minuscules palmettes, de cercles superposés concentriques, de lignes brisées, selon les claveaux. La retombée s'effectue sur des tailloirs profilés d'une plate-bande, d'un tore et d'un quart-de-rond, associés à des chapiteaux. Reste encore le chapiteau mutilé de l'archivolte supérieure, à droite. Immédiatement au-dessus du portail, le mur est percé d'une baie en plein cintre à double ébrasement, et une fenêtre identique existe à gauche. Ces deux baies sont surmontées d'un bandeau biseauté, qui se poursuit latéralement au niveau des impostes, jusqu'aux contreforts. Aux points que le bandeau s'infléchit, des têtes grimaçantes sont encastrés dans le mur. La baie de gauche est surmontée d'une tête grimaçante ; au dessus de la baie de droite, l'on reconnaît seulement deux vestiges méconnaissables.

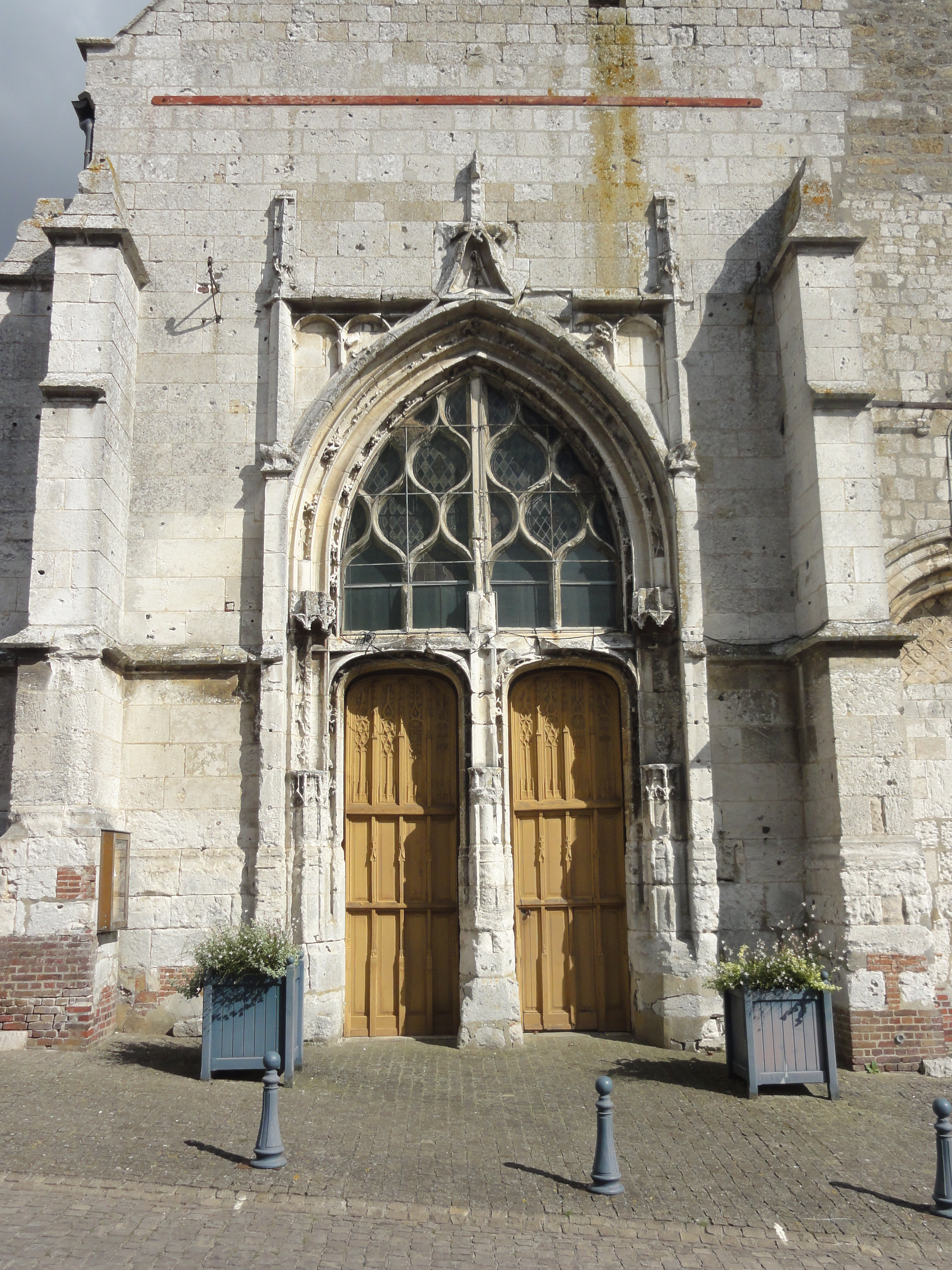
Façade occidentale, portail principal.
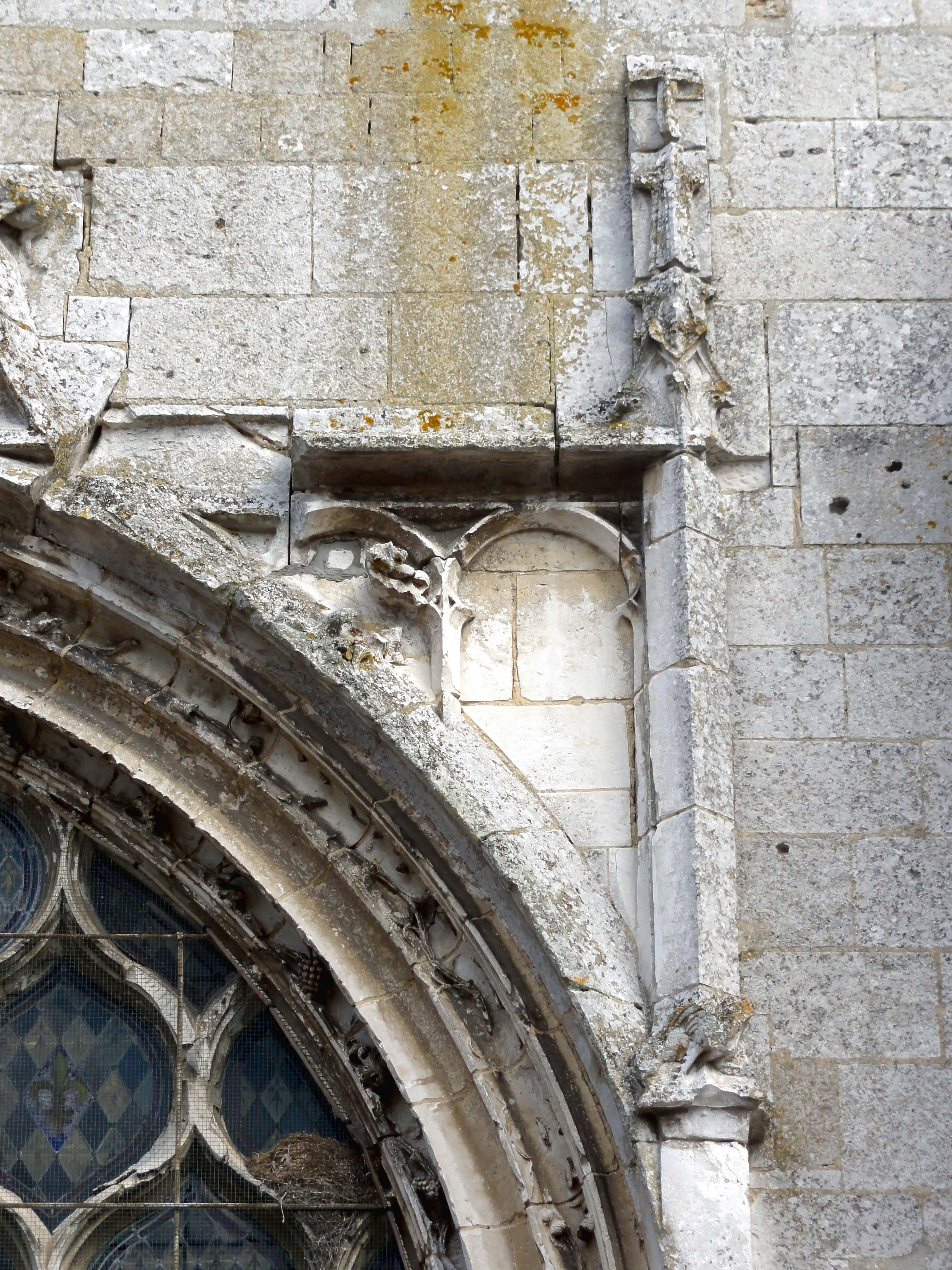
Écoinçon et pinacle à gauche.
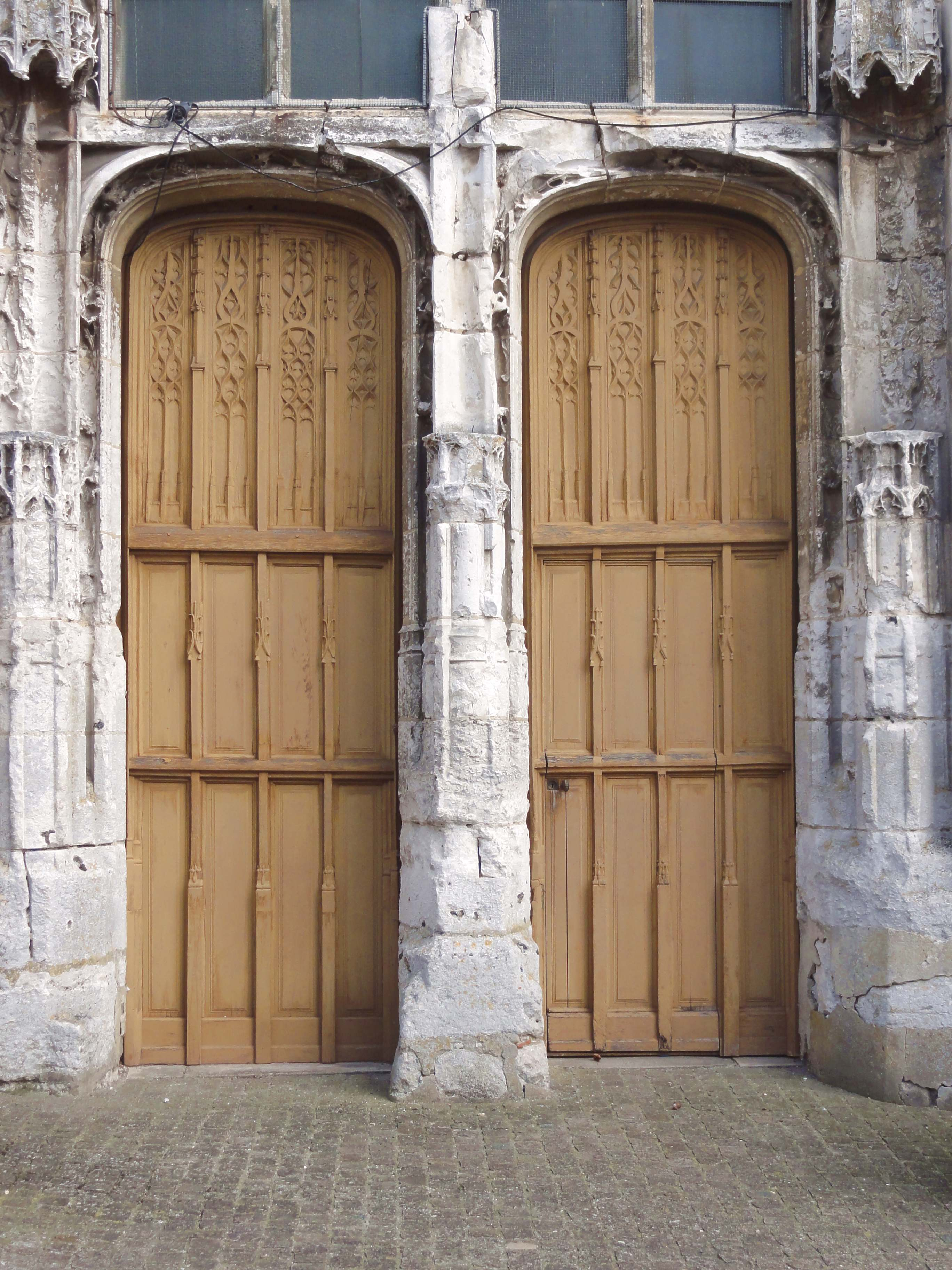
Vantaux du portail.
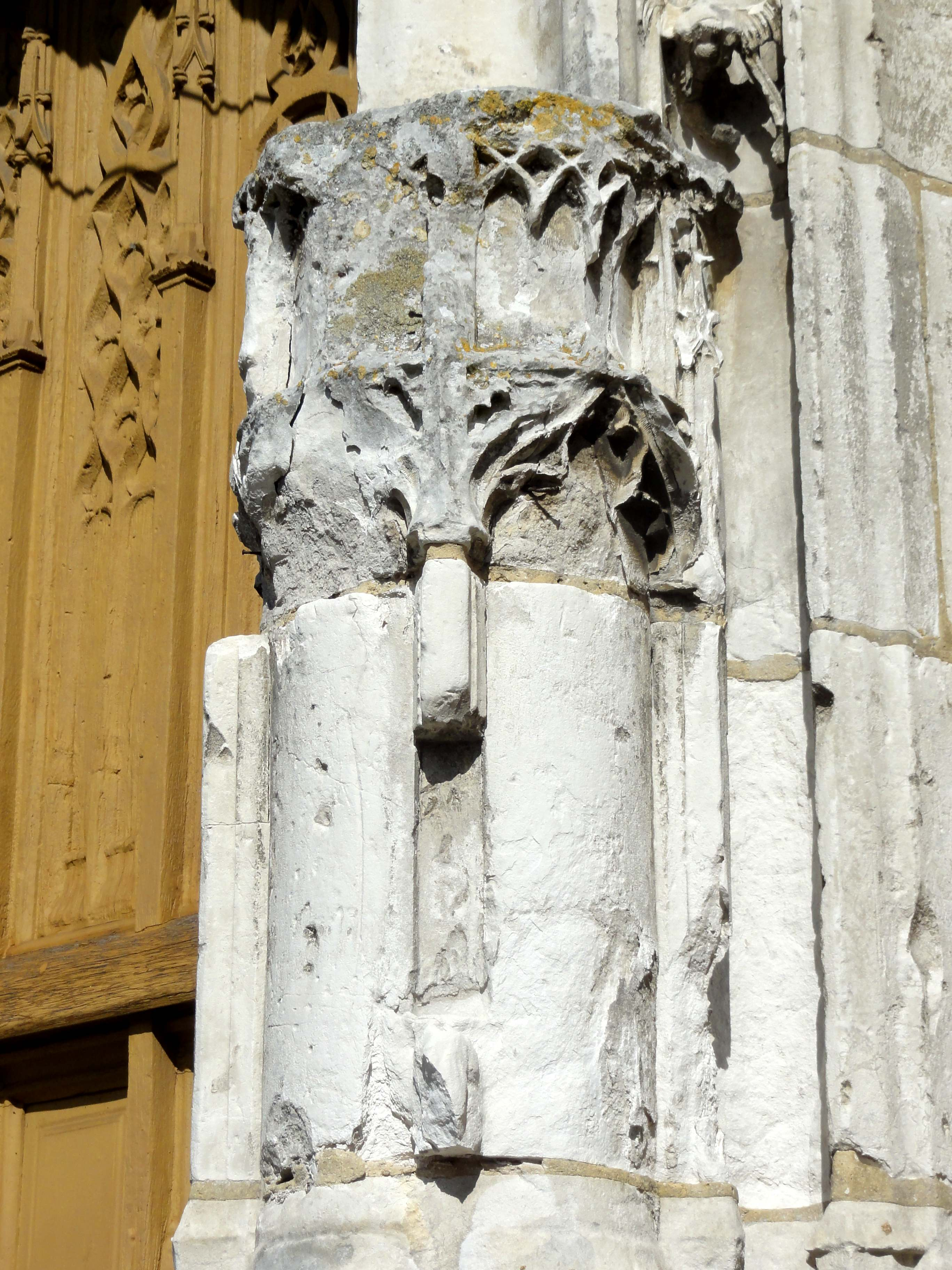
Trumeau du portail.
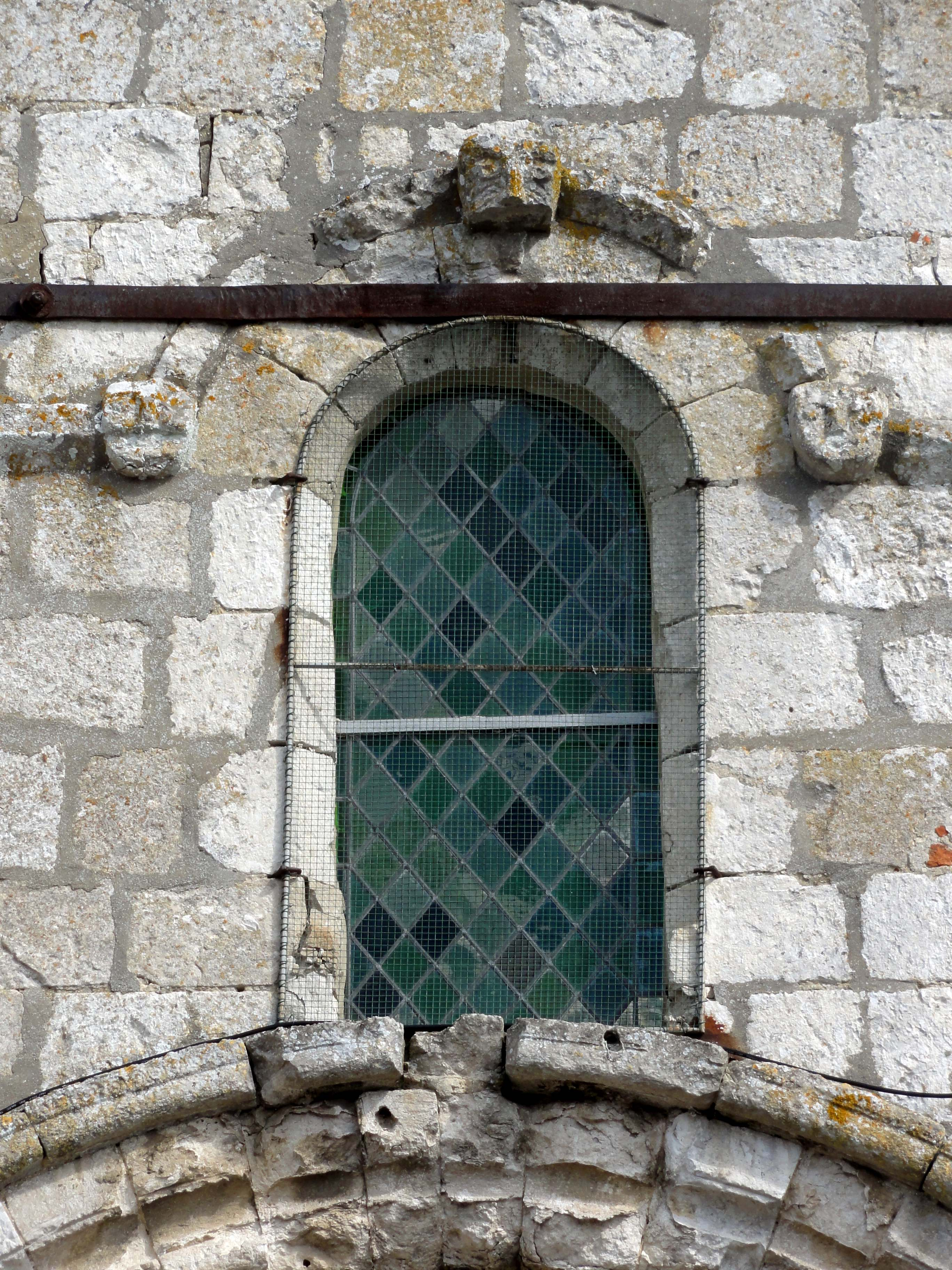
Fenêtre au-dessus du portail roman.
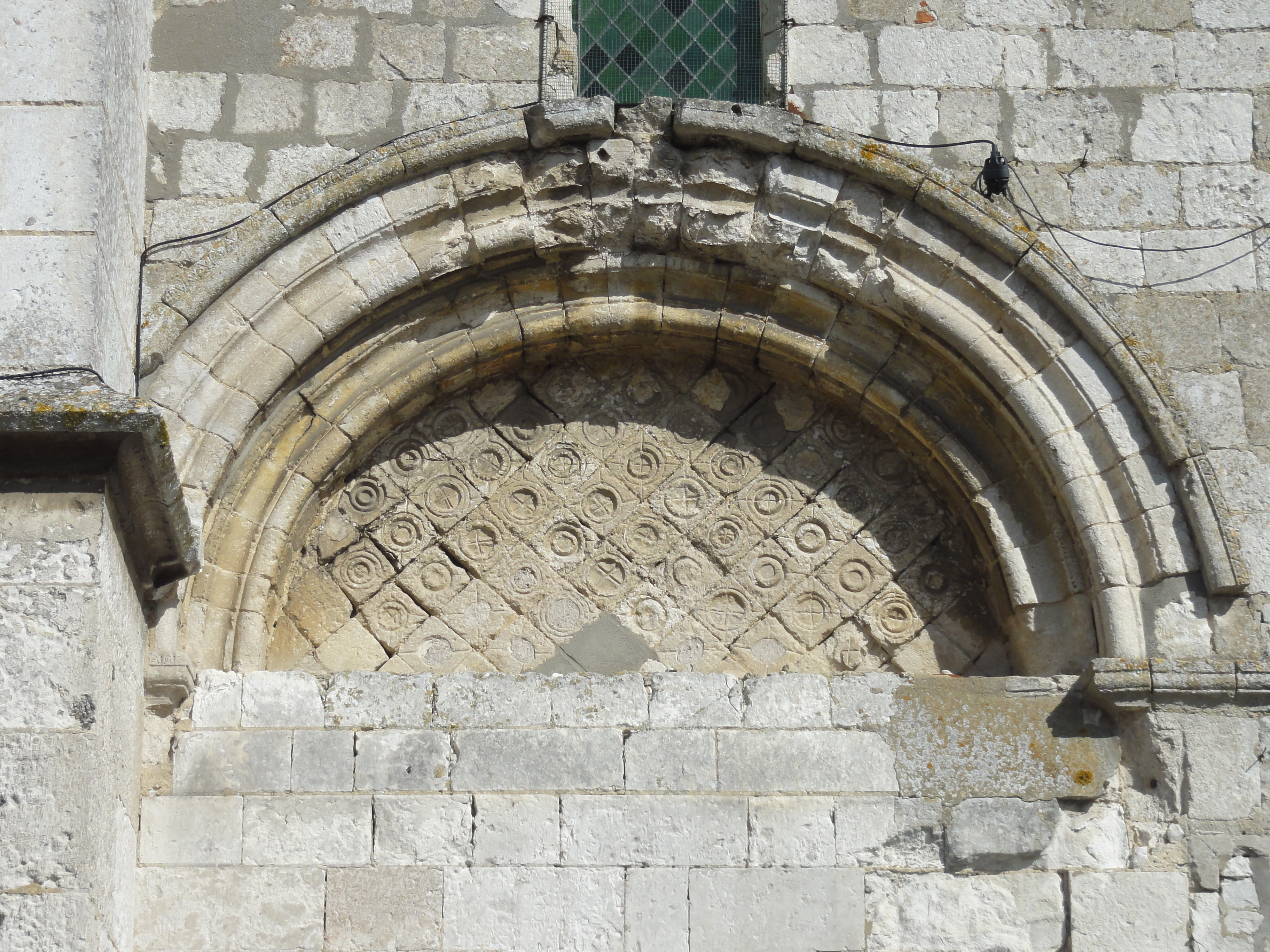
Tympan du portail roman.

#### Clocher

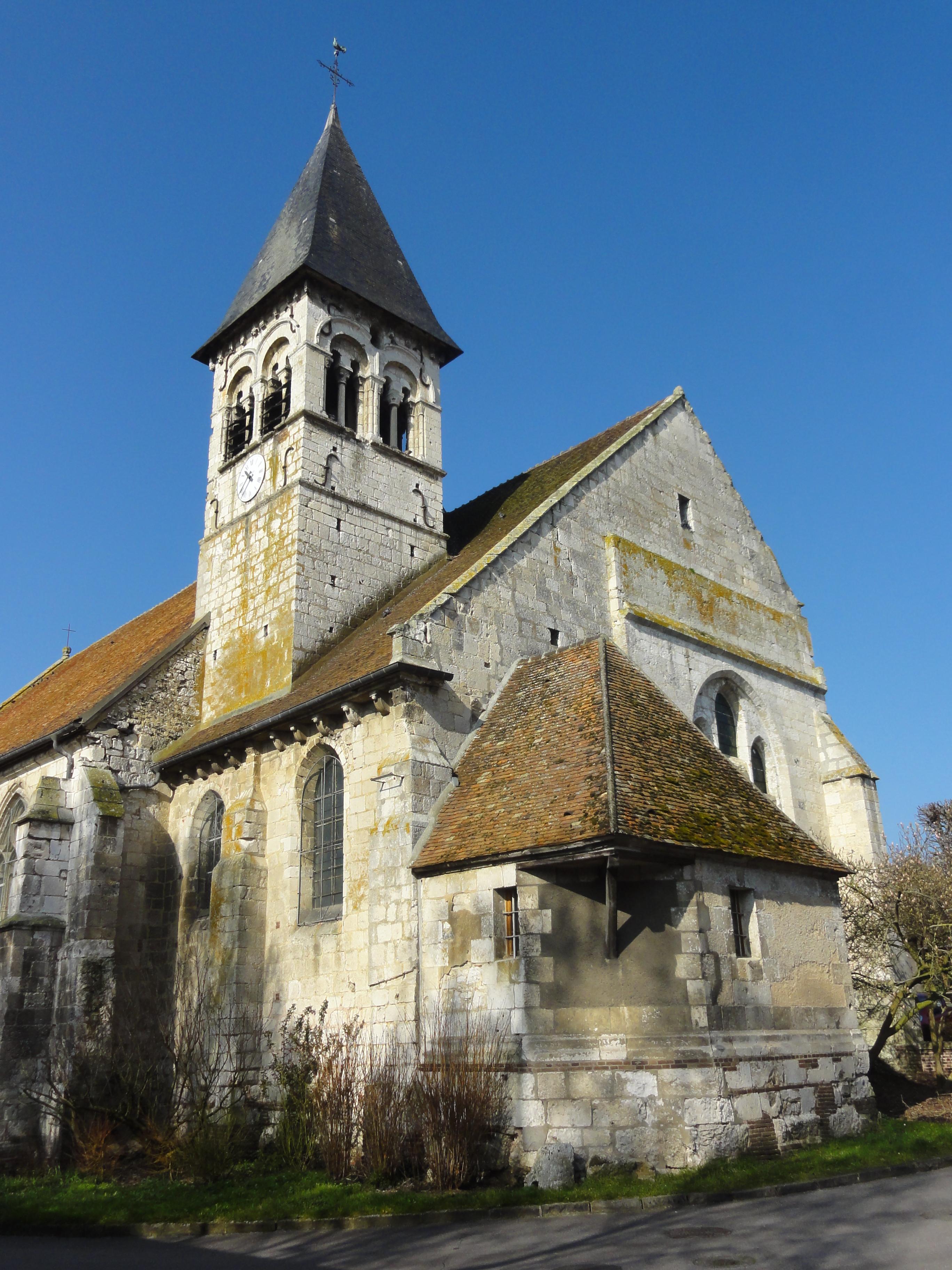
Vue depuis le sud-est.

Le clocher est une construction plutôt grêle, comme à Auvillers et Warluis. Il est entièrement appareillé en pierre de taille, et construit avec soin. Contrairement aux autres clochers qui ne sont pas bordés par une chapelle ou un croisillon, mais isolés d'un côté au moins, il émerge pourtant de la toiture, et ne semble pas partir du sol. En fait, le mur méridional comporte une retraite à la naissance de la toiture, qui est masquée par celle-ci. Suit un haut étage intermédiaire tout à fait fruste, percé seulement de quelques trous de boulin. Il n'y a pas de contreforts, ce qui est moins exceptionnel pour les étages que pour les bases. À 12,30 m de hauteur depuis le sol, court un bandeau en coin émoussé. À 1,60 m plus haut, court une autre moulure, saillante et fruste. Elle sert d'appui aux baies de l'étage de beffroi, qui sont au nombre de deux par face, et séparées par un très étroit trumeau. Celui-ci est cantonné de deux colonnettes appareillées à chapiteaux, qui supportent un tailloir continu. De même, les piédroits extérieurs des baies sont également cantonnés de colonnettes à chapiteaux, et le tailloir passe ici autour des angles de la tour. Le profil des tailloirs est le même que sur le portail occidental. Ces tailloirs supportent des archivoltes non décorées, qui sont surmontées chacun d'un bandeau au même profil que les tailloirs. Contrairement aux autres clochers romans de la région, les bandeaux ne butent pas l'un contre l'autre au-dessus du trumeau, mais descendent verticalement.
Chacune des baies se trouve subdivisée en deux étroites arcades en plein cintre par trois colonnettes à chapiteau supportant un tympan appareillé et doublement échancré. Cette disposition est assez courante dans la région. Les autres représentants sont Auger-Saint-Vincent, Béthisy-Saint-Martin, Bonneuil-en-Valois, Catenoy, Cauffry, Chamant, Frocourt, Jaux, Glaignes, Heilles, Labruyère, Marissel (tour centrale), Marolles, Ménévillers, Morienval (tour occidentale), Néry, Orrouy, Saintines et Saint-Vaast-de-Longmont, sans compter les quelques exemples d'une baie unique par face. Abstraction faite du bandeau, c'est avec Frocourt que la ressemblance est la plus marquée. Les chapiteaux, assez archaïques, sont sculptés de volutes d'angle, parfois combinées à des têtes d'angle ; de grandes palmettes ; ou parfois de godrons. Contrairement à l'intérieur de l'église, il n'y a jamais qu'un seul rang de motifs. Les murs se terminent par une corniche beauvaisine, composée d'arcatures en plein cintre réséquées en deux arcatures plus petites chacune, et retombant sur des modillons très diversement sculptés de têtes de monstre, de cannelures ou moulures, ou de têtes de clous. La largeur des segments de la corniche n'a apparemment pas été calculé au préalable, car sur chaque face du clocher, un ou plusieurs segments sont moins larges que les autres et mal proportionnés,. Selon Jean Vergnet-Ruiz, cette corniche serait antérieure de peu à 1200, avis qui se fonde sur l'analyse isolé de cet élément du clocher

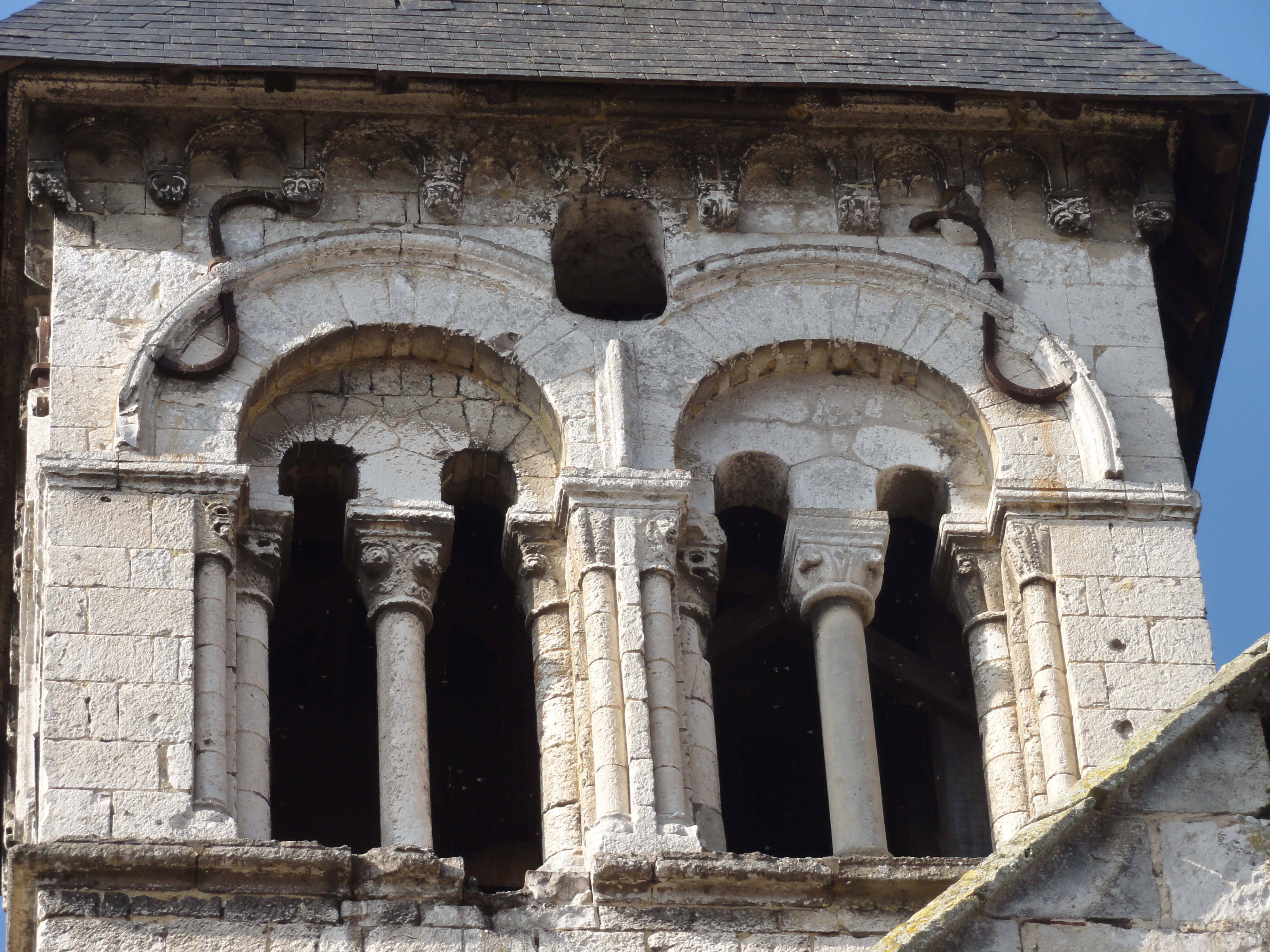
Étage de beffroi côté est.
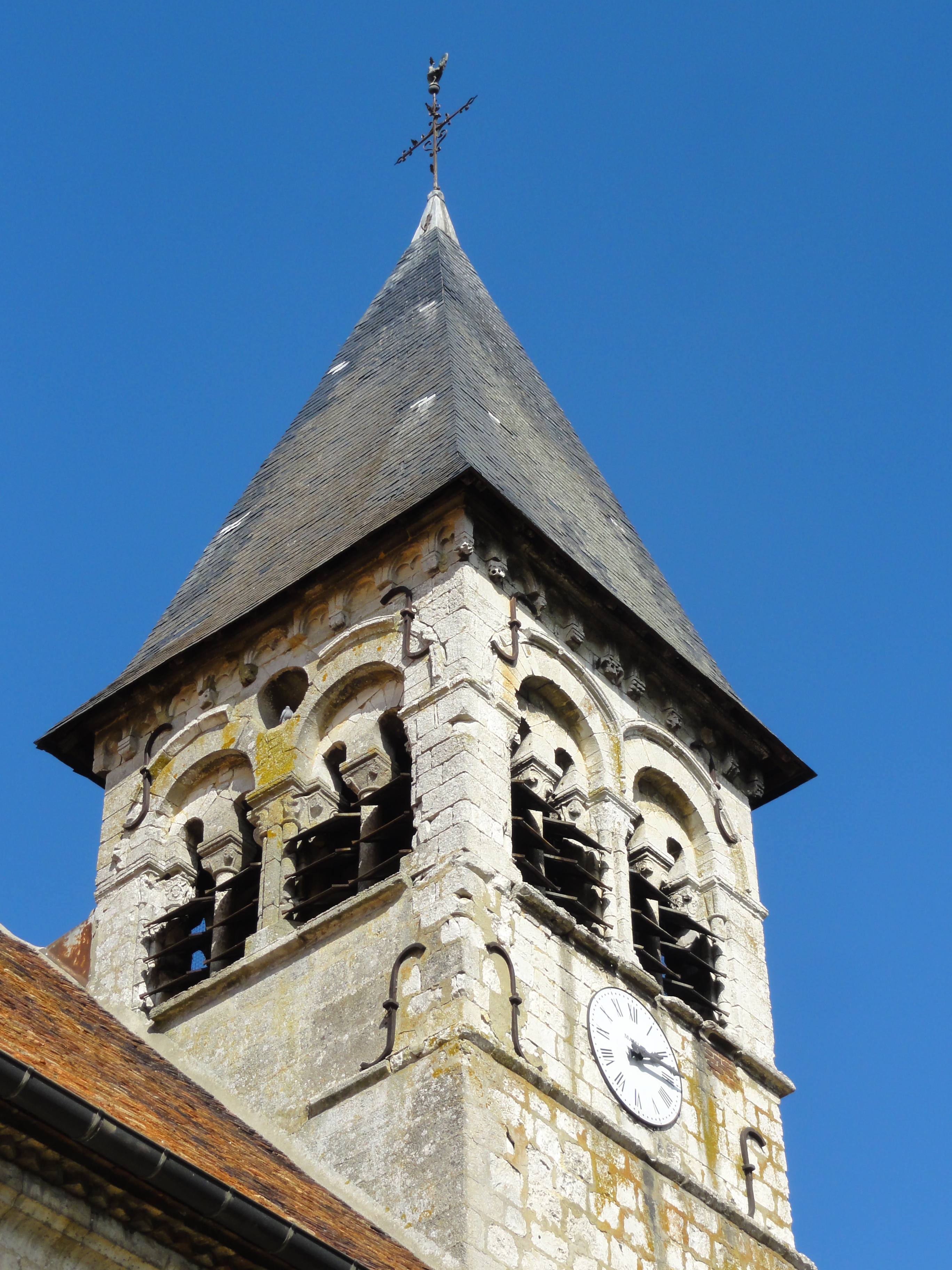
Vue depuis le sud-ouest.
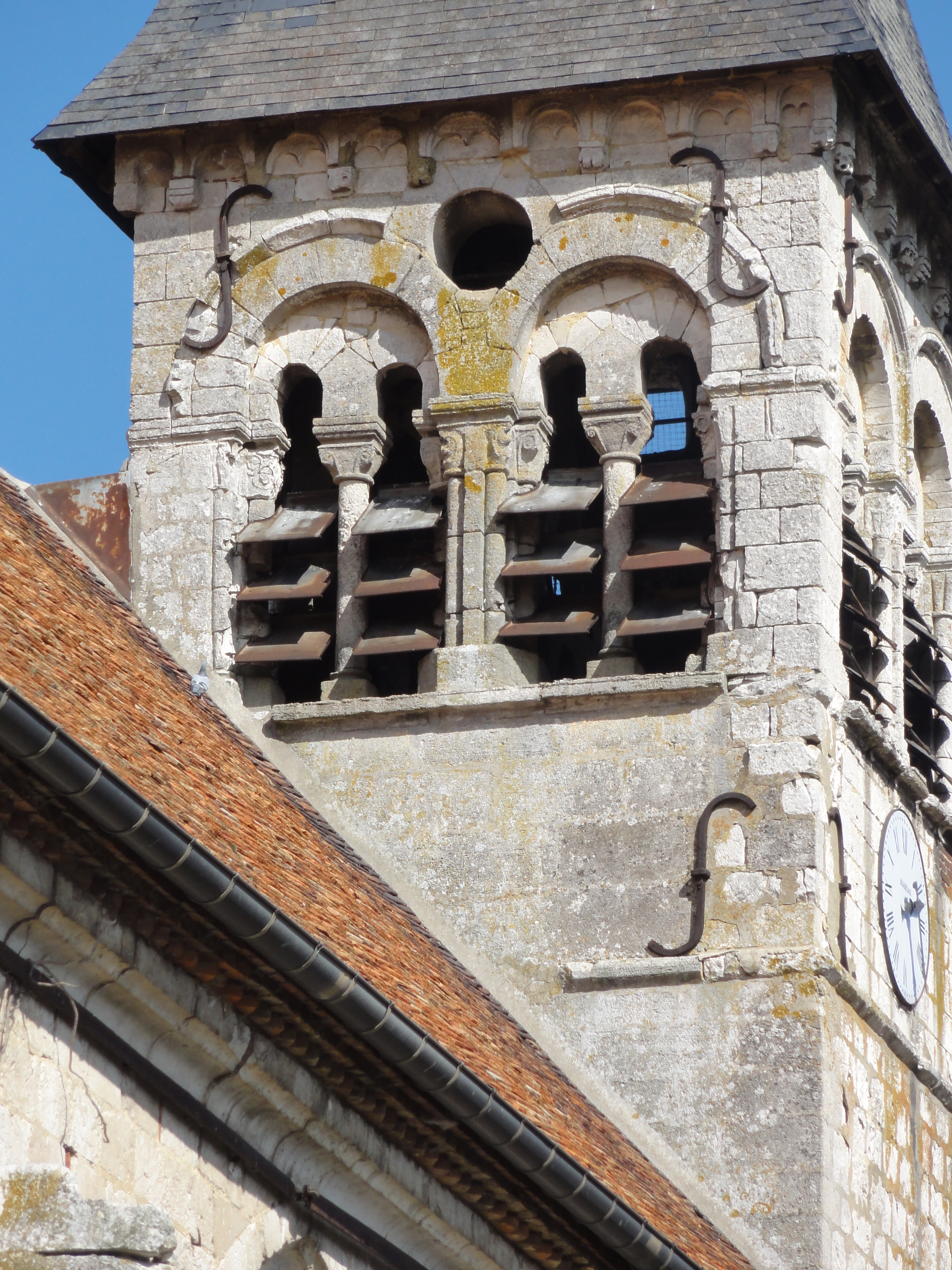
Vue depuis l'ouest.
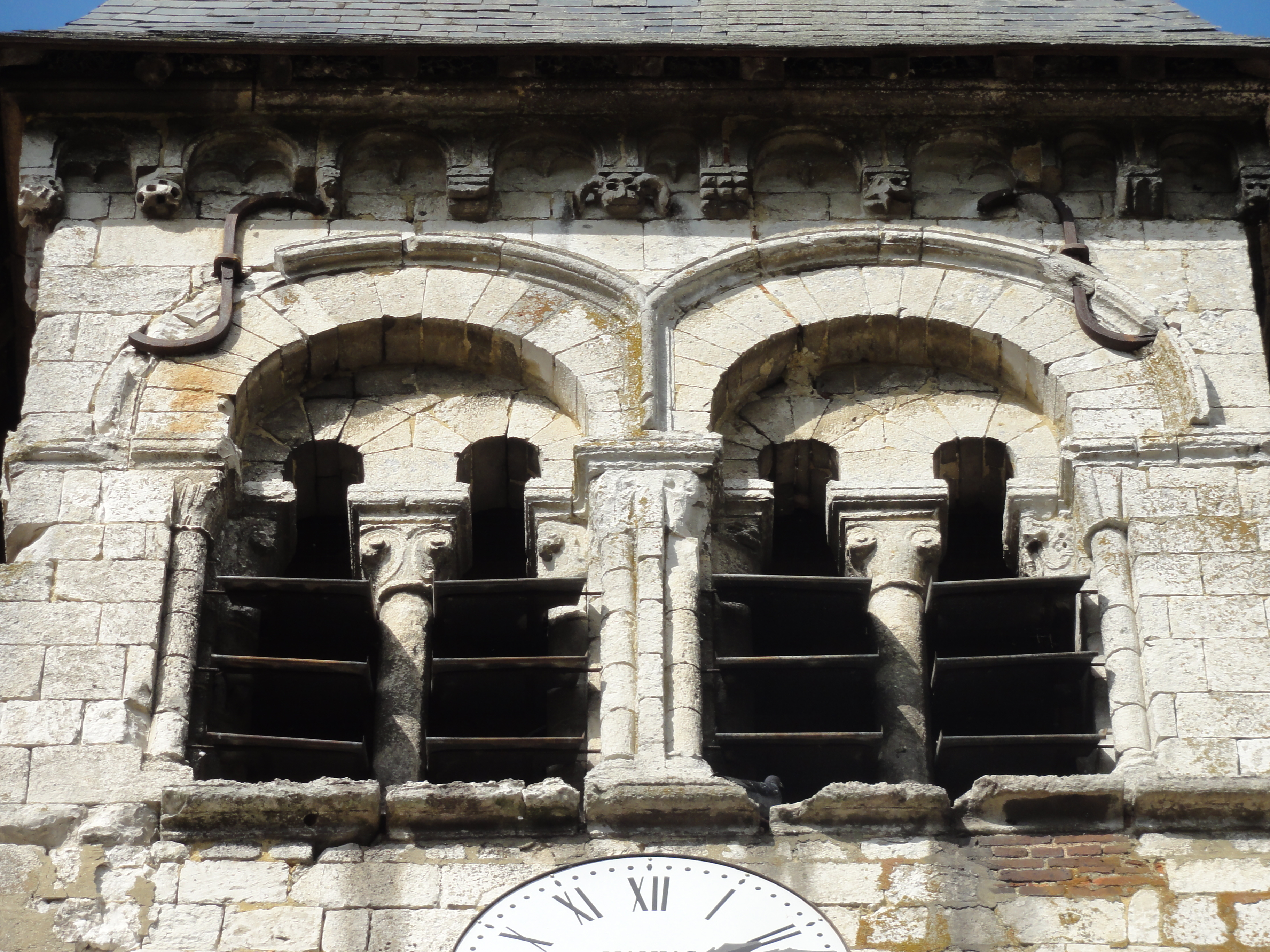
Étage de beffroi côté sud.

#### Élévations latérales et chevet

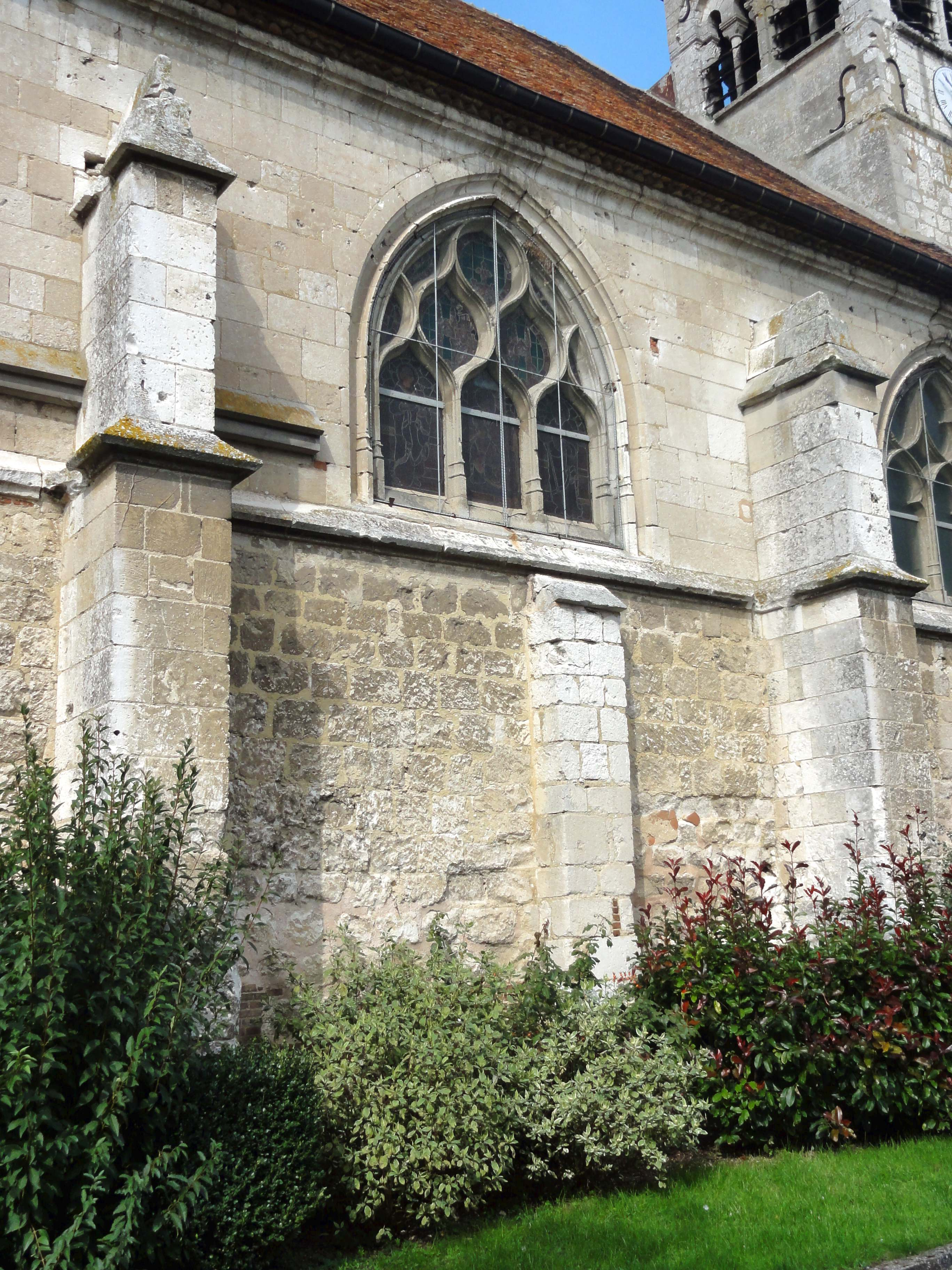
3e travée du sud.

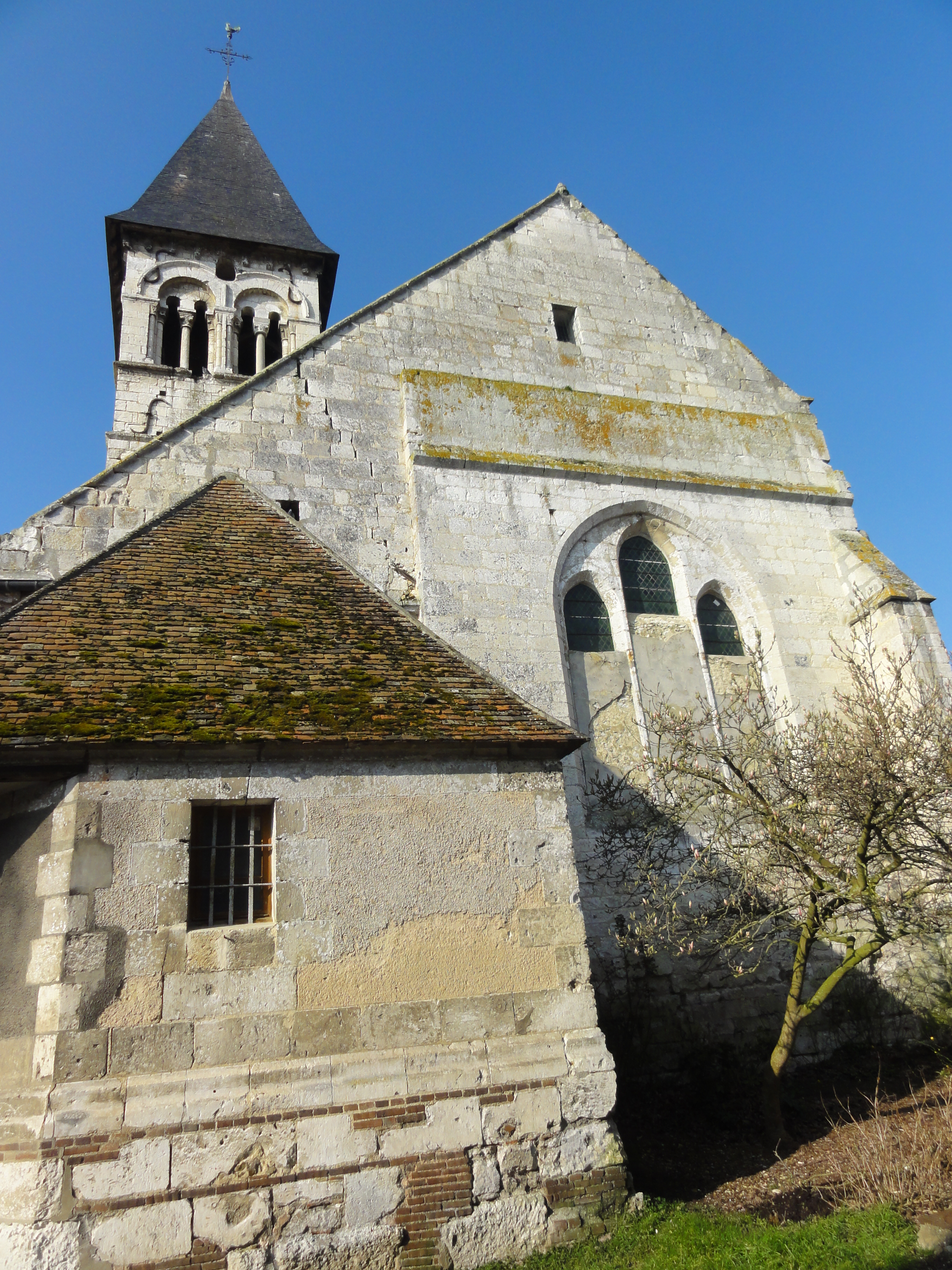
Chevet.

Le mur latéral du collatéral sud est épaulé par des contreforts identiques à ceux qui flanquent l'angle sud-ouest de la façade, mais un contrefort plat roman subsiste toutefois en dessous de la fenêtre de la troisième travée. La limite des allèges est soulignée par un larmier. Il marque également la limite entre la partie inférieure romane du mur, où l'on trouve le même appareil que sur la partie droite de la façade, et la partie supérieure flamboyante, terminée par une corniche formée par un rang de dents d'engrenage, une plate-bande, une fine moulure concave, et un cavet. Les fenêtres, dont le réseau flamboyant a déjà été signalé, sont entourées des mêmes moulures qu'à l'intérieur de l'église. Le collatéral possède aussi un contrefort oriental, qui est différent des autres. La rupture de style avec le chœur roman est nette. Ce qui retient l'attention sont la corniche et les contreforts. Le Dr Parmentier écrit : « Le chevet est surmonté d'une corniche extrêmement originale ; la tablette supérieure, moulurée d'une doucine, est supportée, devant chaque travée, par cinq corbeaux ornés d'une large feuille aux nervures saillantes qui s'amincit successivement et dont la pointe, en se recourbant, se termine par un véritable bouton ». L'auteur ne parle ici pas du chevet à proprement parler, qui n'a pas de corniche, mais bien de l'élévation méridionale de l'ancien sanctuaire. Les contreforts, plutôt atypiques, se retraitent deux fois grâce à un fruit concernant les trois faces près du sommet, puis se continuent jusqu'à la corniche sous la forme d'un pilastre. Tout en haut, les pilastres portent une sorte de chapiteau. Il n'y a pas de différence entre le contrefort intermédiaire et l'unique contrefort d'angle.
Le pignon oriental a son sommet au milieu du chevet du vaisseau principal, et est donc nettement dissymétrique. L'ensemble du chevet, sauf peut-être la partie cachée par la sacristie, est bâti dans une pierre d'un teint très clair, sans différence entre la partie correspondant au chœur roman et la partie correspondant au chœur gothique. Cependant, jusqu'à la naissance du pignon, le chevet gothique fait saillie devant la surface murale, et forme une sorte d'avant-corps. Celui-ci se termine par un bandeau doublement biseauté, et est amorti par un long glacis fortement pentu. Il comporte au milieu l'arc de décharge du triplet, qui est simplement entouré d'un ébrasement, et dépourvu de toute ornementation. L'on voit que les trois lancettes sont bouchées derrière le retable, seules les parties supérieures dépassant la hauteur du retable gardant leurs vitrages. Contrairement à la façade, il n'y a pas de contrefort central. Les deux contreforts orthogonaux à l'angle nord-est se retraitent une fois par un fruit, et portent un larmier présent sur les trois faces immédiatement en dessous du glacis sommital. Ces contreforts n'appartiennent déjà plus au style gothique primitif, qui ne connaît que des larmiers simples et faiblement prononcés sur les contreforts, et indiquent que le chœur se rattache bien à la période des dernières années avant l'éclosion du style rayonnant. Peu d'autres détails méritent d'être signalés. Le pignon est percé d'une ouverture rectangulaire pour l'aération des combles, et à droite de la partie romane du chevet, l'on constate un bandeau horizontal au niveau des impostes du triplet. La sacristie se caractérise par un toit en pavillon, dont le plan rectangulaire ne tient pas compte du pan coupé au sud-est, et par une plinthe moulurée après les premières assises, qui indique une construction potentiellement flamboyante.
L'élévation méridionale est dominée par la tourelle d'escalier cylindrique mitoyenne de la troisième travée de la nef flamboyante. L'on peut distinguer nettement la partie du XIIIe siècle de la partie du XVIe siècle, dont l'appareil est d'une régularité sans faille. Sur la partie la plus ancienne, les deux lancettes par travée s'inscrivent dans un arc de décharge commun, qui n'existe pas à l'intérieur du chœur et est en tiers-point, contrairement au triplet du chevet. Trois assises plus haut, le mur se retraite légèrement grâce à un fruit. Le contrefort intermédiaire du chœur est analogue à ceux qui épaulent l'angle nord-est, tandis que les autres contreforts s'apparentent à ceux de la partie flamboyante de la façade occidentale. Sur les trois dernières travées, le soubassement a été renforcé par des massifs de maçonnerie en briques et blocage plaqués devant le mur. Ils sont recouverts de glacis appareillés en pierre de taille. Sur les trois premières travées, une plinthe moulurée, telle que sur la sacristie, court au même niveau. Sur les quatre travées flamboyantes, correspondant à la nef, un larmier marque la limite des allèges, sans épargner la tourelle d'escalier. Conformément à l'usage depuis les années 1220 environ, il est établi en continuité avec le premier larmier des contreforts. La troisième et la quatrième fenêtre ayant des allèges moins élevés, le larmier comporte ici des sections verticales le long des piédroits des fenêtres.

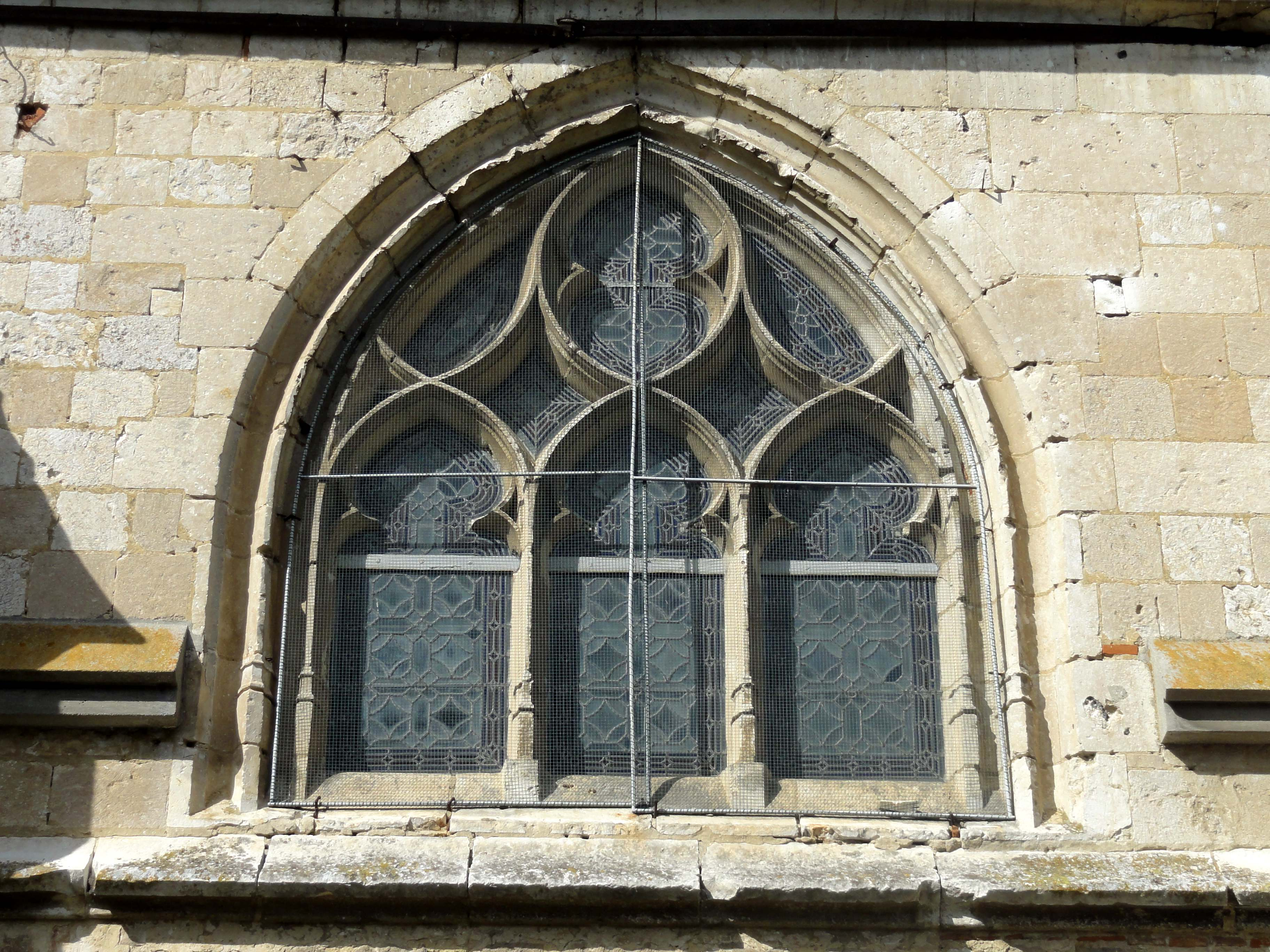
2e fenêtre du sud.
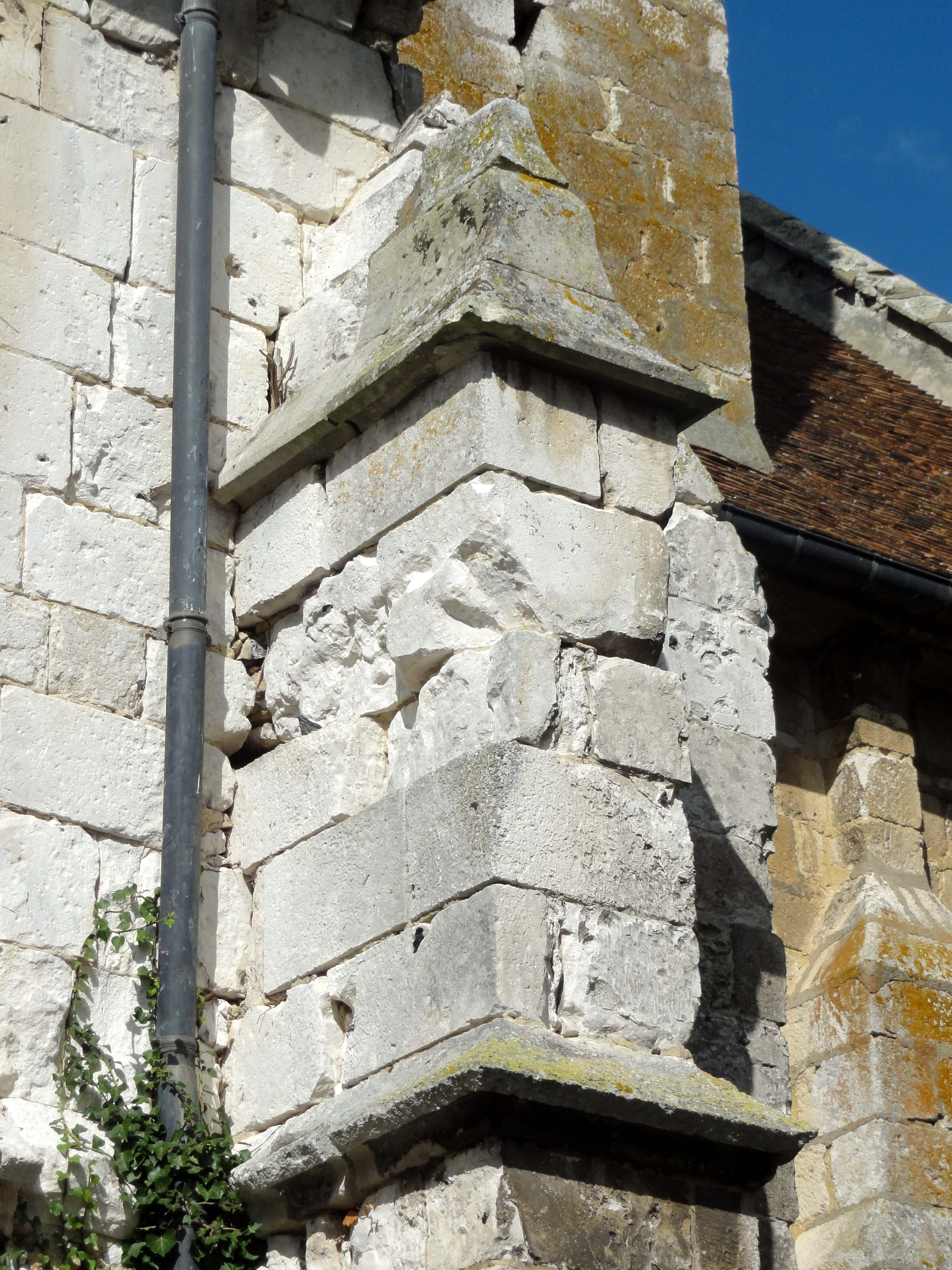
Contrefort flamboyant.
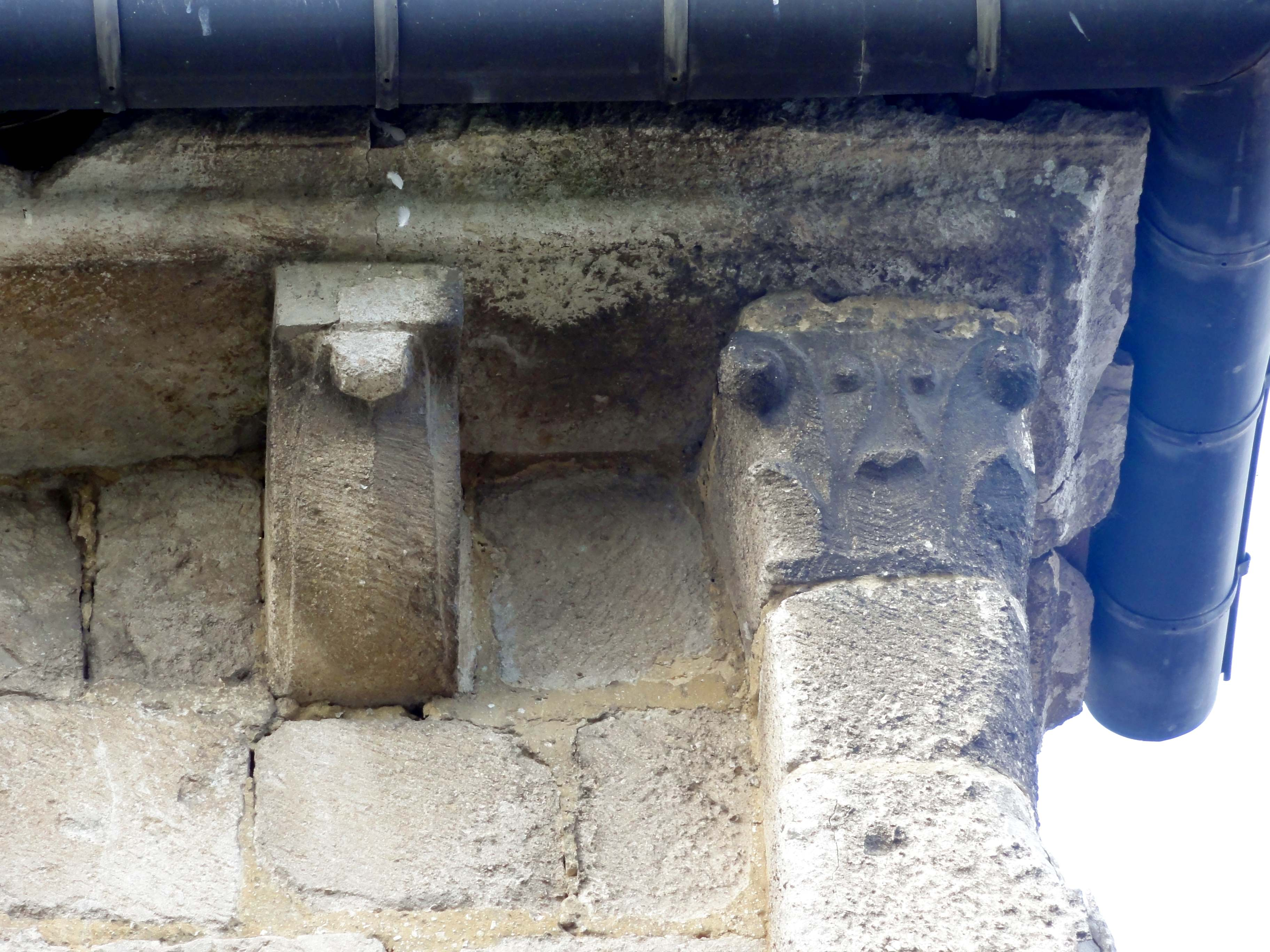
Corniche du chœur roman.
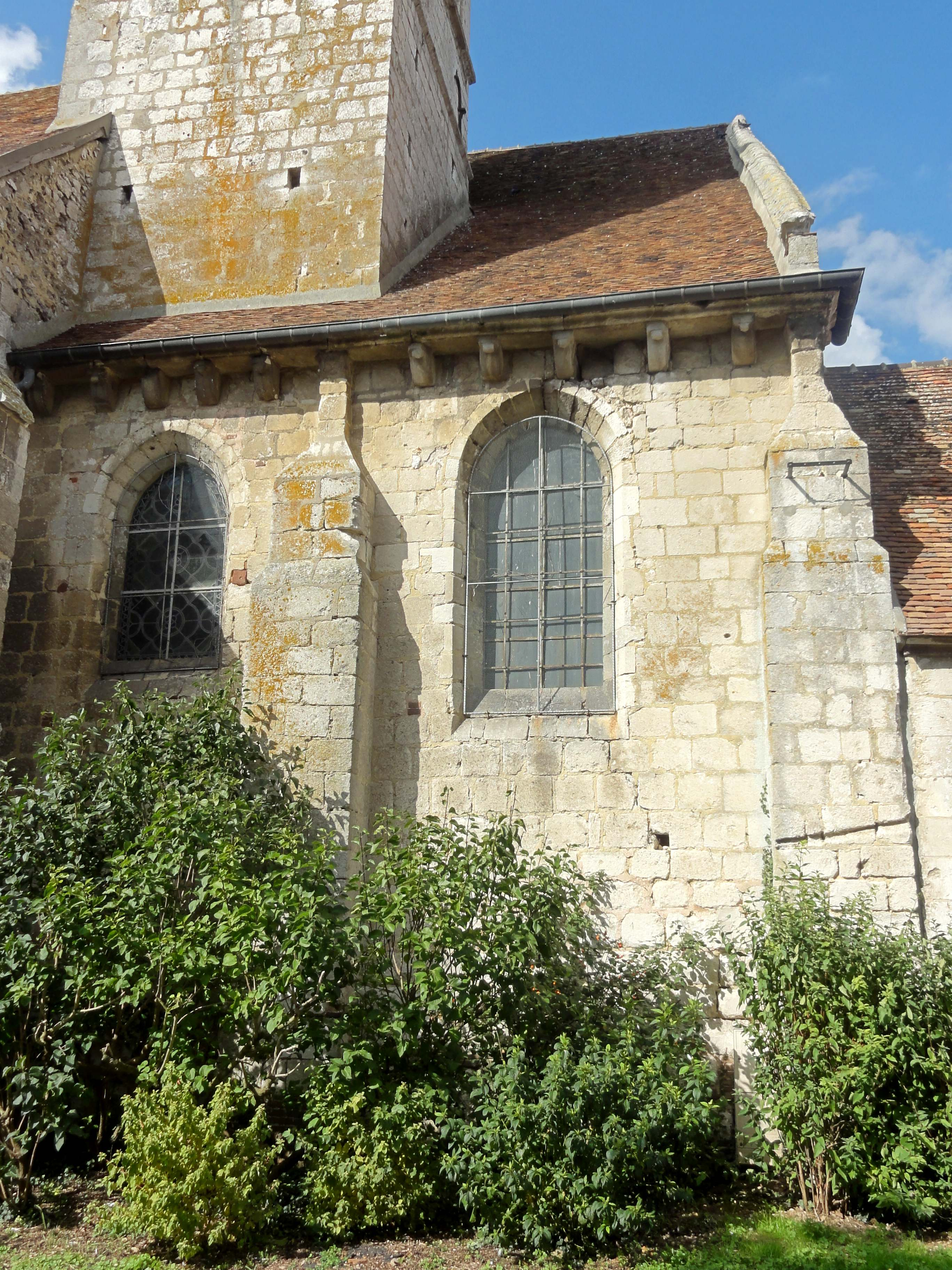
Chœur roman, côté sud.
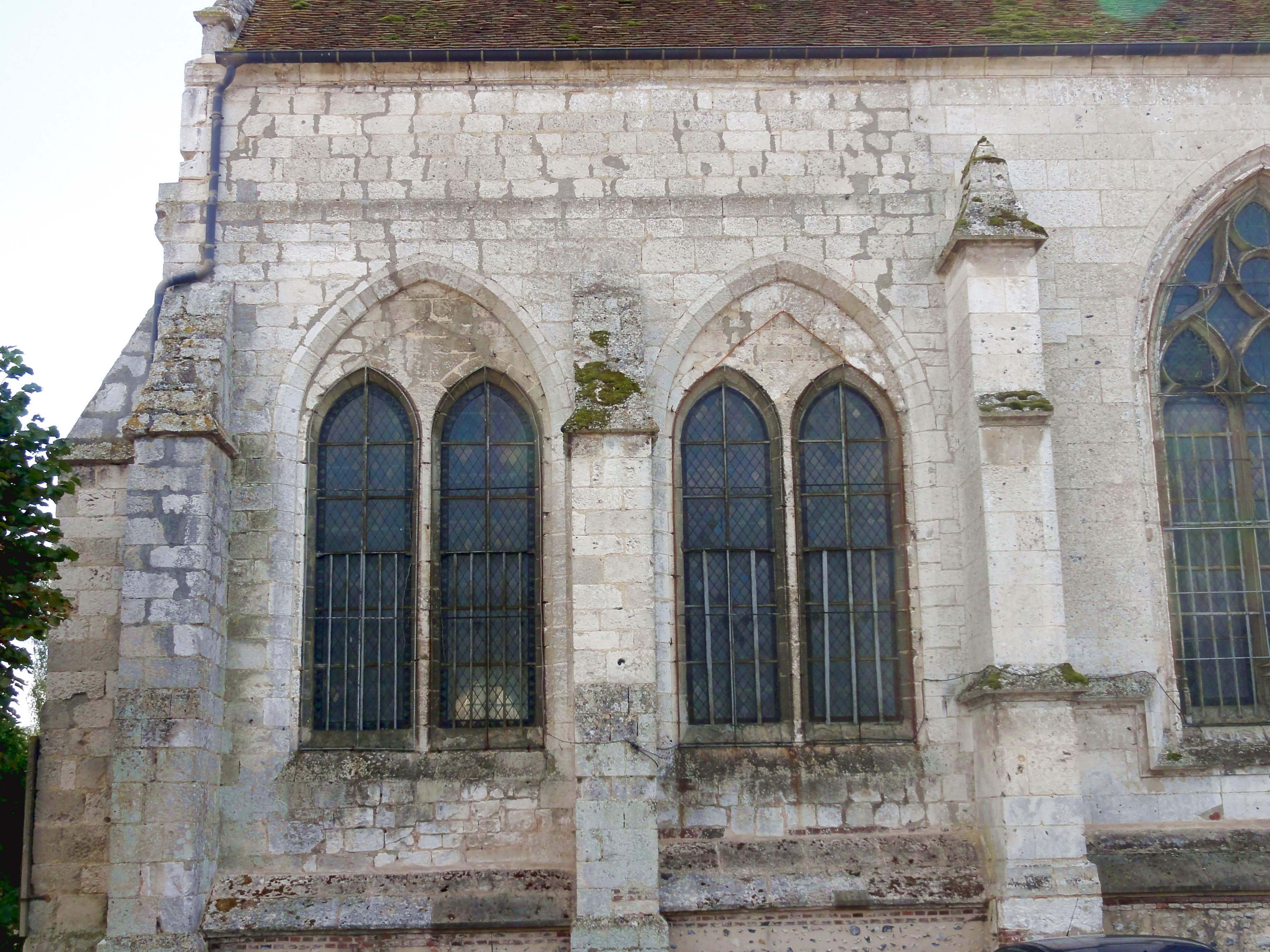
Chœur gothique, nord.
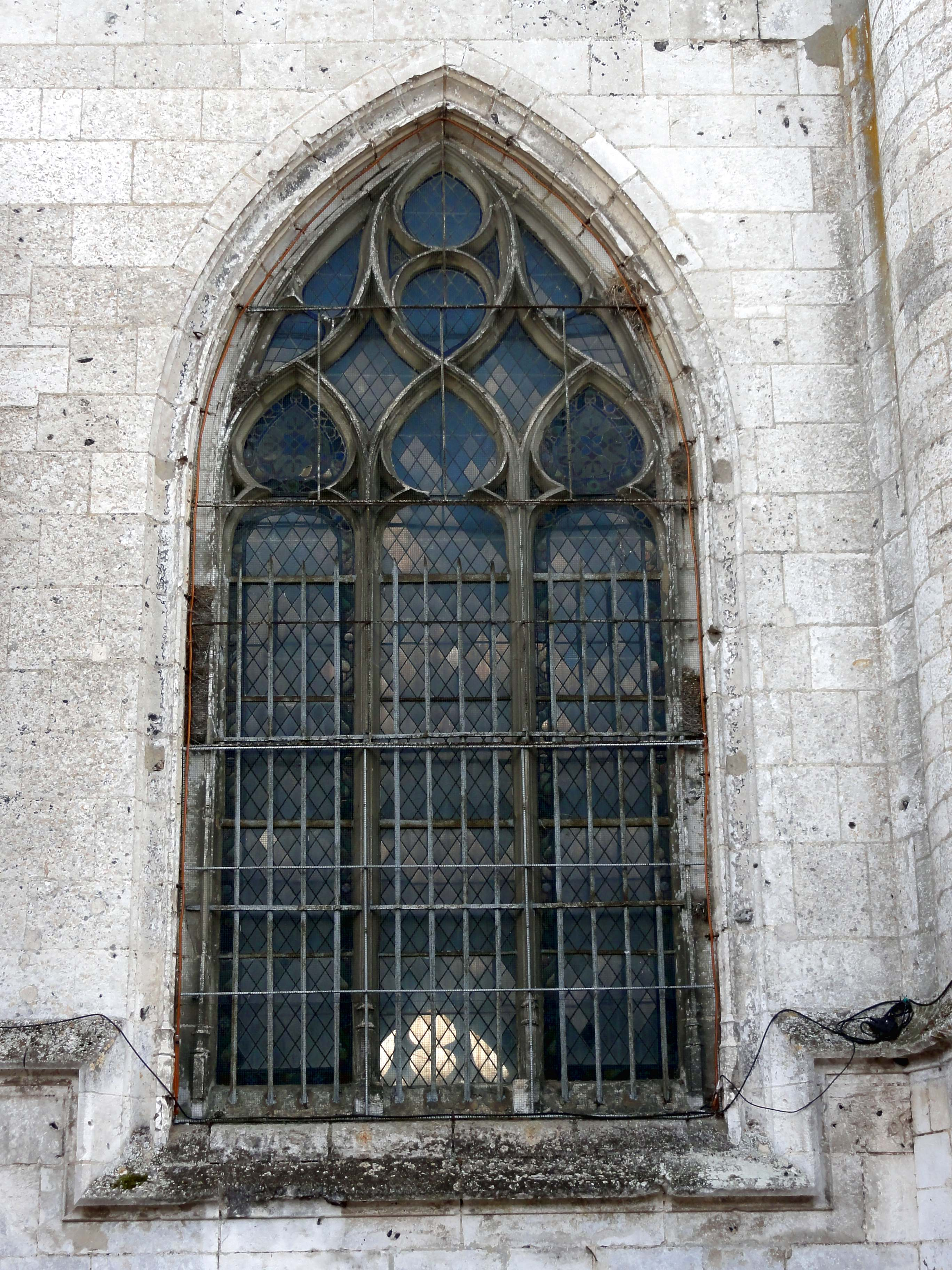
4e fenêtre du nord.

## Mobilier
Parmi le mobilier de l'église, douze éléments sont classés ou inscrits monument historique au titre objet. Il s'agit des vantaux du portail flamboyant ; de quatre tableaux auxquels s'ajoutent les trois tableaux du retable du maître-autel ; de l'ensemble des boiseries ; d'un petit groupe sculpté ; d'un mécanisme d'horloge et d'un lutrin du XIXe siècle ; et d'une navette à encens. Les boiseries visées par l'inscription de septembre 2005 ne sont plus présentes dans l'église en intégralité.

### Tableaux

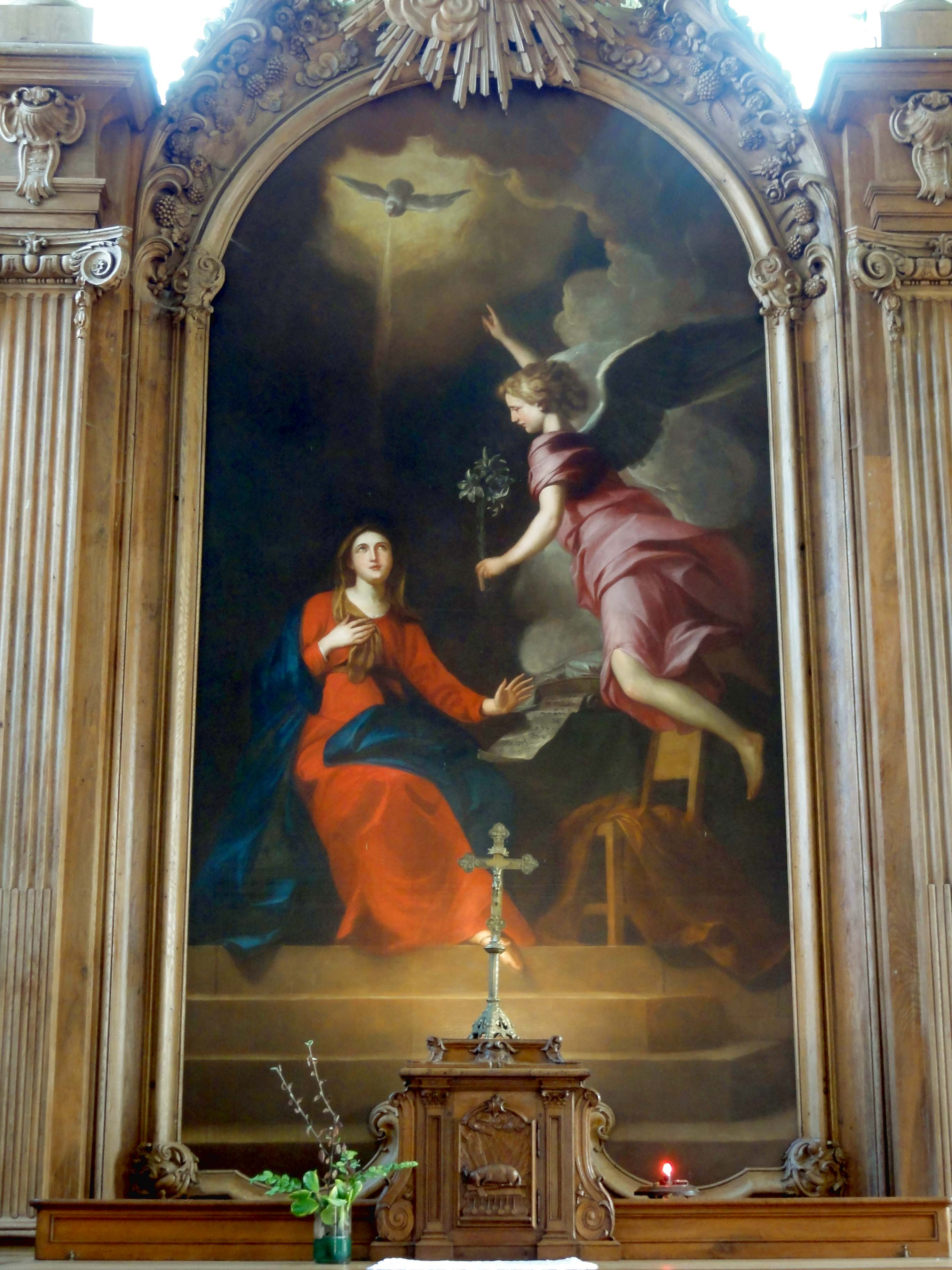
Tableau de retable - L'Annonciation.

- Le tableau peint à l'huile sur un panneau de bois représentant la Nativité de Jésus mesure 70 cm de hauteur pour 100 cm de largeur, et date probablement du XVIIe siècle. Il est inscrit depuis février 1993[23].
- Le tableau peint à l'huile sur toile représentant l'Adoration des Mages mesure 74 cm de hauteur pour 100 cm de largeur, et date probablement du XVIIe siècle. Il est inscrit également depuis février 1993[24].
- Le tableau peint à l'huile sur toile représentant saint Hyacinthe guérissant les malades par l'intercession de la Vierge mesure 173 cm de hauteur pour 205 cm de largeur, et constitue une copie ancienne d'une œuvre originale disparue de Jacques de Létin (1597-1661), réalisée entre 1626 et 1630 pour l'église des Jacobins à Paris. Il est connu par une gravure de Pierre Daret. L'on voit saint Hyacinthe, debout dans une église, tenant de la main droite un ostensoir et enlaçant de l'autre une statue de la Vierge à l'Enfant, et guérissant ainsi les malades qui affluent. La Vierge à l'Enfant apparaît dans les nuées en haut à droite. Le tableau est classé depuis septembre 2005[25].
- Le tableau peint à l'huile sur toile représentant la remise du rosaire à saint Dominique et sainte Catherine par la Vierge à l'Enfant mesure environ 185 cm de hauteur pour 169 cm de largeur, et a été peint par un artiste anonyme au XVIIe siècle. Il est inscrit depuis septembre 2005[26].
- Les deux tableaux peints à l'huile sur toile en forme de médaillon qui flanquent le retable du maître-autel représentent saint Symphorien d'Autun (la pose du saint reprend celle du célèbre tableau de Hyacinthe Rigaud, Saint André, conservé à l’École des Beaux-Arts à Paris), second patron de l'église, à gauche, et saint Vincent de Saragosse, à droite. Leurs dimensions n'ont pas été prises. Ils sont contemporains du retable et datent de la première moitié du XVIIIe siècle. Leur classement, au même titre que le retable et l'autel, remonte à novembre 1912[27].
- Le grand tableau cintré qui surmonte le maître-autel représente l'Annonciation faite à Marie par l'archange Gabriel, et fait référence au vocable de l'église. Les dimensions de ce tableau monumental n'ont pas non plus été prises, et l'on ignore son auteur. Il est lui aussi classé depuis novembre 1912[27].

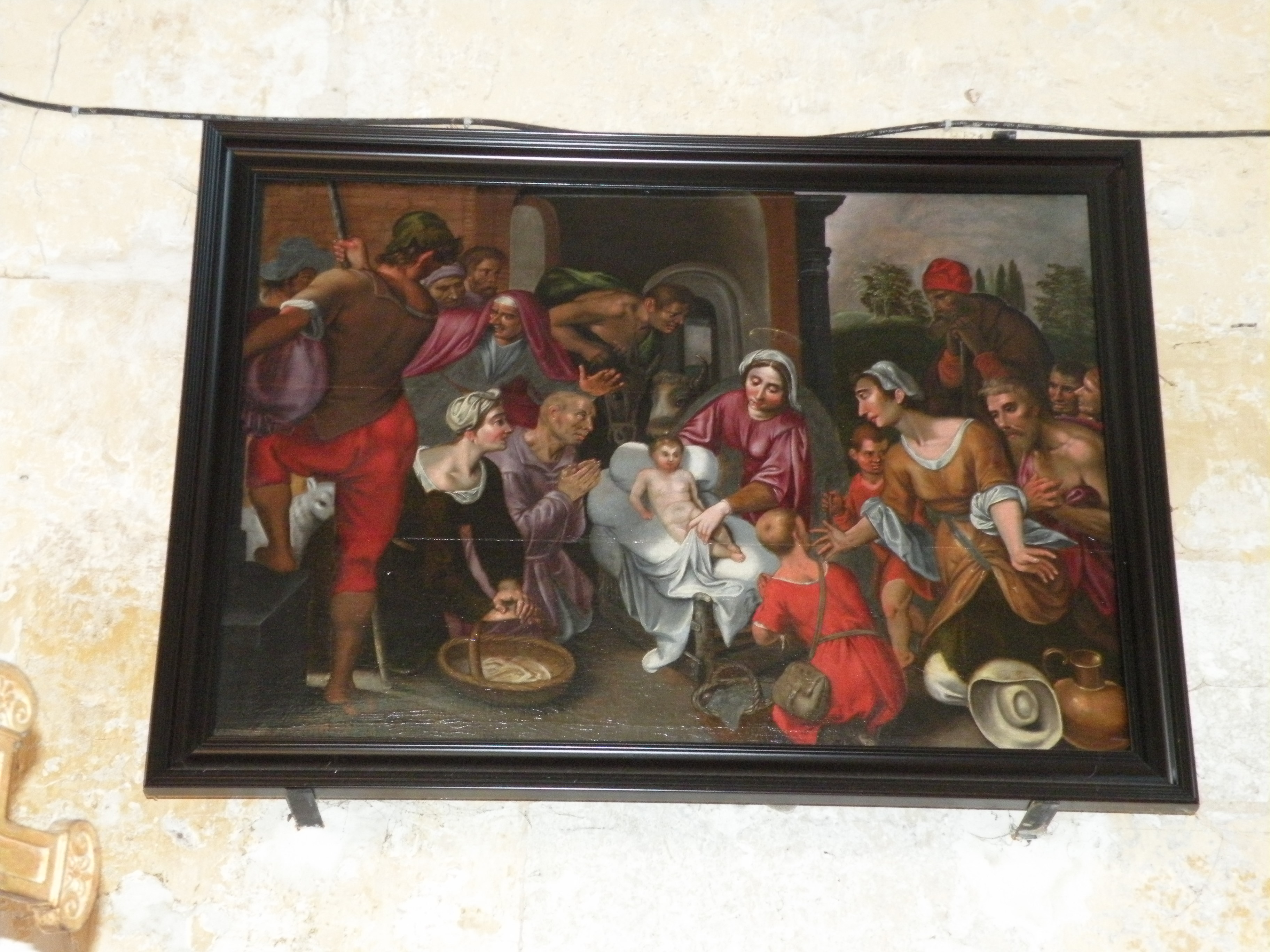
Nativité du Christ.
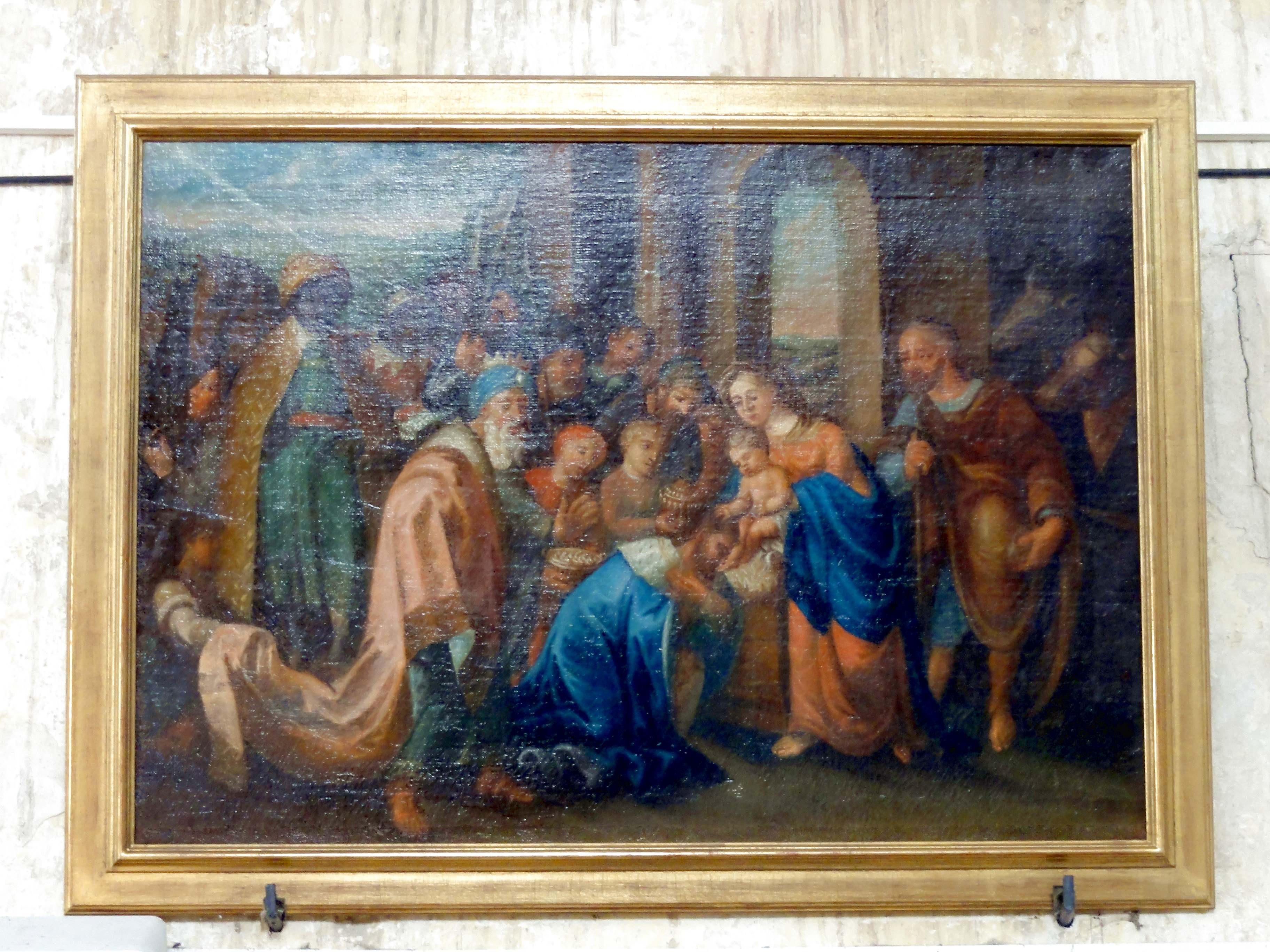
Adoration des Mages.
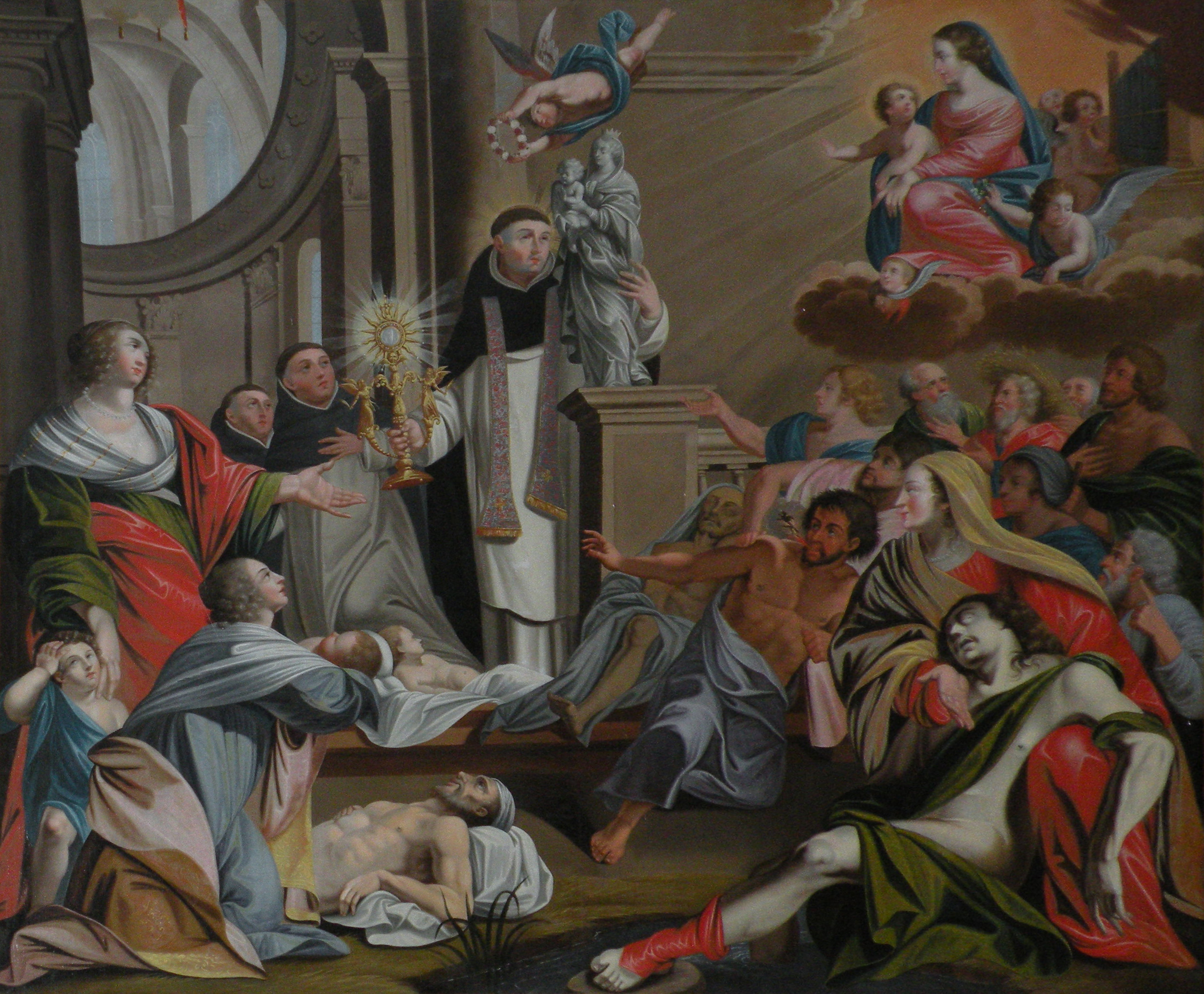
Saint Hyacinthe guérissant les malades.
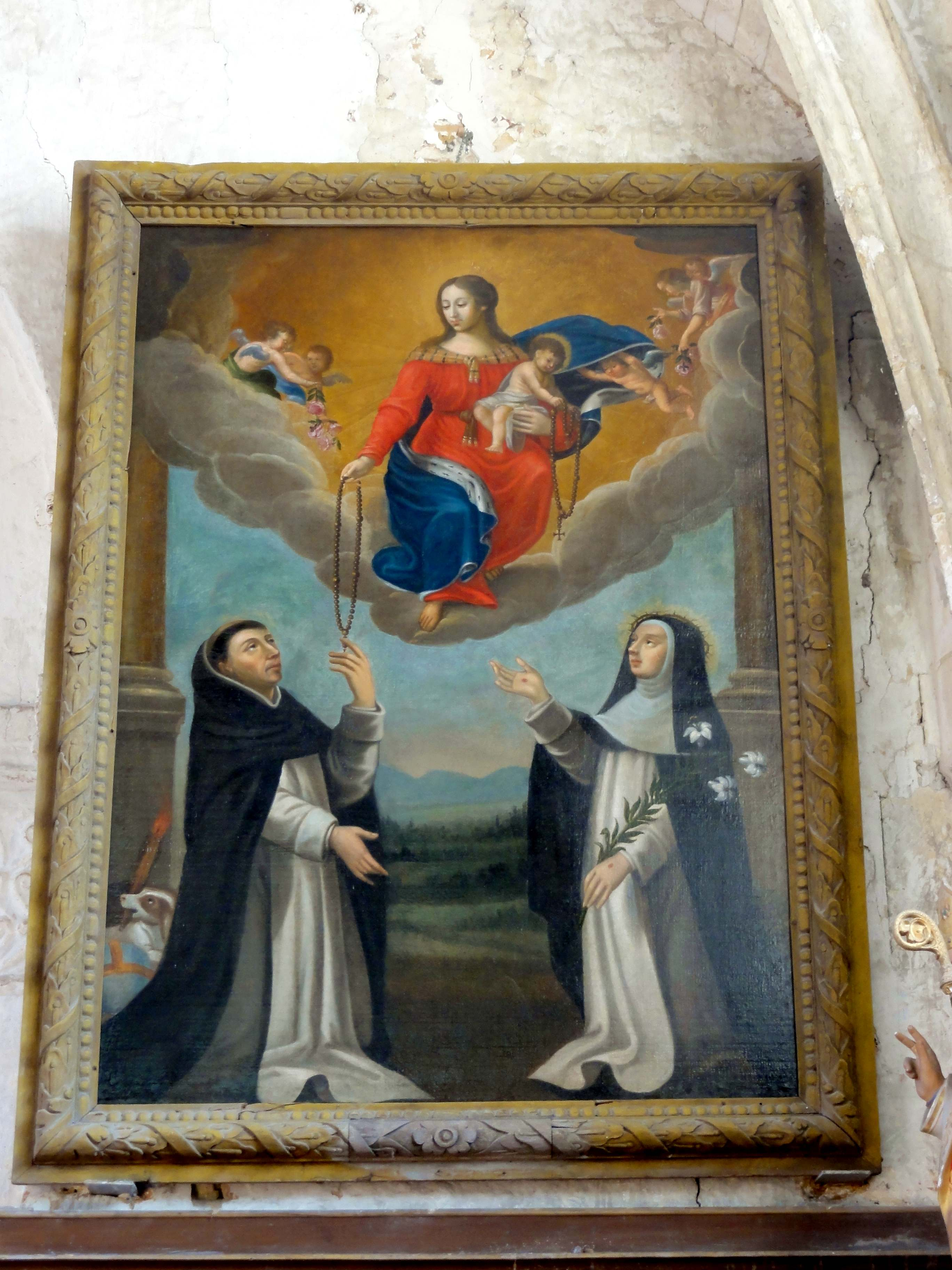
Remise du rosaire.
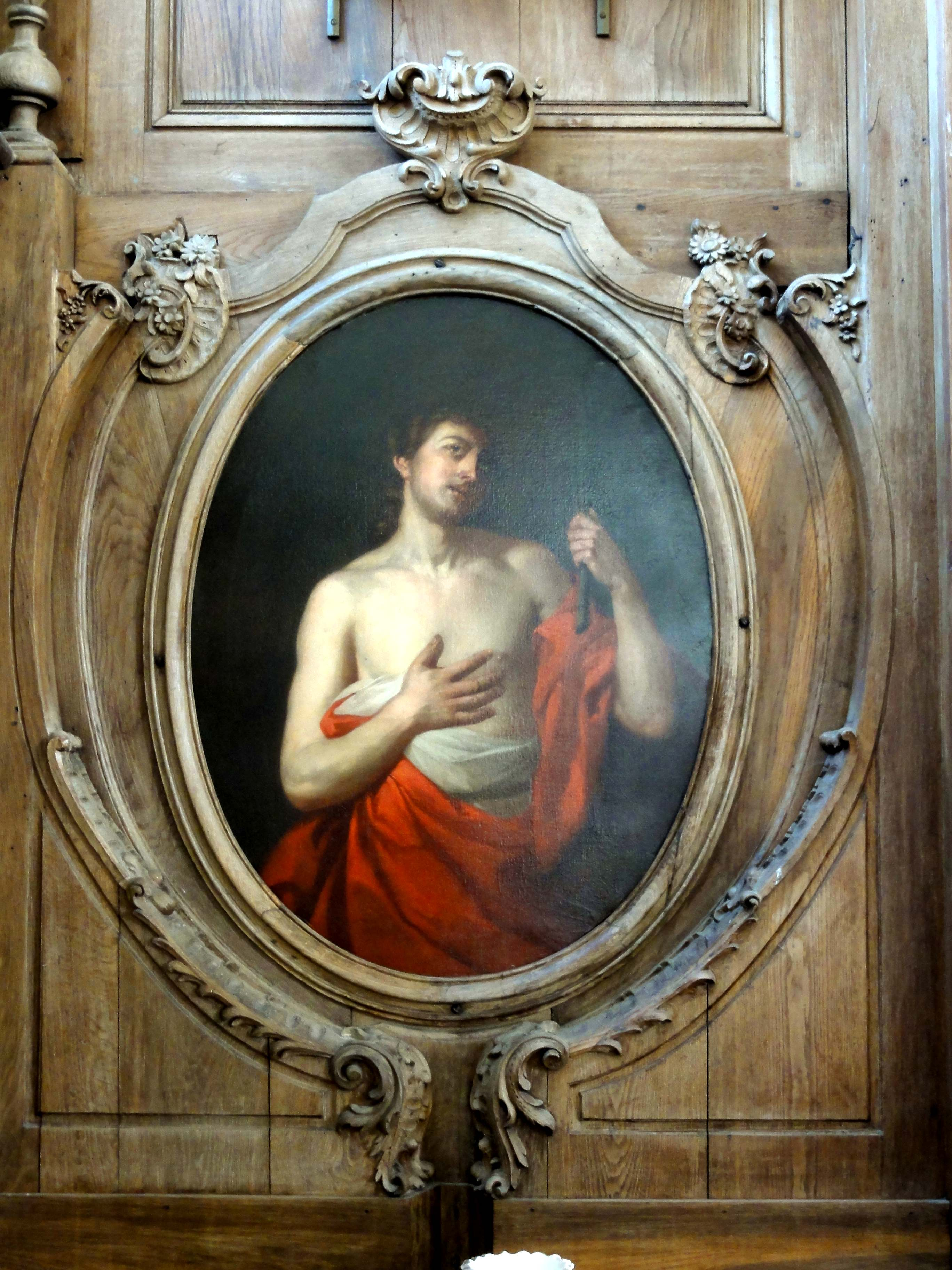
Saint Symphorien.
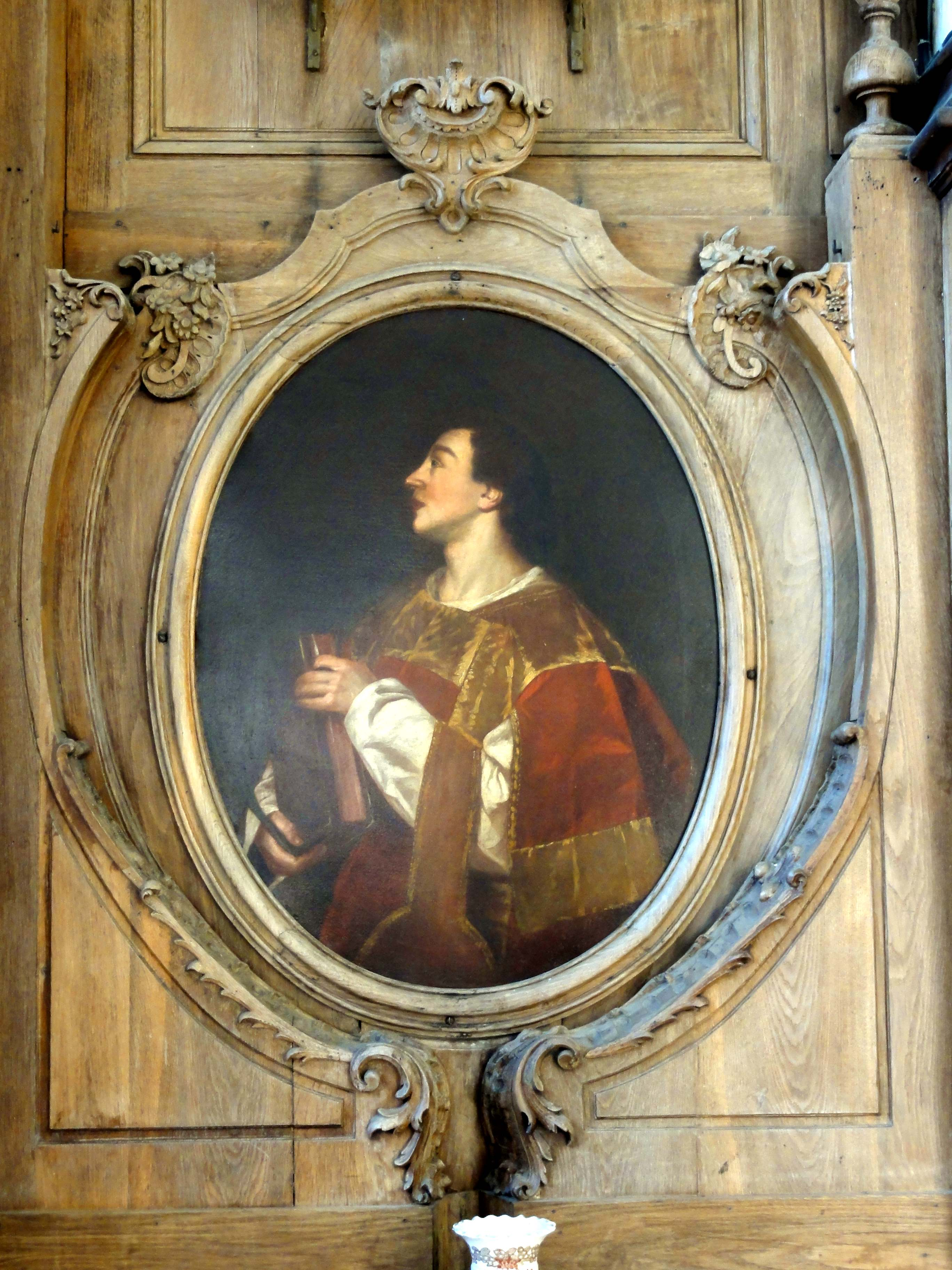
Saint Vincent.

### Divers
- Les deux vantaux en bois du portail occidental de la nef mesurent chacun 5,18 m de hauteur, et 1,51 m de largeur pour l'un, et 1,54 m pour l'autre. Les montants des deux vantaux, ainsi que les deux registres inférieurs du vantail de gauche, sont modernes. Sinon, les vantaux datent du premier quart du XVIe siècle, et s'alignent parfaitement sur le style du portail lui-même, dont ils sont contemporains. Chacun des vantaux comporte trois registres, dont les deux premiers occupent un peu plus que la moitié de la hauteur totale. Chaque registre se subdivise verticalement en quatre compartiments de même largeur. Le décor des deux registres inférieurs se veut plus sobre, et se concentre sur les trois meneaux verticaux. Ils sont sculptés d'un pinacle plaqué au niveau du deuxième registre, et d'une base polygonale en bas du premier registre. L'on retrouve les mêmes pinacles plaqués en haut du troisième registre. Chaque compartiment est ici sculpté d'un réseau plaqué très ramifié, qui évoque le remplage d'une fenêtre à deux lancettes, sauf que la hauteur des lancettes est moindre que celle des soufflets ou mouchettes supérieurs, qui s'organisent sur plusieurs rangs. Les deux vantaux sont peints, ce qui porte atteinte à leur caractère authentique. Ils sont classés au titre objet depuis décembre 1912[28].
- Le lutrin avec un pied en bois tourné flanqué de quatre volutes en fonte et des rinceaux en fonte qui surmontent le pupitre mesure 215 cm de hauteur, et date de la première moitié du XIXe siècle, de l'époque Restauration (vers 1815-1830). Il est inscrit depuis février 1993[29].
- Le groupe sculpté représentant l'Annonciation se compose de deux statuettes en marbre blanc veiné de noir, qui mesurent seulement 47 cm de hauteur, et sont datables de la limite XIVe / XVIe siècle. L'on suppose que l'œuvre, dont l'on ignore l'histoire, était dès l'origine destinée à l'église d'Allonne. Elle a été restaurée au XIXe siècle, et est classée au titre objet depuis décembre 1912[30].
- Le mécanisme d'horloge du clocher logé dans un cabinet dans la base du clocher a été confectionné par Auguste-Lucien Vérité avant 1840, quand le célèbre horloger beauvaisien déposa un nouveau brevet. Il actionnait par un système de tringles et de bielles un marteau qui frappait l'une des trois cloches. Cette horloge, avec son système de tringlerie avec échappement à chevilles et son cabinet, est inscrit depuis septembre 2005. Elle ne fonctionne plus, car les poids à la partie supérieure manquent. Le cabinet mesure 370 cm de hauteur, 145 cm de largeur, et 81 cm de profondeur[31].
- Une navette d'encens en cuivre argenté donnée par monsieur Robache à la confrérie Saint-Roch de la Magdeline en 1724 est inscrite depuis septembre 2005[32] (sans illustration).

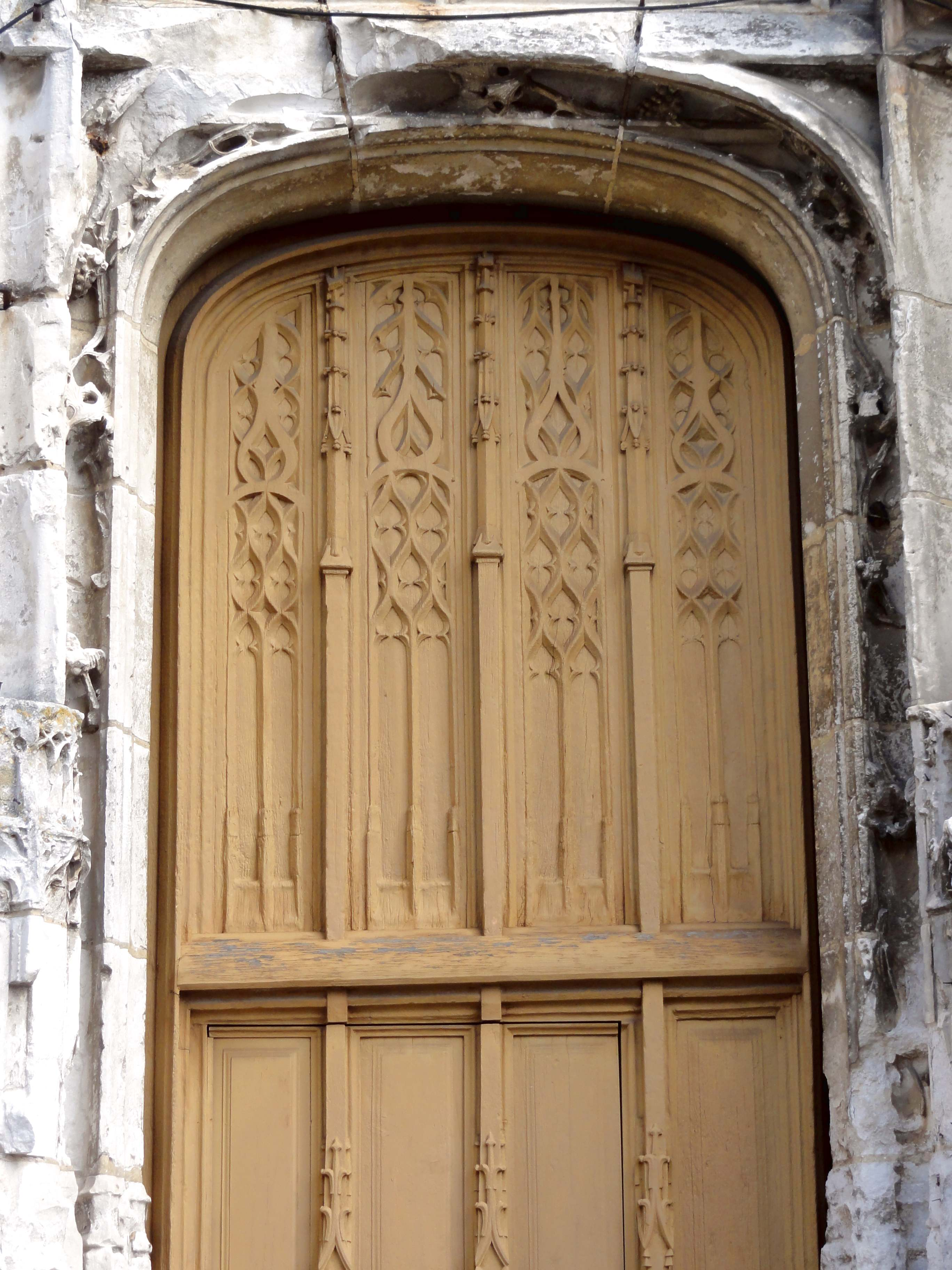
Vantail du portail.
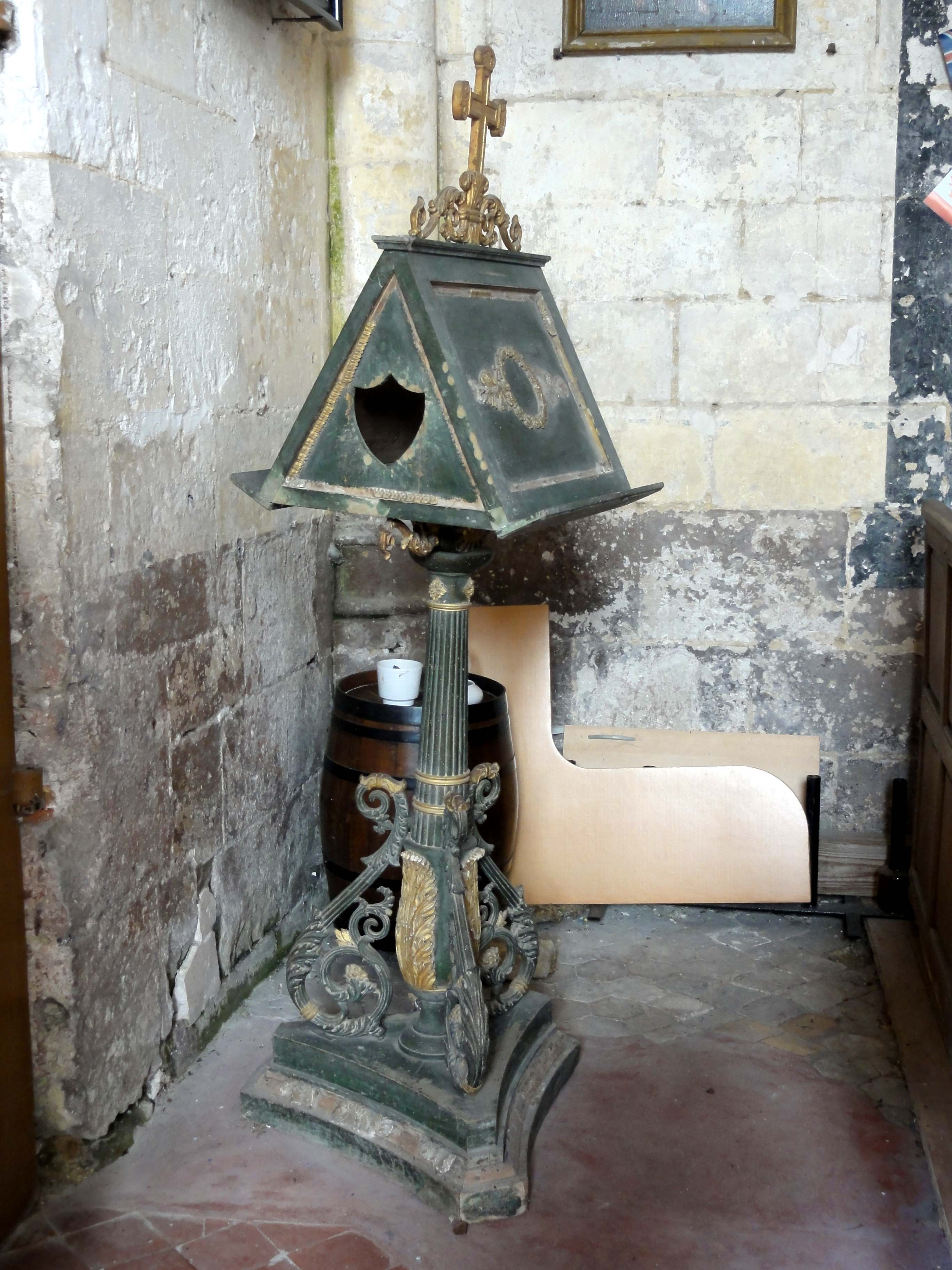
Lutrin.
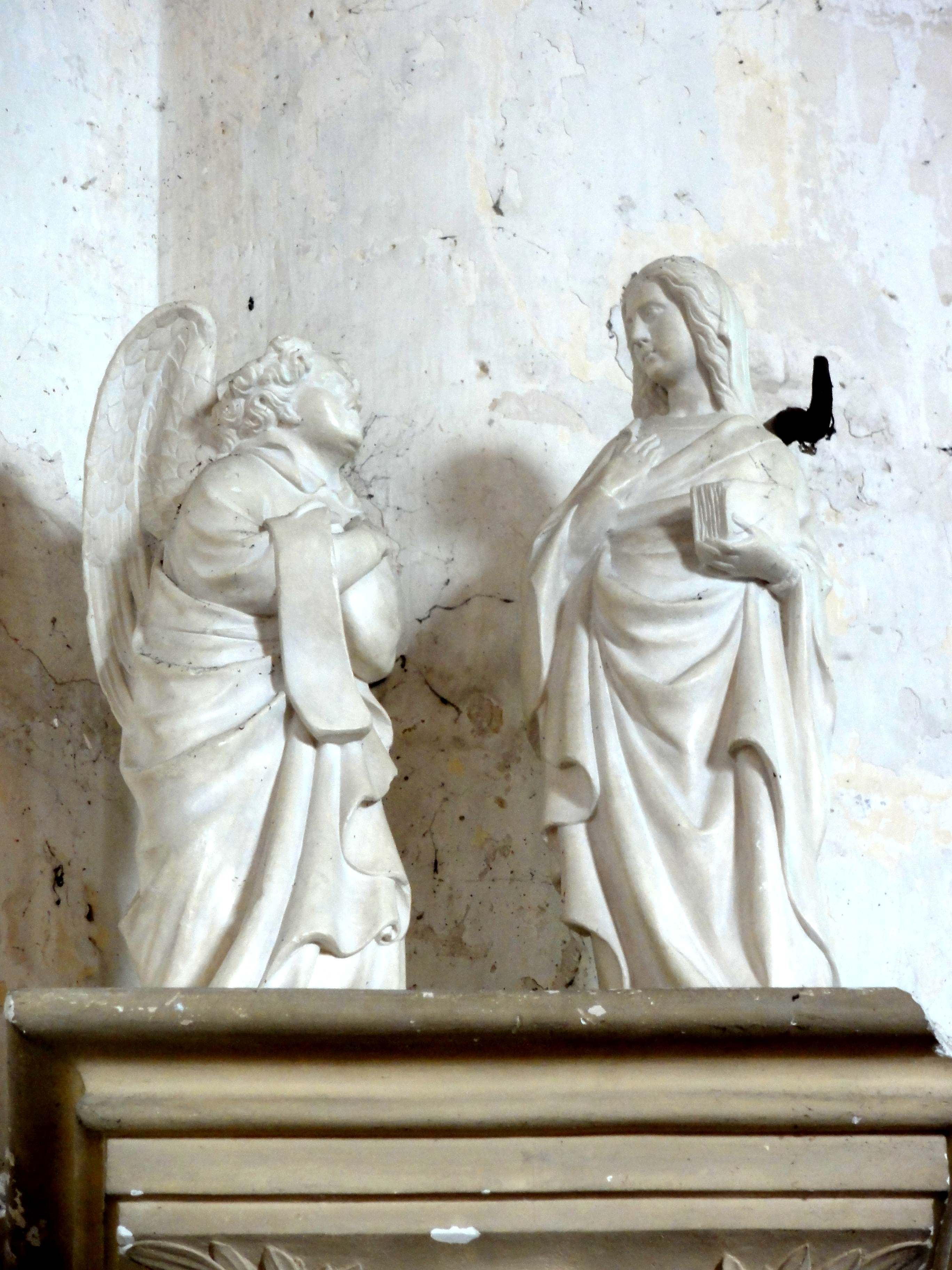
Groupe de l'Annonciation.
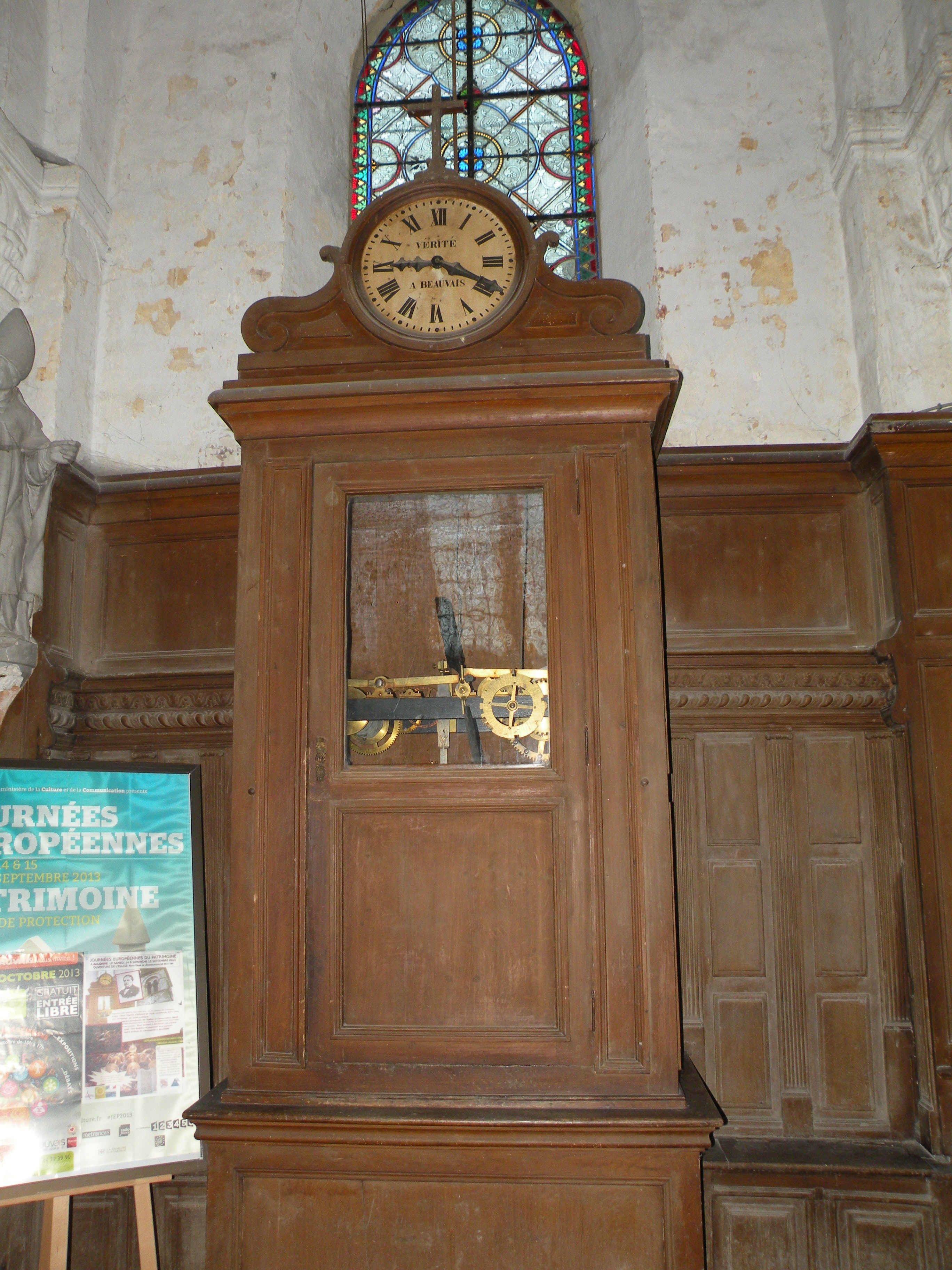
Mécanisme d'horloge.

### Retable et boiseries

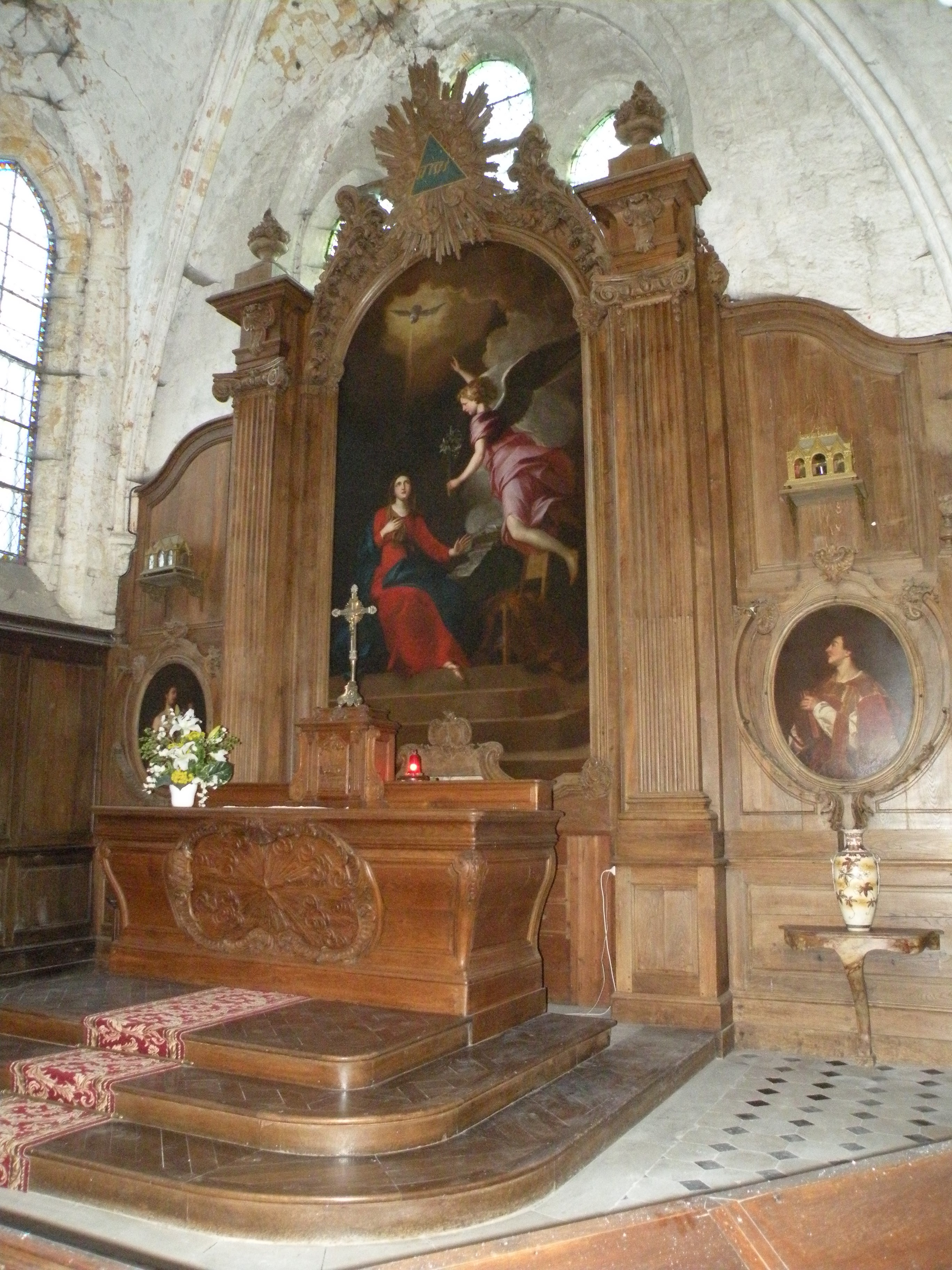
Maître-autel et retable.

- Les boiseries du chœur de la première moitié du XVIIIe siècle sont en bois taillé, poli et ciré. Elles habillent les allèges des fenêtres septentrionales, passent autour du pilier engagé à l'entrée du chœur à gauche, et autour du pilier engagé à la fin des grandes arcades, au droit du chevet. Ces boiseries, extrêmement sobres, se composent pour l'essentiel de simples panneaux de fenestrages organisés sur deux registres, dont le second est deux fois plus élevé que le premier. Les deux registres sont séparés par un larmier, et une cimaise moulurée forme le couronnement. Le retable du chevet s'intègre dans cet ensemble, et ne fait pratiquement pas saillie devant le mur contrairement aux retables baroques du siècle précédent. Le corps central est flanqué de deux ailes latérales, qui comptent un registre de plus que les autres boiseries, et n'ont pas de cimaise, car le registre supérieur se termine en haut par une ligne en doucine. Sur ces ailes latérales du retable, le second registre n'est pas fruste, mais comporte un cadre richement sculpté de style Rocaille, qui sert d'écrin au tableau en forme de médaillon représentant respectivement saint Symphorien et saint Vincent (voir ci-dessus). Le retable lui-même est encore plus élevé ; il atteint approximativement 7,00 m de hauteur. Son premier registre est analogue au reste des boiseries et dépourvu de toute ornementation, car l'autel en forme de tombeau est plaqué devant. Cet autel est sculpté d'un bas-relief dans un cadre de palmes, qui représente simplement des rayons de lumière partant d'une étoile à cinq branches au centre, et quelques nuées. Au-dessus, le petit tabernacle est cantonné de deux pilastres corinthiens et de deux ailerons encore baroques, et sa porte arbore l'Agnus Dei sur le livre aux sept sceaux, motif récurrent pour les autels et tabernacles. Au-dessus de l'autel, l'on ne trouve plus l'ordonnancement en registres qui règne ailleurs. Deux grands pilastres ioniques rudentés et cannelés, surmontés d'une section d'entablement et couronnés d'un vase rempli de fruits (et non d'un pot à feu, comme l'écrit René Parmentier), encadrent le grand tableau de l'Annonciation. Son cadre cintré, globalement assez sobre, est richement sculpté de palmes et de motifs végétaux en sa partie supérieure, et dominé par une gloire, qui affiche au centre un triangle symbolisant la Sainte-Trinité et le Tétragramme. Les boiseries, le retable, l'autel et le tabernacle sont classés au titre objet depuis novembre 1912[27],[33].
- Des fragments de l'ancienne clôture de chœur du dernier quart du XVIe siècle ont été réemployés pour la clôture de l'autel latéral de la dernière travée du collatéral. Il y a un segment avec deux panneaux et un pilastre mesurant 88 cm de largeur, et un segment avec six pilastres et neuf panneaux mesurant 310 cm de largeur. La hauteur est de 110 cm environ. Les compartiments sont sculptés de grecques garnis alternativement de rosaces dans des cercles et de carrés, et les pilastres de motifs abstraits plus complexes faisant appel à des cuirs découpés, candélabres, volutes et autres formes. Ces fragments, qui ont été surpeints en faux-bois au XIXe siècle, sont inscrits depuis septembre 2005[34].
- L'« énsemble de boiseries avec bancs-coffres, en bois sculpté et peint (faux bois), avec alternance de pilastres cannelés et panneaux en deux registres » et une « corniche décorée d'une frise de godrons et d'une grecque », date de la première moitié du XVIIe siècle, et comporte deux segments mesurant 217 cm de hauteur, et environ un mètre de largeur. Ces éléments, pourtant inscrits depuis septembre 2005[35] seulement, ne peuvent plus être localisés dans l'église (sans illustration).

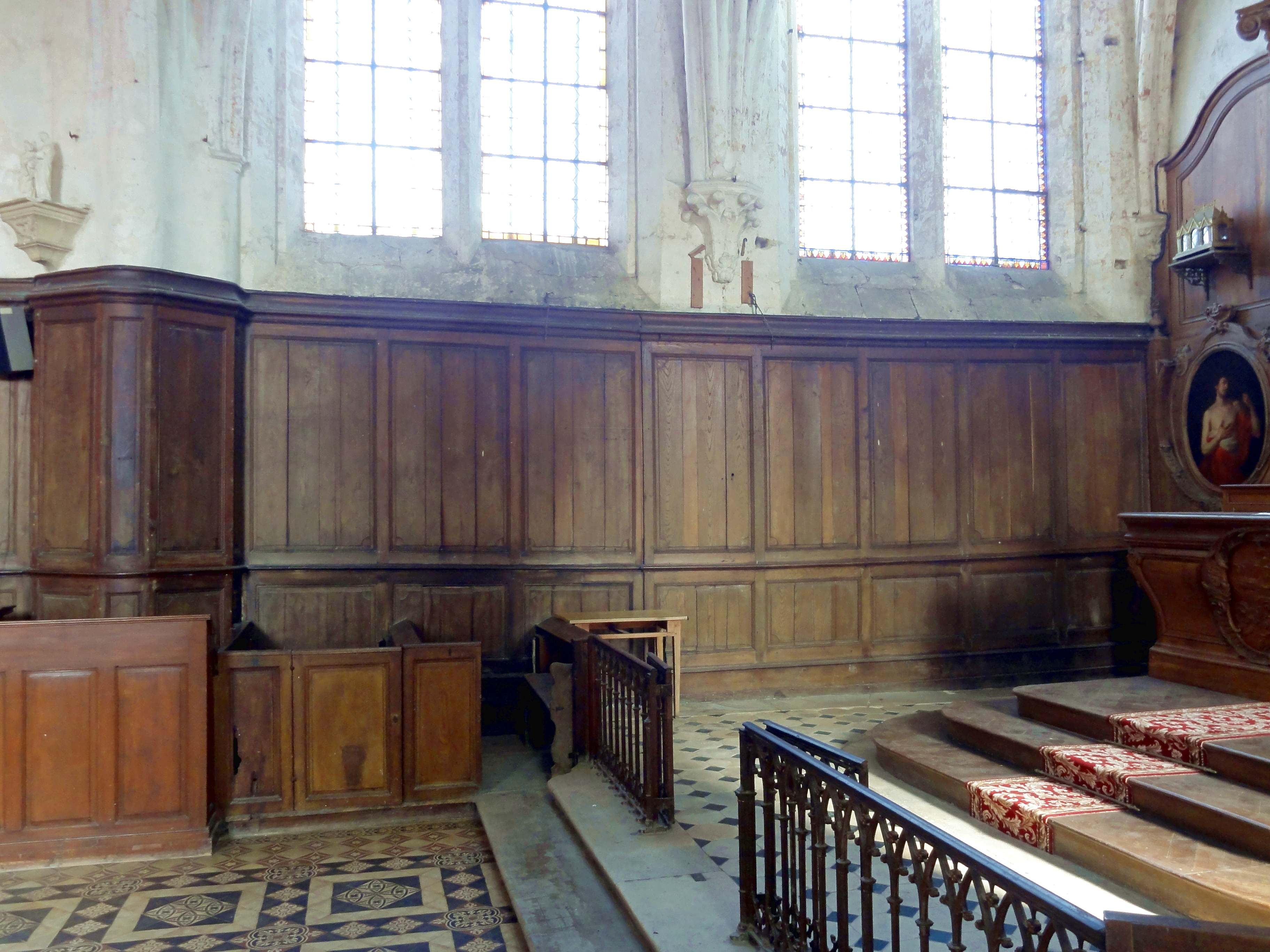
Boiseries au nord du chœur.
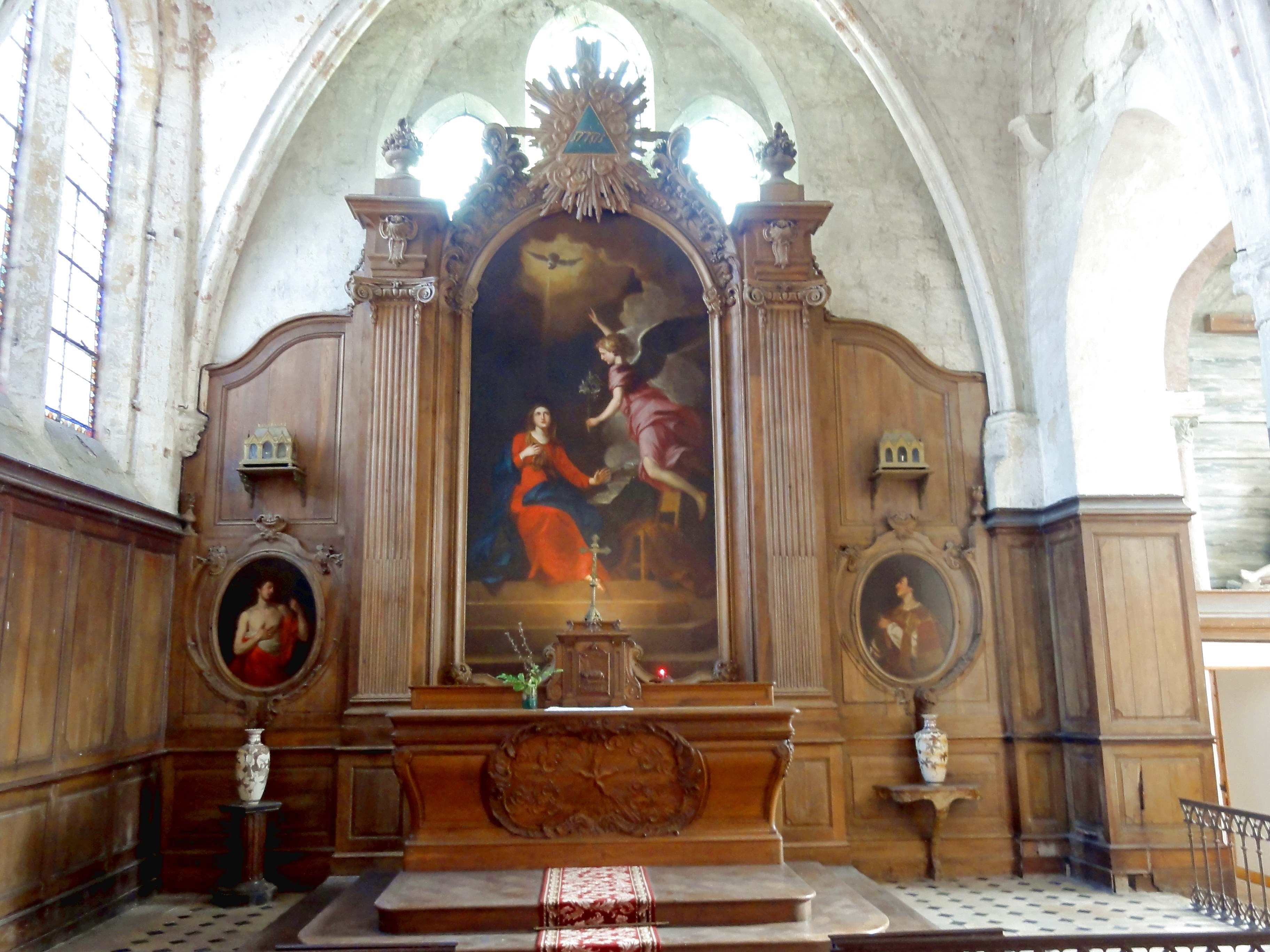
Retable du maître-autel.
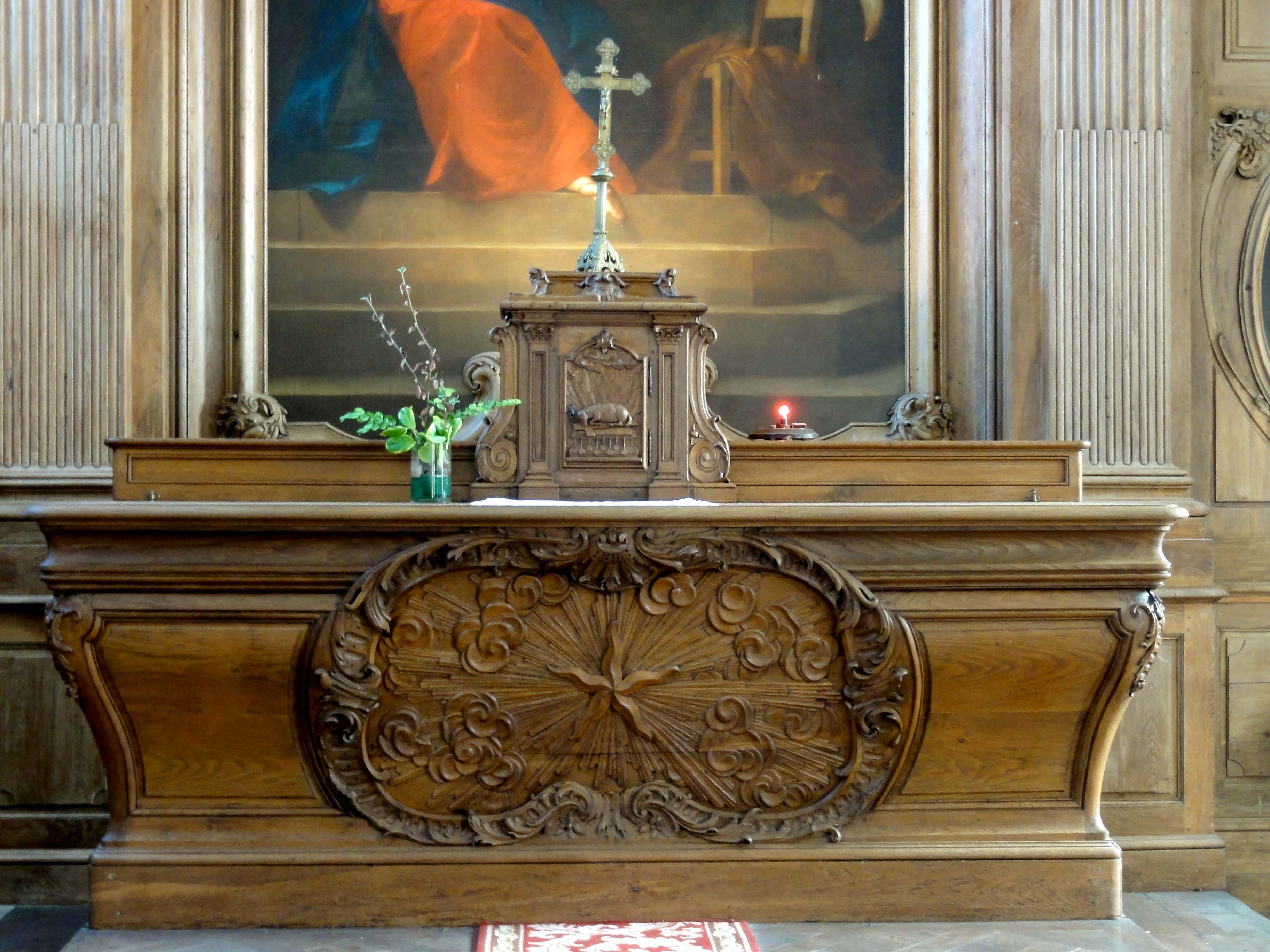
Maître-autel et tabernacle.
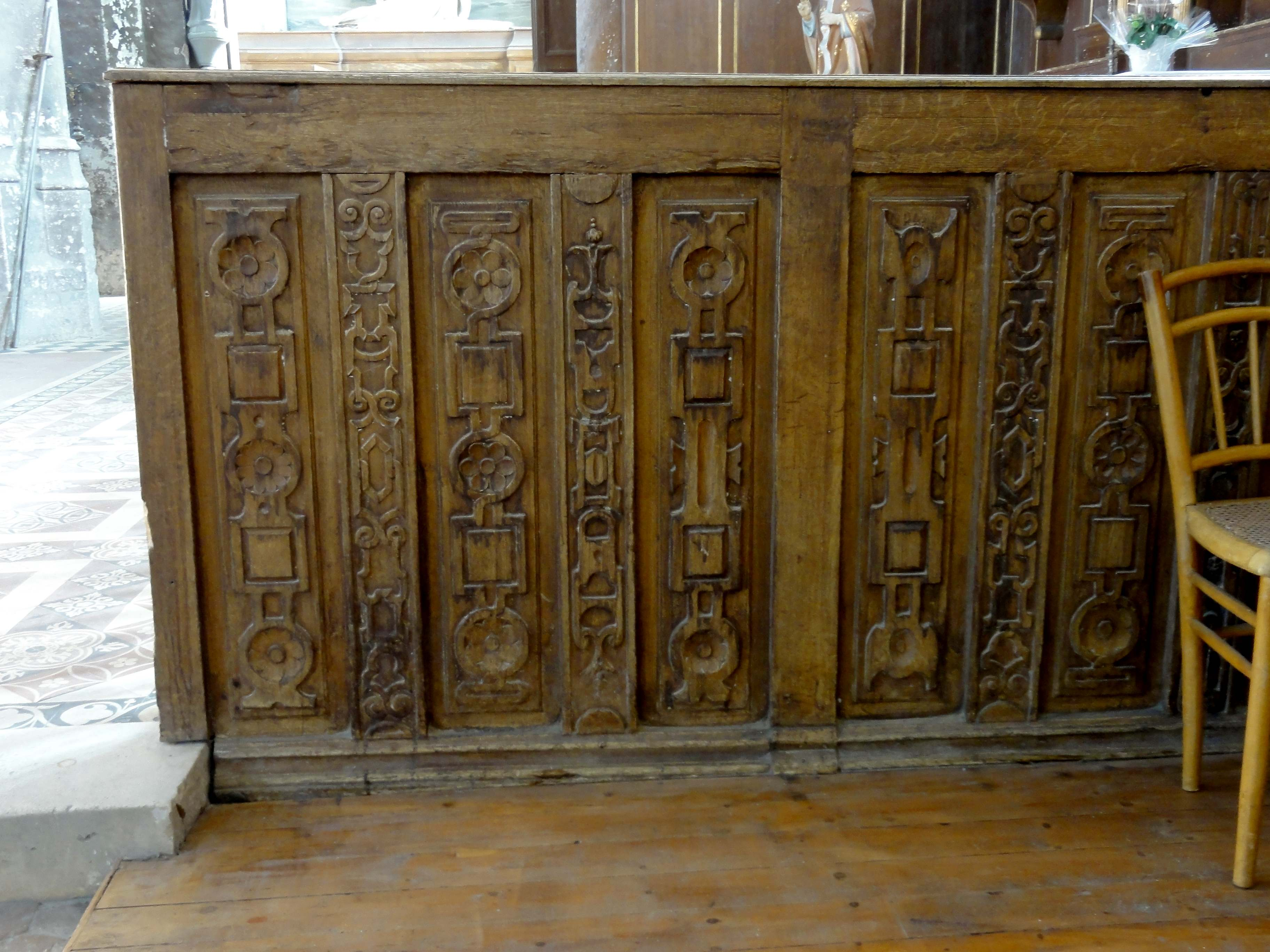
Ancienne clôture de chœur.